# Camino Real de Tierra Adentro
El Camino Real de Tierra Adentro, también conocido como el Camino a Santa Fe, fue una monumental ruta comercial de 2560 kilómetros de longitud que iba desde la Ciudad de México hasta la ciudad de Santa Fe, Nuevo México, Estados Unidos, en uso desde mediados del siglo XVI hasta el siglo XIX. En su período histórico fue la mayor ruta comercial terrestre del mundo. En su porción central, se encontraban importantes yacimientos de plata, a esta porción del camino que comunicaba la Ciudad de México con estos yacimientos en Zacatecas se le llamó la Ruta de la Plata, o el Camino de la Plata; aunque con frecuencia se le llama así a todo el Camino Real de Tierra Adentro, pues la ruta completa tenía acceso a múltiples zonas y ciudades mineras de la Nueva España, productoras de plata y otros minerales, como lo eran además de Zacatecas, Pachuca, Querétaro, Guanajuato, Fresnillo, San Luis Potosí, Mineral del Monte, Chihuahua, Santa Bárbara y Parral, entre otras.
La ruta completa comprende a Ciudad de México y al actual Estado de México, Hidalgo, Querétaro, Guanajuato, Jalisco, San Luis Potosí, Aguascalientes, Zacatecas, Durango y Chihuahua, en el país de México, y a los actuales estados de Texas y Nuevo México en EE. UU. Partía de la Ciudad de México, capital de la Nueva España, y pasaba por ciudades importantes como Pachuca, Hidalgo,Mineral del Monte, Querétaro, Guanajuato, Aguascalientes, San Luis Potosí, Zacatecas, Durango, Chihuahua, Ciudad Juárez y El Paso en Texas (ambas llamadas inicialmente "El Paso del Norte", o bajo el apodo que ahora solo le corresponde de manera oficial a la ciudad estadounidense: "El Paso"), y Las Cruces y Albuquerque en Nuevo México, antes de llegar a Santa Fe.
Este camino servía para transportar la plata extraída de las minas de Zacatecas, Guanajuato y San Luis Potosí, así como el mercurio importado de Europa. En el Virreinato permitió el desarrollo de diferentes poblaciones a partir de presidios, hospederías, mesones y haciendas que servían como puntos de apoyo para todo el camino, donde se proveían los viajeros que iban hasta allá, movidos por el descubrimiento de los minerales y después por el comercio. Además, los procesos que se desarrollaron durante tres siglos legaron un patrimonio cultural de gran valor que incluye archivos, obras de arte religioso y civil, manifestaciones musicales y festividades, cultura gastronómica y tradiciones orales.

## Historia

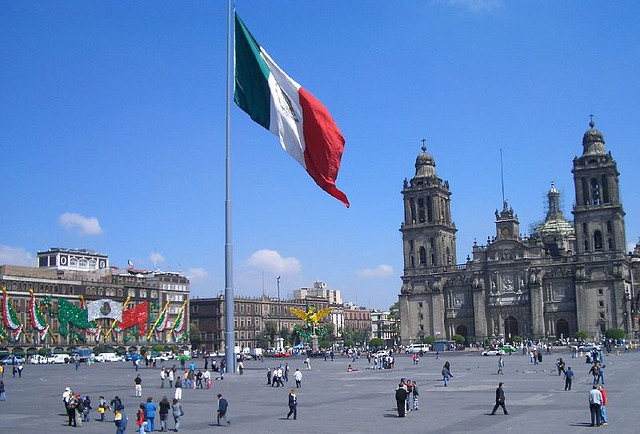
Ciudad de México.

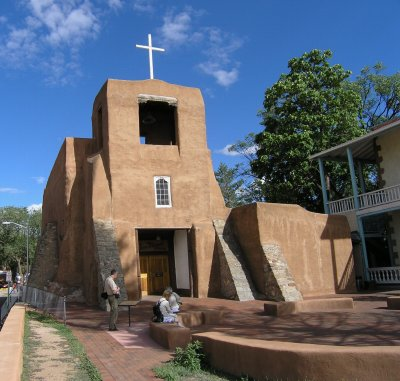
La Misión de San Miguel en Santa Fe (Nuevo México), posiblemente la iglesia más antigua de los Estados Unidos de América.

Antes de la llegada de los españoles, tribus nómadas vivieron de la caza y la pesca. Después la agricultura los arraigó. Con el tiempo surgieron y florecieron grandes civilizaciones. Y mucho antes de que los europeos llegaran, ya tenían establecida la red de comercio que después se convertiría en el Camino Real de Tierra Adentro. En aquellos años el comercio conectaba a los pueblos del valle de México con los del norte a través del intercambio de productos como la turquesa, la obsidiana, la sal y las plumas, de tal forma que para el año 1000 aproximadamente, el comercio se extendió desde Mesoamérica hasta las Montañas Rocosas.
Una vez sometida la gran Tenochtitlan, los conquistadores iniciaron una serie de expediciones con el propósito de expandir sus dominios y obtener mayores riquezas para la Corona española. Al principio siguieron los senderos con las frágiles huellas de los nativos que intercambiaban mercancías entre el norte y el sur.
Los investigadores Enrique Lamadrid, Jack Loeffer y Tomás Saldaña, cuentan la historia del Camino Real como el más antiguo de Norteamérica:

"Los caminos reales fueron las rutas principales de transporte para la comunicación, el cambio cultural y el comercio. El ejército virreinal, organizado en compañías volantes de caballería ligera, protegía a los viajeros, el ganado y las mercancías"

En abril de 1598 —señalan los investigadores— «un grupo adelantado de soldados se pierde en el desierto al sur del Paso del Norte, buscando la mejor ruta al río Bravo. Un indio cautivo llamado Mompil trazó en la arena un mapa del único paso seguro, que pronto formaría parte del Camino Real de Tierra Adentro». Es en este año, cuando este grupo, principalmente liderados por Juan de Oñate, consolidaron y ampliaron el trayecto hasta lo que hoy es Santa Fe, capital de la entonces provincia de Nuevo México, en ese momento, parte de la Nueva España.
Cabe destacar que existieron cuatro troncales, o rutas principales, de Camino Real, que unían la Ciudad de México con Acapulco, Veracruz, Audiencia (Guatemala) y Santa Fe: «Conformaban una cuádruple ruta repleta de caminantes, carretas y recuas de mulas». De estas se deriva el Camino Real de Tierra Adentro, que era el que iba hacia el norte.
El Camino Real de Tierra Adentro siguió una ruta marcada por el terreno: «La actividad volcánica y un clima inclemente labraron una tierra rica en depósitos de plata, cobre, oro, ópalos, turquesas y sal. Los desplazamientos de las placas tectónicas abrieron en el centro de Nuevo México una grieta de más de kilómetro y medio de profundidad, la segunda más larga del mundo. Las aguas del deshielo que fluían hacia el valle formaron el río Bravo y éste fue llenando con sedimentos la profunda brecha».
Inicialmente cuando la Corona española decide no abandonar la provincia de Nuevo México, ruinosa en todos los sentidos, sino mantenerla para no desamparar a los indios ya cristianizados, el virreinato de Nueva España organiza un sistema para abastecer regularmente las misiones, presidios y ranchos del norte. Es en la llamada conducta, que deciden organizarse en caravanas de carretas que partían cada tres años de la Ciudad de México con destino a la frontera. Iniciaba un largo y dificultoso recorrido de seis meses. Muchas eran las incertidumbres que enfrentaban los viajeros. Las crecidas de los ríos podían forzar semanas de espera en las orillas hasta poder vadearlos. En el otro extremo aparecían las sequías prolongadas, que hacían sufrir a hombres y animales. Lo más temido era la travesía de la llamada Jornada del Muerto, más allá de El Paso del Norte: cien kilómetros sin agua para aprovisionarse. El mayor de los peligros era el de los asaltos. Había bandas especializadas que desde los actuales estados de México al estado de Querétaro acechaban la caravana (repleta de valiosos artículos). Y, sobre todo, a partir del sur de Zacatecas, la mayor amenaza fueron los ataques de indios chichimecas, más frecuentes a medida que se progresaba hacia el norte. Su objetivo principal eran los caballos, a veces incluso mujeres y niños. Las tropas de los presidios hacían relevos para dotar al convoy de una protección adicional, y cuando la caravana se adentraba en las áreas más comprometidas, para pasar la noche los carros formaban un círculo con las personas y los animales dentro.

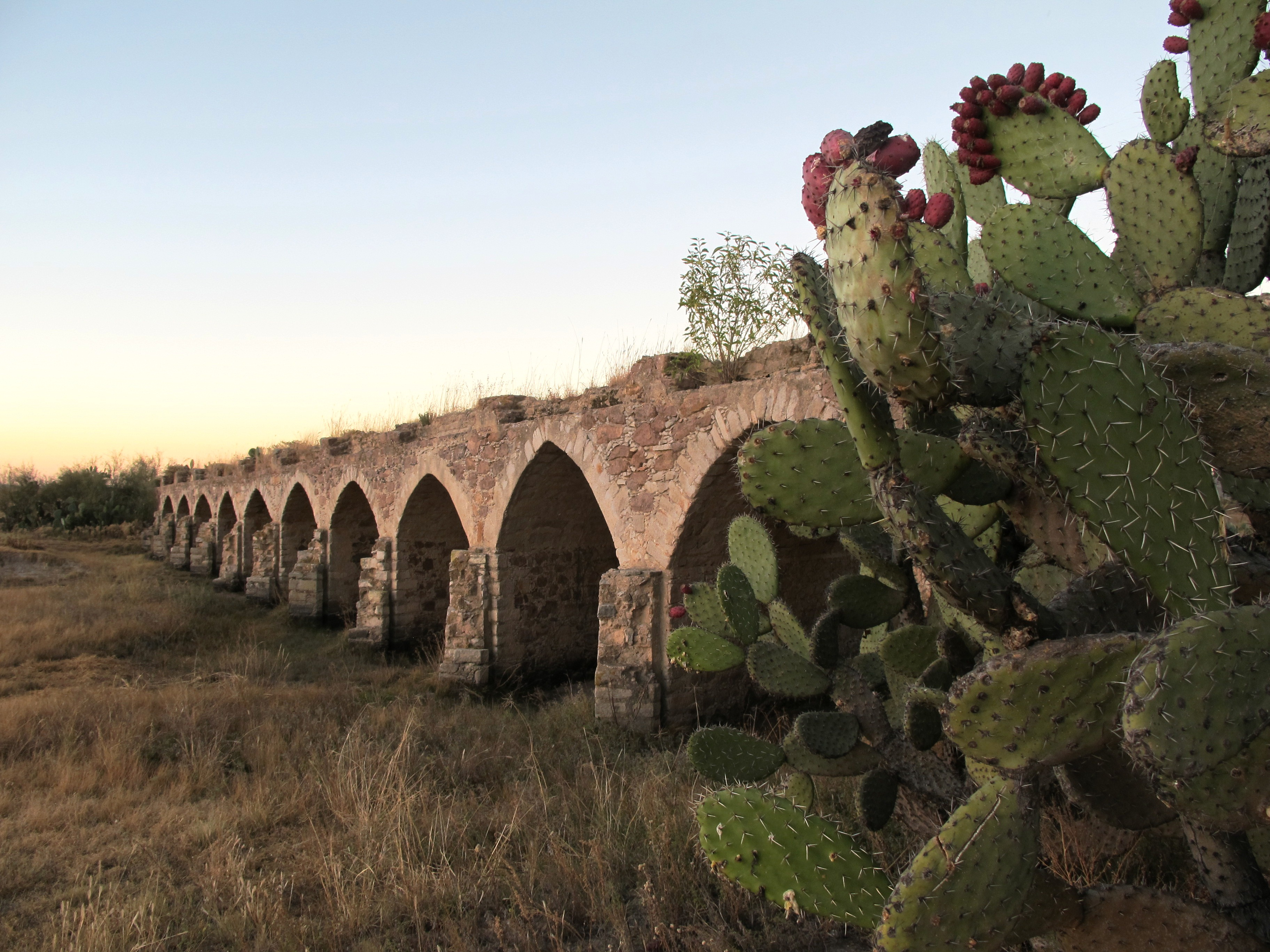
Puente de Ojuelos en el estado de Jalisco, parte del Camino Real de Tierra Adentro, declarado Patrimonio Mundial de la Humanidad junto a otros 59 sitios de la ruta.

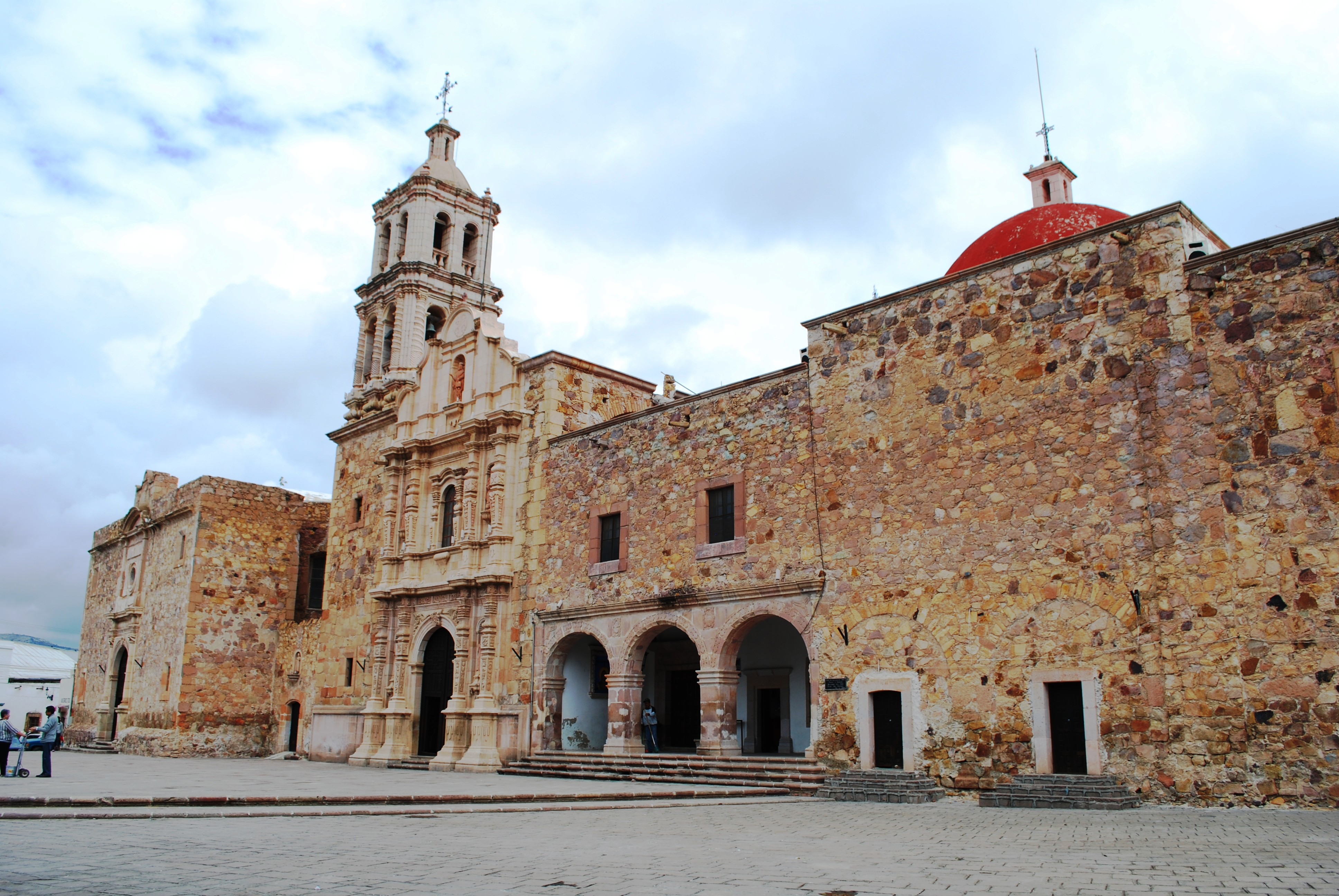
Plaza de San Francisco donde se puede ver el Templo de la Orden Tercera, y el Templo y Convento de San Francisco, cuya construcción comenzó en 1567; en la ciudad de Sombrerete, Zacatecas. Se puede ver la influencia española mezclada con los elementos locales, como el manejo de la cantera rosa o los elementos tlaxcaltecas en la entrada del templo.

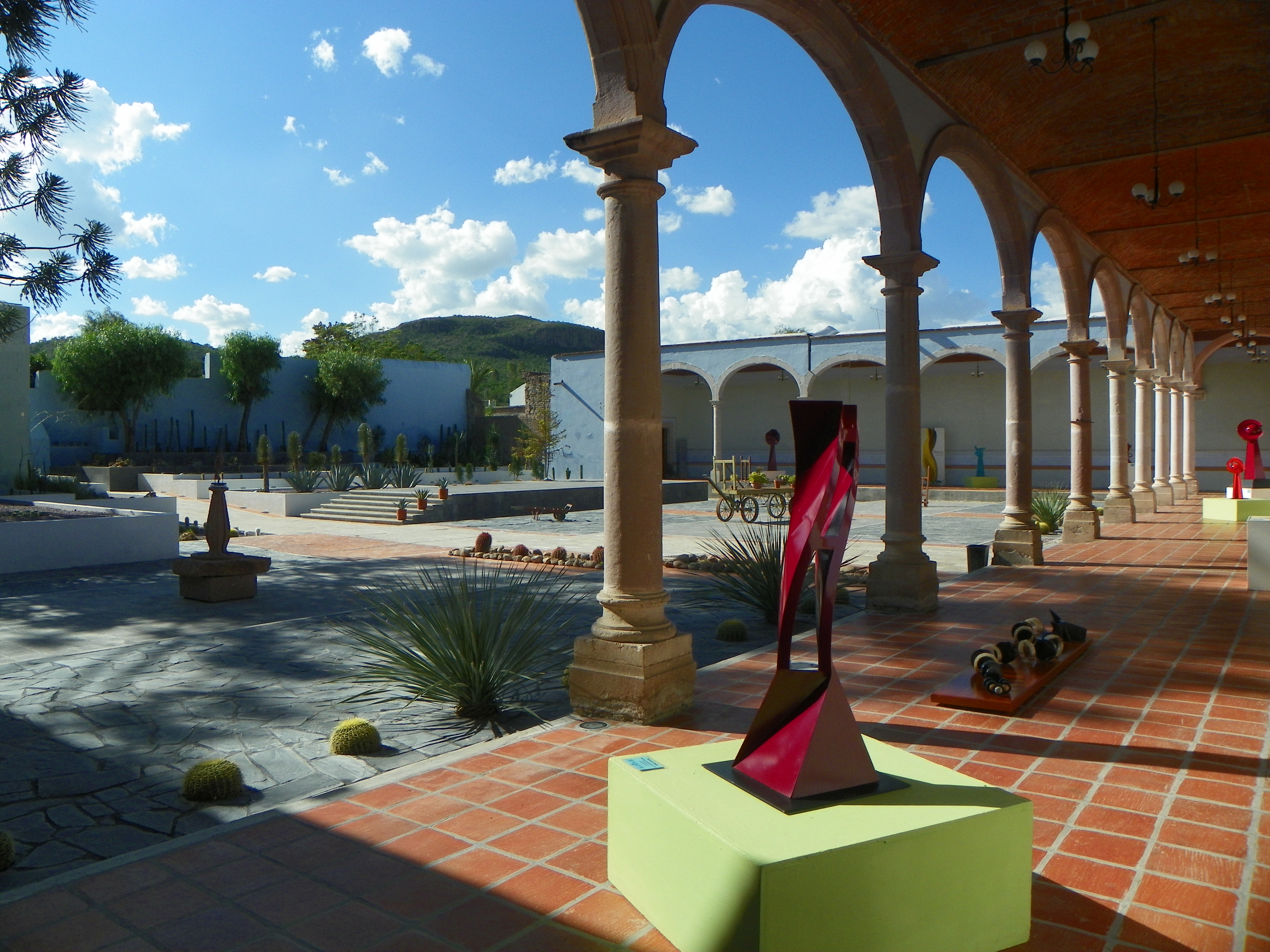
Hacienda de San Blas, en el poblado de Pabellón de Hidalgo; se trata de una hacienda del, actualmente hecho Museo de la Insurgencia. Es un buen ejemplo de las haciendas agrícolas que alimentaban el Camino Real de Tierra Adentro.

La ruta fue utilizada activamente como ruta comercial por 300 años, desde mediados del siglo XVI al siglo XIX, principalmente para el transporte de la plata extraída de las minas. Por esta razón, el camino fue mejorando, y con el tiempo los riesgos se hicieron menores a medida que surgían hospitales y haciendas.
Durante el siglo XVIII los parajes a lo largo del Camino Real incrementaron significativamente. La villa de San Felipe el Real (hoy ciudad de Chihuahua) rodeada por sus minas se convirtió en un centro comercial y financiero importante entre Durango y Santa Fe, a esta zona se le llamaría el sendero de Chihuahua. La villa de San Felipe Neri de Alburquerque a su vez fue fundada en 1706 (hoy Albuquerque, la “r” se pierde en el siglo XIX) y pronto se convirtió en una importante terminal a lo largo del sendero de Chihuahua. La Villa de Alburquerque fue muy importante por su posición defensiva en el Camino Real lo cual dio a que también creciera como un centro de intercambio comercial durante el siglo XVIII. El estado de Nuevo México comerciaba principalmente con ganado vacuno, lana, textiles, pieles de animales, sal, y nueces. Este intercambio se daba principalmente con las ciudades mineras de Chihuahua, Santa Bárbara y Parral. Para el año de 1765 la población del Paso del Norte era de 2635 habitantes, lo cual creó que fuera el centro urbano más grande en la frontera norte de la Nueva España. El Paso se convirtió en un centro importante de agricultura y ranchería y fue conocido por sus vinos, brandy, vinagre y pasas.
En el siglo XVIII la Corona española autorizó el festejo de las ferias, sin embargo ya existían desde principios del Virreinato. Algunas de las ferias más importantes a lo largo del Camino Real incluían la feria de San Juan de Los Lagos en Jalisco, la feria de Saltillo, y la feria de Chihuahua, la cual era de suma importancia para los comerciantes de Nuevo México. La feria del pueblo de Taos también era un evento anual importante donde los comanches y los yutes intercambiaban armas, municiones, caballos, productos agrícolas, pieles, y carnes con los novohispanos. España al mismo tiempo mantenía un monopolio con los productos de sus provincias del norte, así no se permitía el comerciar con la colonia francesa en Luisiana.
Para la segunda mitad del siglo XVIII, la frontera norte de la Nueva España representó un interés fundamental para el Imperio español y su política reformista, con la finalidad de asegurar la soberanía española sobre tan relevantes territorios, muy codiciados geopolíticamente por otras potencias europeas: era pertinente una política conciliadora, sobre todo por la peligrosa presencia en la zona de ingleses y franceses, y una reconsideración del papel asignado al indígena, pues ya no sólo se quería que no hostilizase a los españoles, se convirtiera y se vinculase a los procesos económicos, sino que también participase en la defensa de la frontera.
Así pues, el capitán Nicolás de Lafora (asignado por el entonces marqués de Rubí) hace una descripción de la frontera novohispana en su "Viaje a los presidios internos de la América septentrional" y que es producto de la expedición que realizara entre 1766 y 1768. Esta expedición solo fue parte de una comisión de mayor envergadura sobre los temas defensivos y reorganización militar encomendada por el Imperio español al marqués de Rubí, para que averiguara la mala colocación táctica de los presidios, inspeccionara las tropas, reconociera los reglamentos y propusiera lo conveniente para un mejor gobierno y estado defensivo. El marqués de Rubí así pues, militarmente inspeccionaba los presidios en las provincias internas y propuso una línea de presidios en la frontera novohispana en 1766 la cual se levantó desde El Golfo de México para protegerse de los yutes, apaches, comanches, y navajos. Don José de Gálvez y Gallardo, comisionado especial a la Nueva España por Carlos III, promovió una Comandancia General de las Provincias Internas al norte de la Nueva España y reconoció que una larga guerra con los nativos sería imposible por la falta de recursos. Por el contrario él mismo incitaba al establecimiento de la paz y a un mayor incremento comercial en 1779. En 1786 el sobrino de José de Gálvez, Bernardo de Gálvez, virrey de la Nueva España publicó sus “Instrucciones” que incluían tres estrategias para tratar con los indios: continuar la presión militar, la formación de alianzas, y crear un estado de dependencia por parte de los indios, que habían entrado en tratados de paz con la Corona española.
Durante la última década del siglo XVIII se logró la paz entre los españoles y las tribus apache como consecuencia de los cambios administrativos y estratégicos antes mencionados. Como resultado se incrementó el intercambio comercial de varios productos y de varias regiones de la Nueva España (productos de la tierra), productos europeos de la flota española y también con los que provenían de la Nao de China que llegaba anualmente a Acapulco. Como ejemplo, para este tiempo, los productos más típicos que vendían los comerciantes de la ciudad de Parral en el norte del camino, incluían: platoncillos de Michoacán, jarrillos de  Cuautitlán del estado de México, mayólica del estado de Puebla, trastos de porcelana de China, y productos de barro de Guadalajara.
El siglo XIX trajo muchos cambios tanto para México como a su frontera norte. En 1821 después de 11 años de lucha, México se independizó de España. El Camino Real mantuvo un rol importante en este periodo, ya que los viajeros mantenían la comunicación sobre los eventos que acontecían en el centro del país en los pueblos y las villas en las provincias internas. Durante la Independencia el Camino Real se usó por ambas fuerzas, rebeldes y fuerzas reales. Ejemplo de ello es que después de la rebelión iniciada por el libertador Miguel Hidalgo, él usó el camino para dirigirse a la ciudad de Chihuahua donde fue capturado y ejecutado.

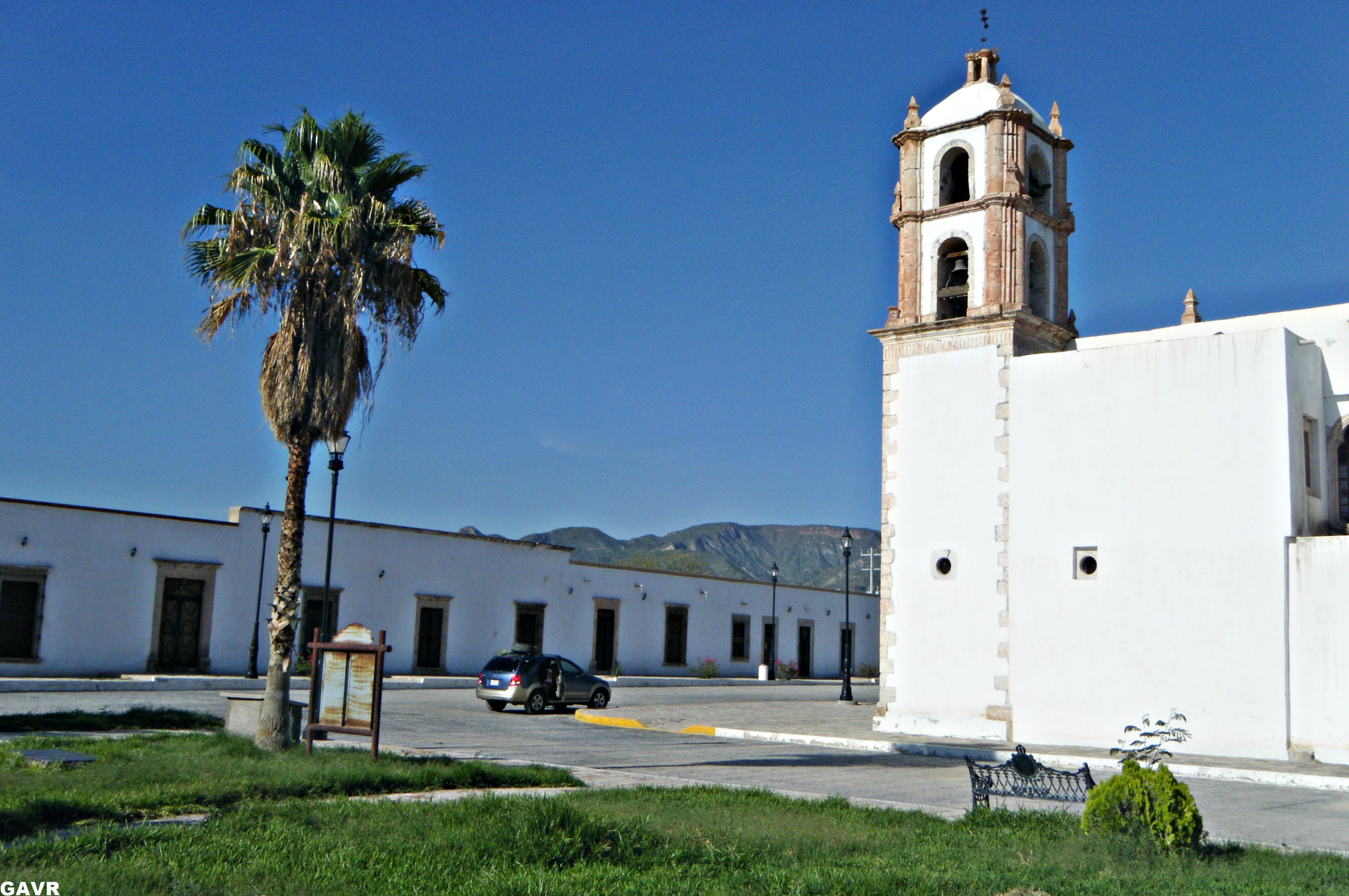
Templo de Nuestra Señora del Refugio ubicada en la Hacienda La Pedriceña, en la ahora comunidad de Los Cuatillos, en el municipio de Cuencamé, Durango. En esta hacienda se pueden encontrar pinturas barrocas, y múltiples casonas que servían para administrar la propiedad. La capilla de la hacienda fue construida en el. El "Grito de Dolores" que cada año se celebra en México un 15 de septiembre para recordar el llamado de Independencia dado por Miguel Hidalgo, fue organizado desde esta hacienda por el presidente Benito Juárez en 1864.

Durante y después de la independencia, el gobierno fue inestable y la lucha continua, los recursos que se enviaban a las provincias del norte se redujeron continuamente lo cual dio a la creación de rutas alternas. Para 1807, los comerciantes estadounidenses y otros militares fronterizos como Zebulon Pike intentaban encontrar senderos que dieran a Nuevo México y Chihuahua. Pike fue capturado el 26 de febrero de 1807 por las autoridades españolas en el norte de Nuevo México, quienes lo mandaron por el Camino Real hacia la ciudad de Chihuahua. Mientras Zebulon Pike estaba en esta ciudad, tuvo acceso a varios mapas de México y se enteró del descontento con la dominación española.
Entre 1821 y 1822, tras el fin de la guerra por la Independencia de México, se comienza a consolidar como ruta el Sendero de Santa Fe que conectó a Misuri (territorio estadounidense) y a Santa Fe (territorio mexicano). Al principio, los mercaderes estadounidenses fueron encarcelados por infiltrar contrabando en territorio mexicano, sin embargo la crisis económica del norte de México, dio a que se aceptara más y más este tipo de comercio. De hecho, el Sendero de Santa Fe incrementó el comercio para los productos locales (como el algodón) y manufacturados de Nuevo México, por lo que los mexicanos de esta zona vieron con buenos ojos esta nueva ruta comercial, a su vez que no dejaban de visitar las ciudades del sur. Para 1827, ya existía una conexión lucrativa y comercial entre Misuri, Nuevo México y Chihuahua.
En 1846, la disputa sobre la frontera texana entre México y los Estados Unidos dio a la subsecuente invasión estadounidense por las fuerzas militares de EE. UU. y la guerra EE. UU.-México inició. Una de estas fuerzas fue comandada por el general Stephen Kearny, quien viajó por el Sendero de Santa Fe para apoderarse de la capital de Nuevo México. Otra de las fuerzas comandadas por el coronel Alexander William Doniphan venció a un grupo pequeño de contingentes mexicanos sobre el Camino Real, en el paraje de los Brazitos al sur de lo que hoy es Las Cruces, Nuevo México lo cual fue descrito en el diario de Susan Shelby Magoffin la esposa de un comerciante. Como resultado, las fuerzas estadounidenses de Doniphan capturaron El Paso del Norte y más tarde la ciudad de Chihuahua. Durante 1846-1847, el Camino Real de Tierra Adentro se convirtió en una vía de continuo uso, con las fuerzas estadounidenses usándolo para viajar hacia el interior de México. En su travesía, muchos viajeros norteamericanos mantenían diarios y escribían a sus hogares acerca de lo que veían mientras se marchaban. Uno de los soldados proveyó un estimado de la población de varias ciudades a lo largo del Camino. Estas incluían, Algodones con 1000 habitantes, Bernalillo con 500, Sandía de 300 a 400, Alburquerque sin un número estimado pero se extendía por siete u ocho millas a lo largo del Río Grande, rancho de los Placeres con 200 o 300, Tomé con 2000, y a Socorro se le describió como una “ciudad considerable”, Paso del Norte con 5000 a 6000, y el Carrizal con 400 habitantes. Los soldados inclusive mantenían notas de los productos, precios, y animales que se encontraban en sus travesías.
En 1848 con el Tratado de Guadalupe Hidalgo, la guerra se terminó oficialmente con la requisición de que México cediera la mayoría de su territorio del norte incluyendo lo que hoy son los estados de Nuevo México, Colorado, Arizona, y California. El Camino Real de Tierra Adentro quedó dividido para siempre entre 2 países, y con el tiempo perduraron sus historias mientras muchas otras quedaron perdidas; sin embargo su legado cultural es aún en nuestros días tangible.

## Usos del nombre y controversias

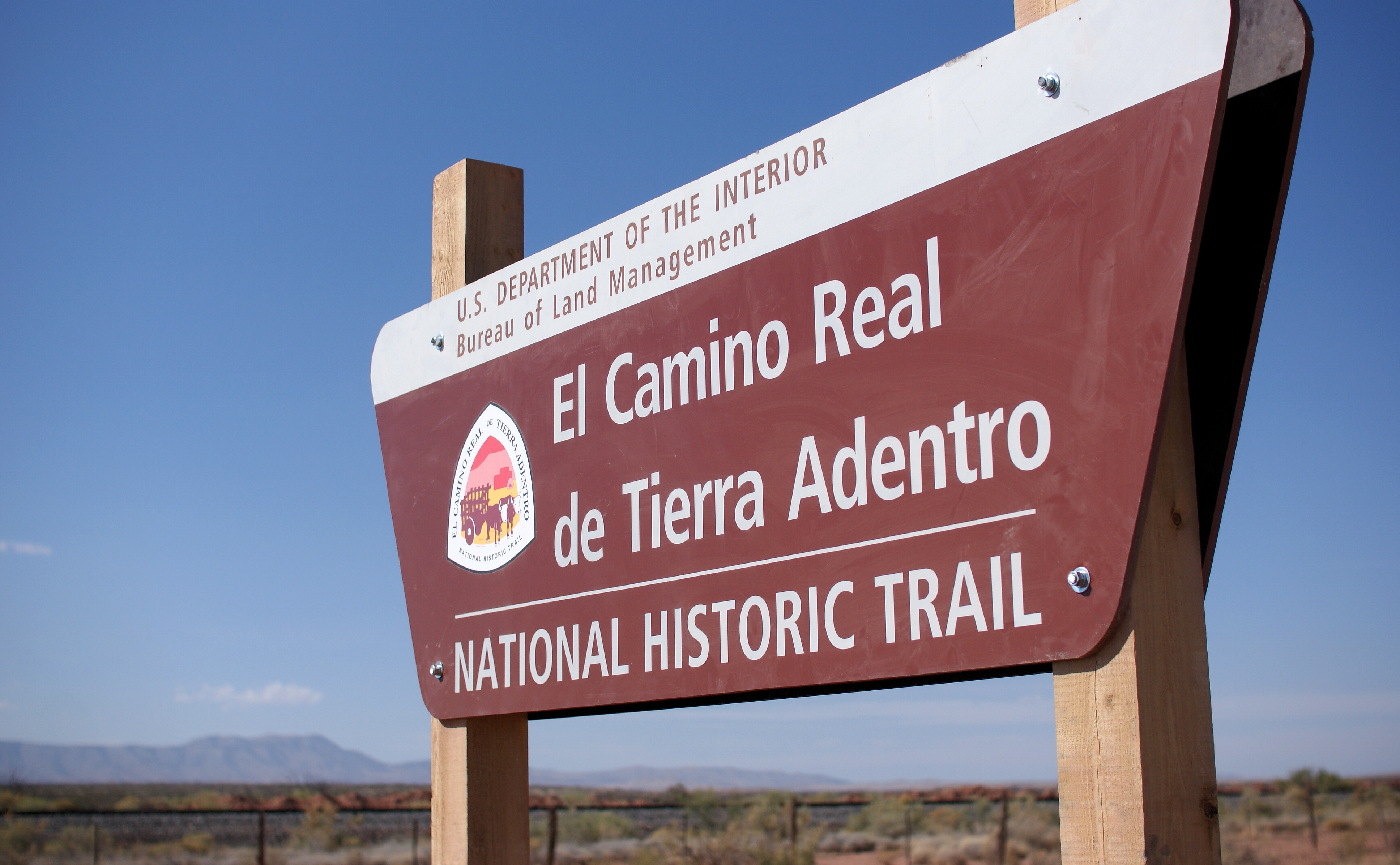
La sección del camino que discurre por territorio estadounidense, un total de 646 kilómetros, fue declarada National Historic Trail en octubre de 2000.

El nombre se presta a discusión o confusión, puesto que durante el virreinato de Nueva España se llamaba "Camino Real" a todos los caminos transitables en carreta, los cuales existía en un número importante en todo el virreinato. De igual forma, se llamaba "Tierra Adentro" a los territorios poco explorados, en particular hacia el norte del virreinato, razón por la cual se llamó primero a Querétaro, y después a Saltillo "La Puerta de Tierra Adentro". Por este motivo, históricamente hubo varios "Caminos Reales de Tierra Adentro". Además del camino hacia Santa Fe, otro camino destacado es el que conducía hacia Texas. El "Camino Real de Tierra Adentro", que conducía a Nuevo México, al parecer adoptó su nombre recientemente en Estados Unidos para tener una protección legal, sin reparar en el hecho de que, al hacer uso legal de él, se demeritaban los demás Caminos Reales, como el de Texas, por lo que legalmente no está permitido el empleo de tal nombre para este último (por lo menos en los Estados Unidos), aunque históricamente así se le denominó.

## Patrimonio Mundial de la Humanidad

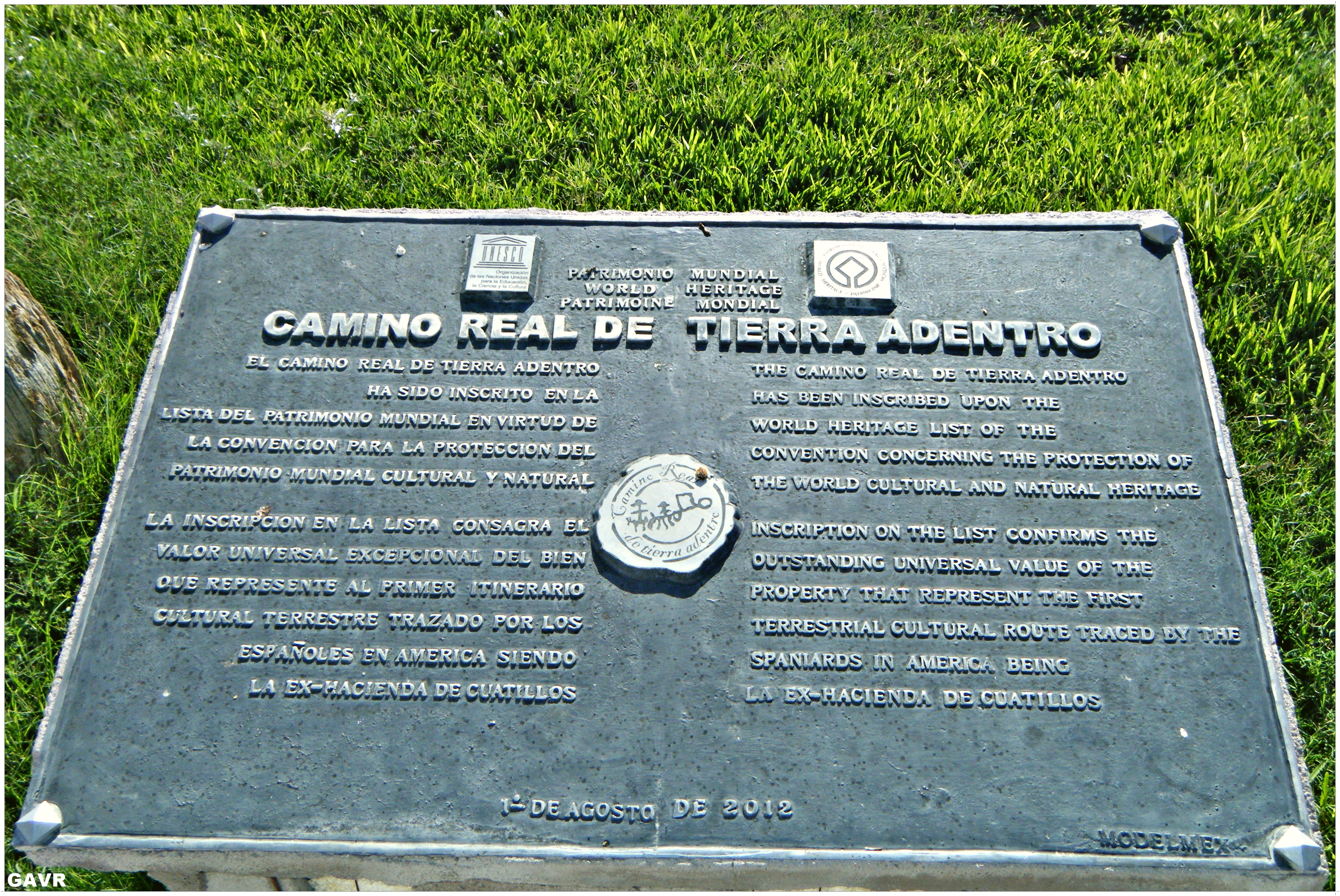
Placa otorgada por la UNESCO a los sitios reconocidos de la sección del camino que discurre por territorio mexicano.

La sección del camino que discurre por territorio mexicano, fue inscrita en la Lista Indicativa Mexicana en noviembre de 2001, bajo los criterios culturales (i) y (ii), los cuales hacen referencia a: i) Representar una obra maestra del genio creativo del hombre; y, ii) Ser la manifestación de un intercambio de influencias considerable, durante un determinado periodo o en un área cultural específica, en el desarrollo de la arquitectura o de la tecnología, las artes monumentales, la planificación urbana o el diseño de paisajes. Finalmente, el 1 de agosto de 2010, el Comité del Patrimonio de la Humanidad de Naciones Unidas para la Educación, la Ciencia y la Cultura (Unesco) agregó éste recorrido como Patrimonio de la Humanidad, junto a otros 24 nuevos sitios de varios países del mundo.
En el año 2010, la Unesco incluyó una porción del Camino Real de Tierra Adentro como patrimonio cultural de la humanidad, bajo los criterios (ii): "testimoniar un importante intercambio de valores humanos a lo largo de un periodo de tiempo o dentro de un área cultural del mundo, en el desarrollo de la arquitectura o tecnología, artes monumentales, urbanismo o diseño paisajístico" y (iv): "ofrecer un ejemplo eminente de un tipo de edificio, conjunto arquitectónico, tecnológico o paisaje, que ilustre una etapa significativa de la historia humana". La designación así, arrojó como zona núcleo a 3,102 hectáreas, con una zona de amortiguamiento de 268,057 hectáreas; repartida entre múltiples sitios.
Son 60 los lugares que fueron incluidos en la lista como Patrimonio Mundial, 5 de los cuales ya habían sido reconocidos bajo una denominación propia en el pasado (Ciudad de México, Querétaro, Guanajuato, San Miguel de Allende y Zacatecas). Cabe mencionar, que no se debe confundir la ruta histórica original con la nombrada por la Unesco, pues se ha excluido sitios de gran importancia para la ruta como lo es la ciudad de Chihuahua o la famosa Hacienda de San Diego del Jaral de Berrio en el estado de Guanajuato, un punto clave para la ruta, por citar 2 simples ejemplos. Por esto, se ha planteado una posible expansión de la denominación en el futuro; actualmente el INAH realiza la búsqueda para encontrar tramos originales del camino en contexto, como puentes, empedrados, haciendas, etc.

### Sitios declarados
Ciudad de México y Estado de México

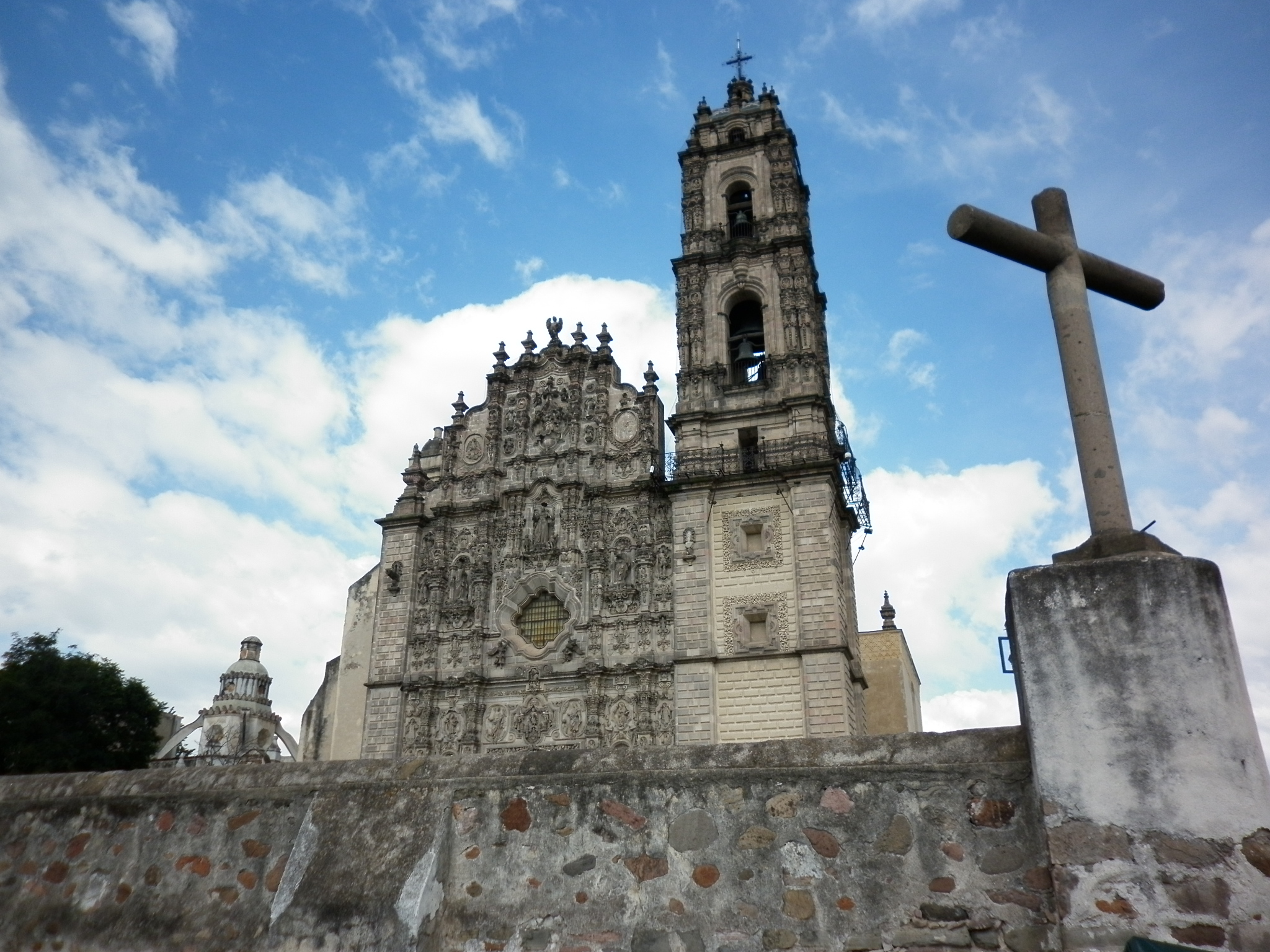
Antiguo Colegio de San Francisco Javier en Tepotzotlán.

1351-000: Centro histórico de la Ciudad de México

1351-001: Antiguo Colegio de San Francisco Javier en Tepotzotlán 

1351-002: Pueblo de Aculco 

1351-003: Puente de Atongo 

1351-004: Tramo del Camino Real entre Aculco y San Juan del Río 

Estado de Hidalgo
1351-005: Antiguo convento de San Francisco en Tepeji del Río y puente 

1351-006: Tramo del Camino Real entre el puente de La Colmena y la antigua Hacienda de La Cañada 

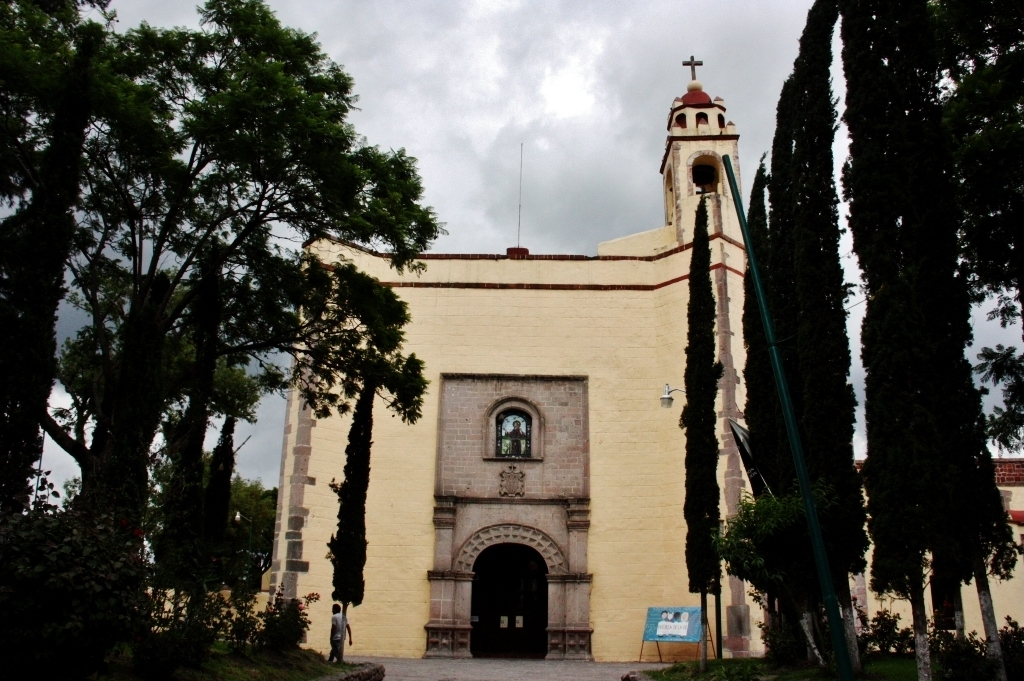
Antiguo convento de San Francisco en Tepeji del Río.
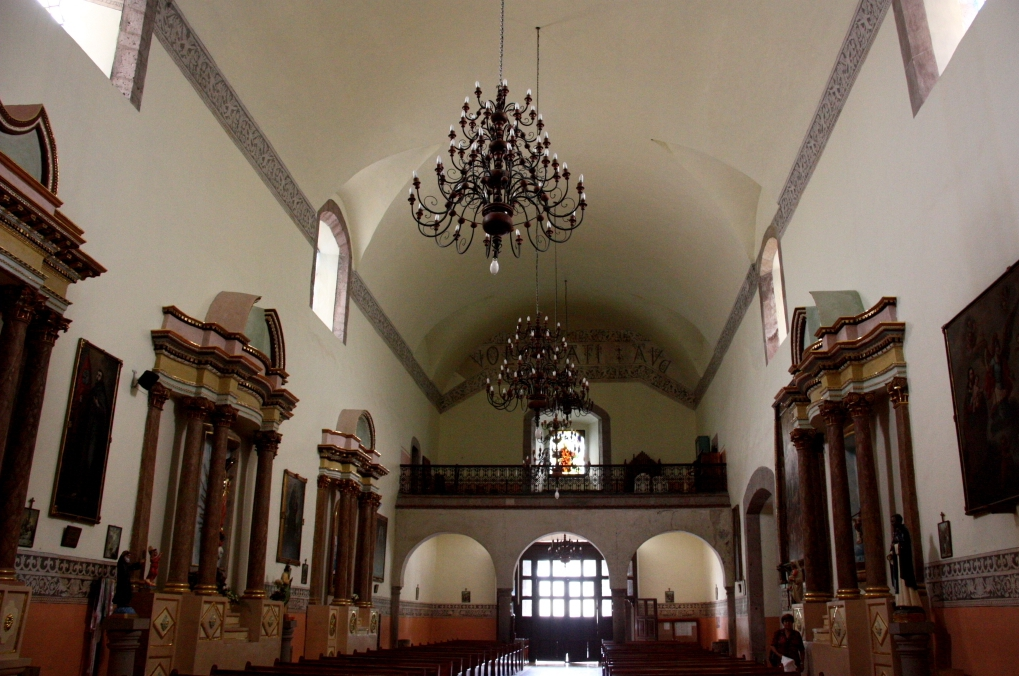
Antiguo convento de San Francisco en Tepeji del Río.
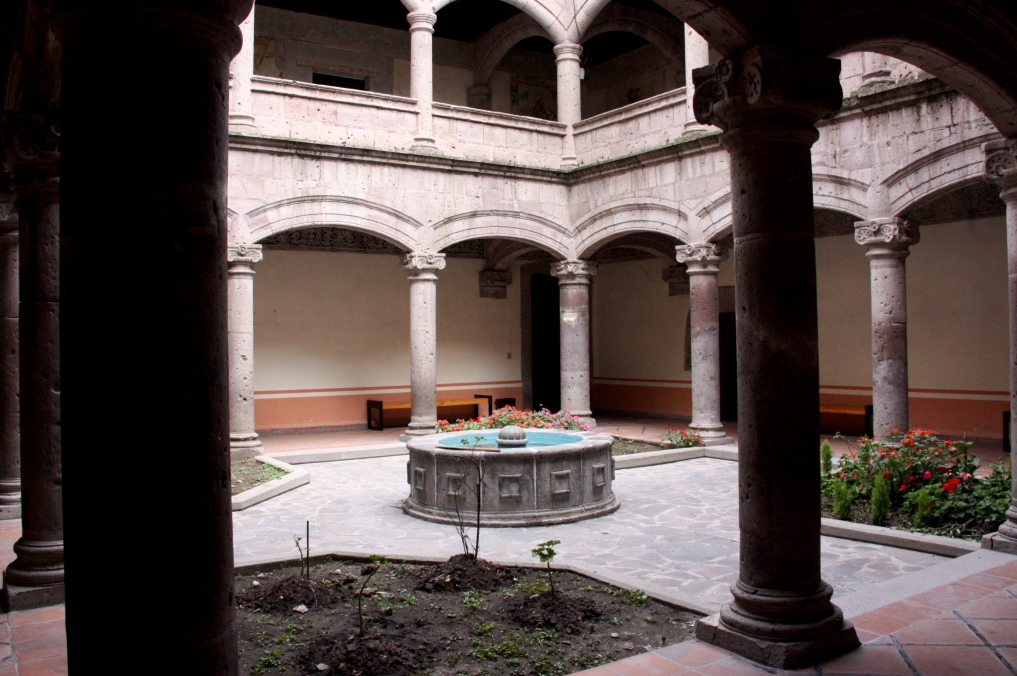
Antiguo convento de San Francisco en Tepeji del Río.
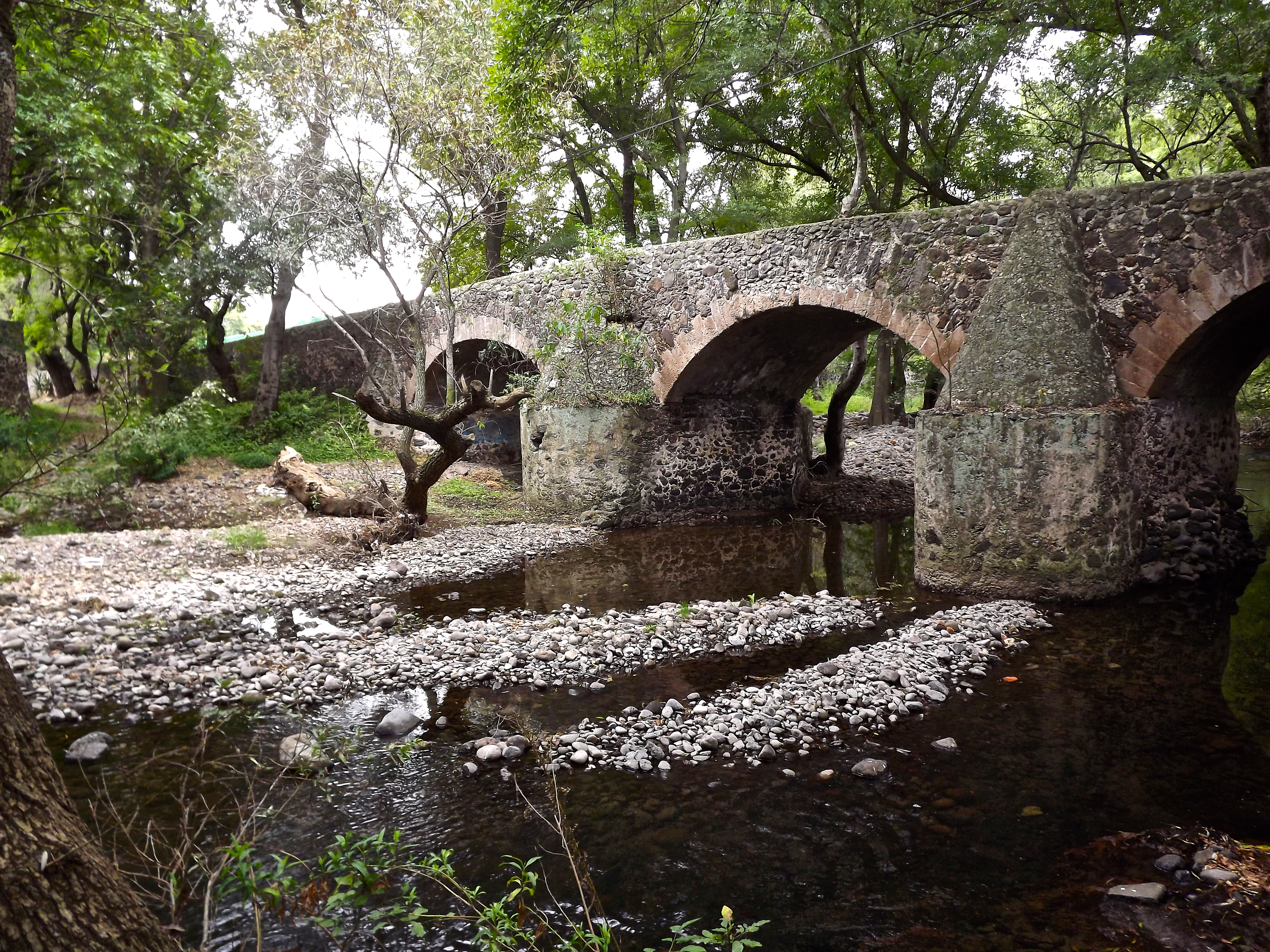
Puente Tlautla en Santiago Tlautla

Estado de Querétaro
1351-007: Centro histórico de la ciudad de San Juan del Río 

1351-008: Antigua hacienda de Chichimequillas 

1351-009: Capilla de la antigua hacienda de Buenavista 

1351-010: Centro histórico de la ciudad de Querétaro 

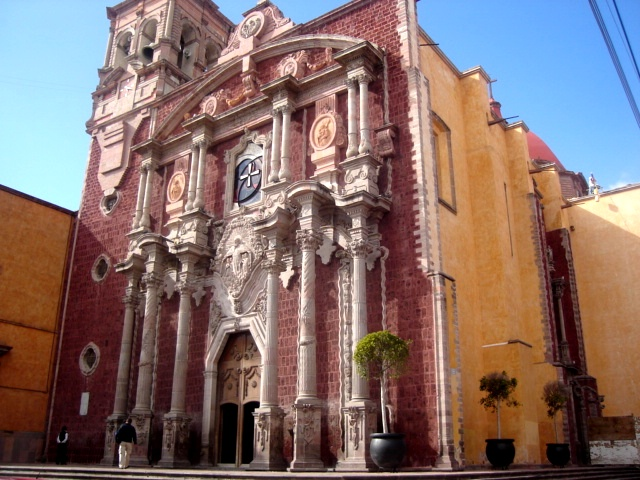
Catedral de Querétaro.
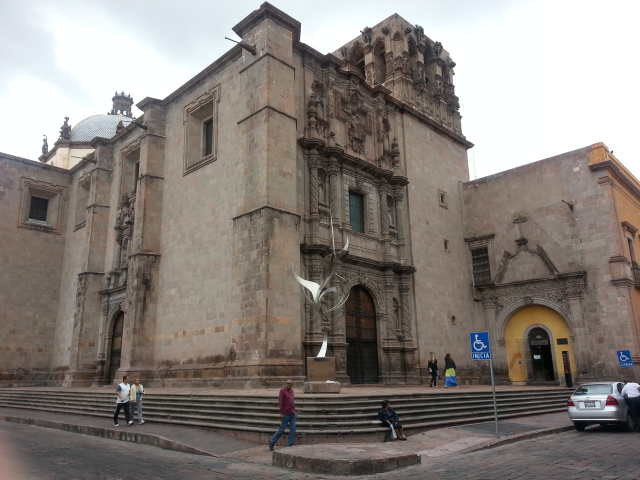
Templo y exconvento de San Agustín de Querétaro.
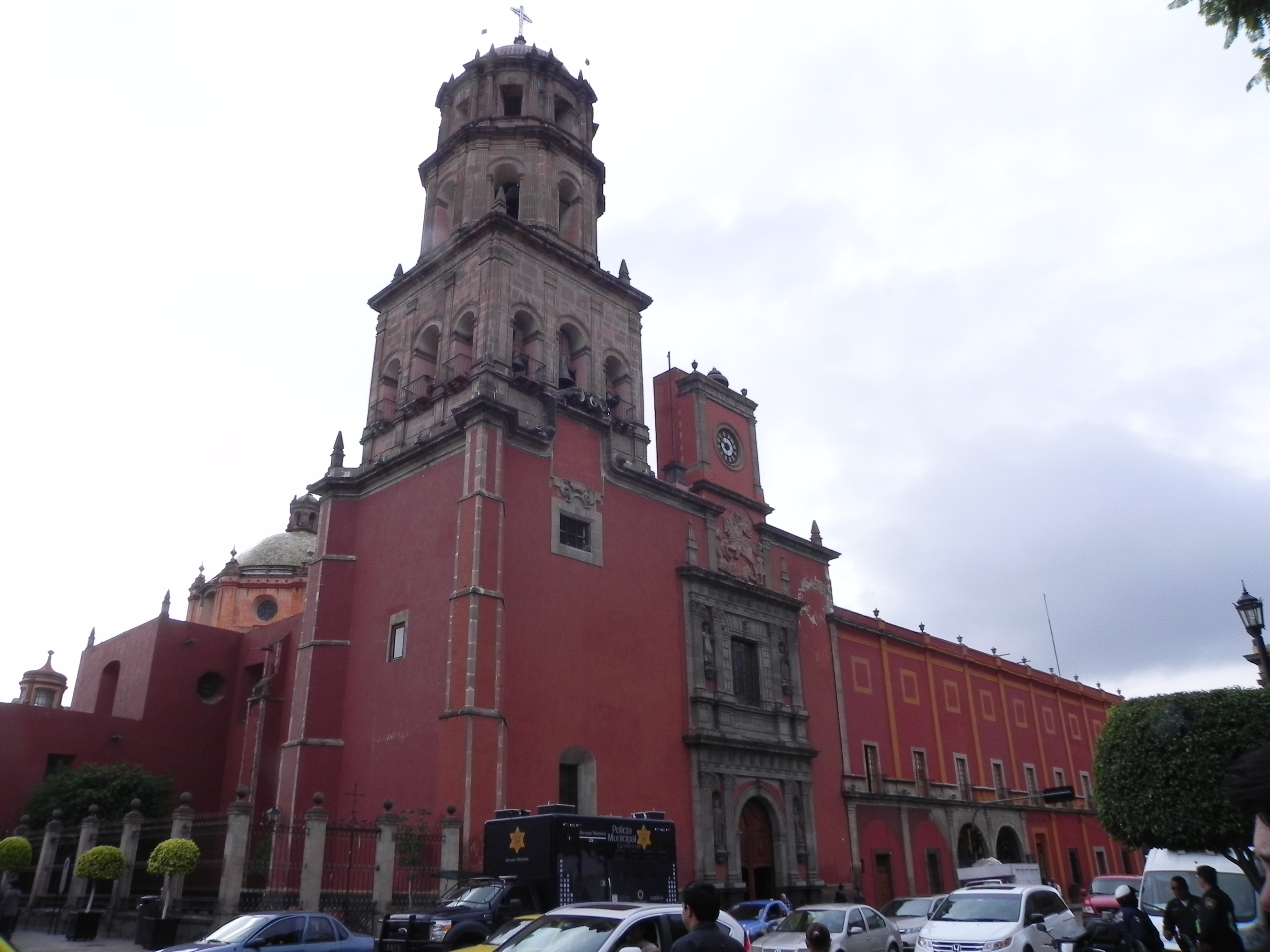
Templo y exconvento de San Francisco de Asís de Querétaro.
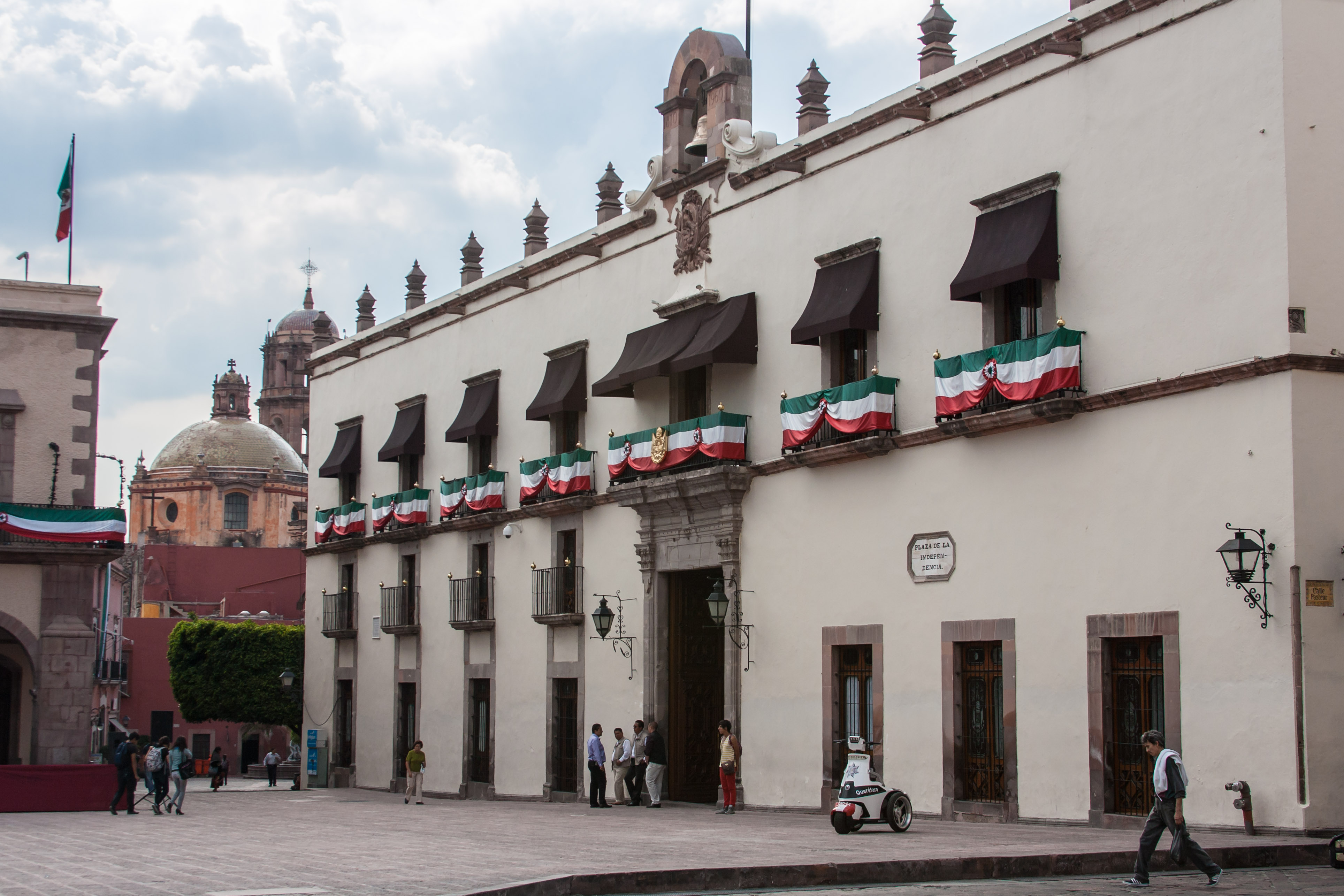
Casa de la Corregidora en Querétaro.
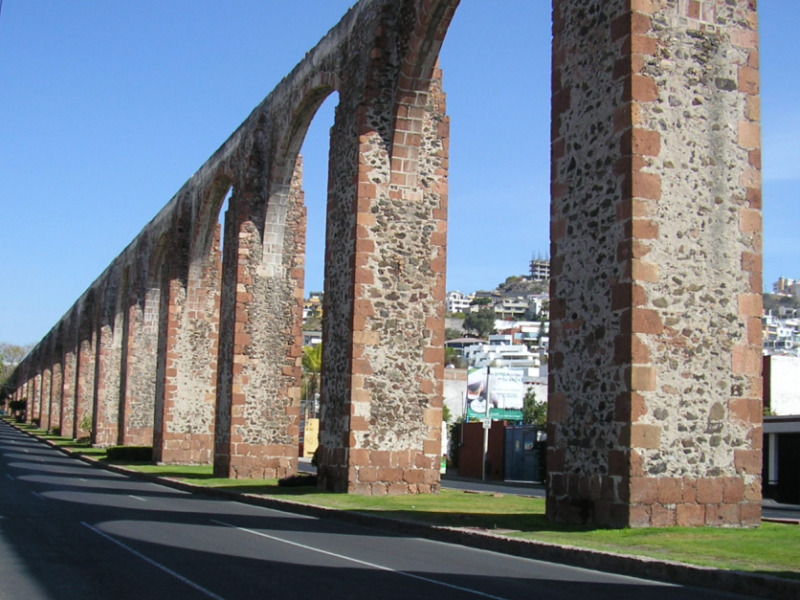
Acueducto de Querétaro.
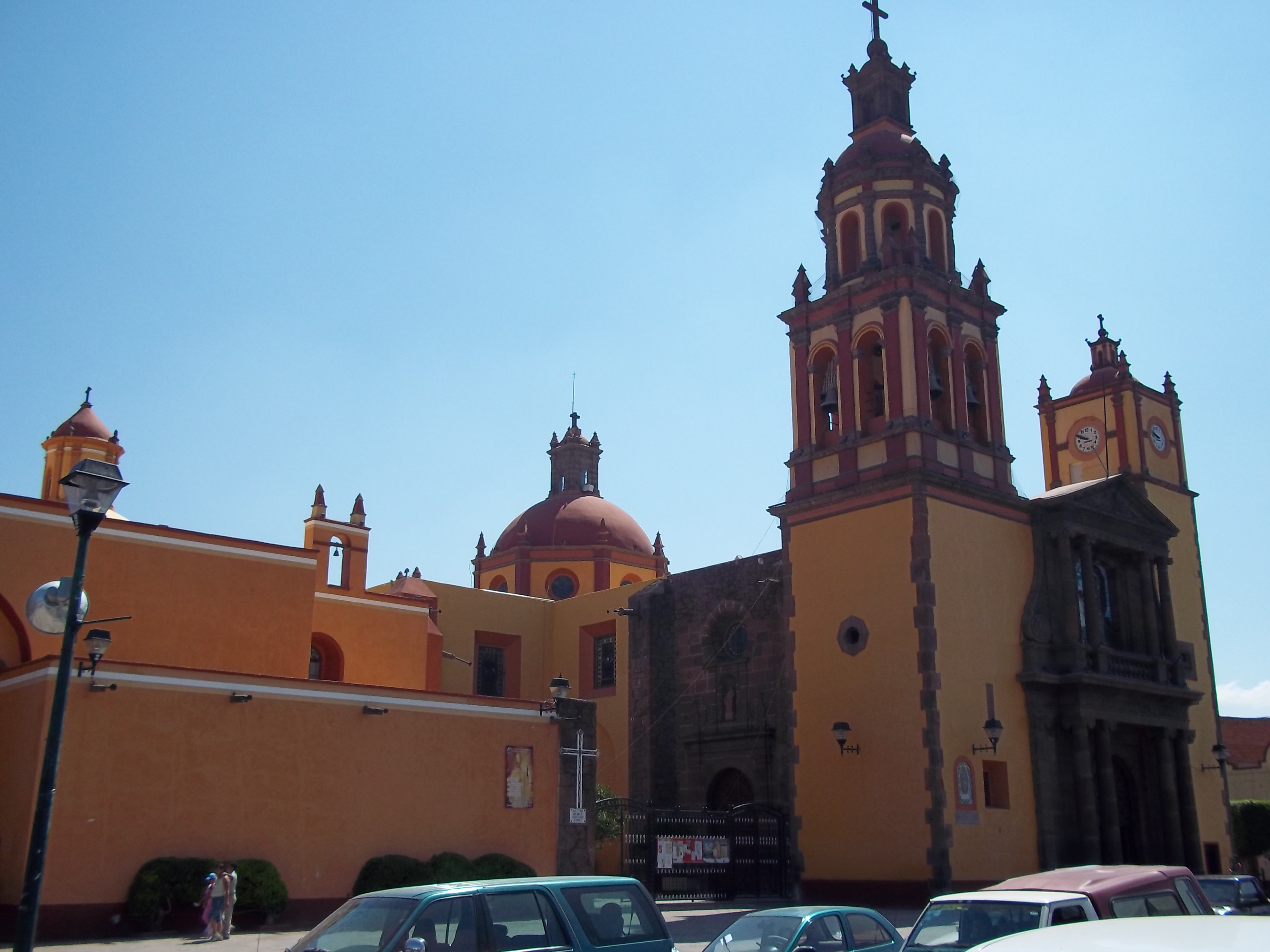
Santuario Diocesano de Nuestra señora de Guadalupe en San Juan del Río.

Estado de Guanajuato
1351-011: Puente de El Fraile, San Miguel de Allende 

1351-012: Antiguo Real Hospital de San Juan de Dios, San Miguel de Allende 

1351-013: Puente de San Rafael, San Miguel de Allende 

1351-014: Puente La Quemada, San Felipe 

1351-015: Villa Protectora de San Miguel el Grande y Santuario de Jesús Nazareno de Atotonilco 

1351-016: Centro histórico de la ciudad de Guanajuato y sus minas adyacentes 

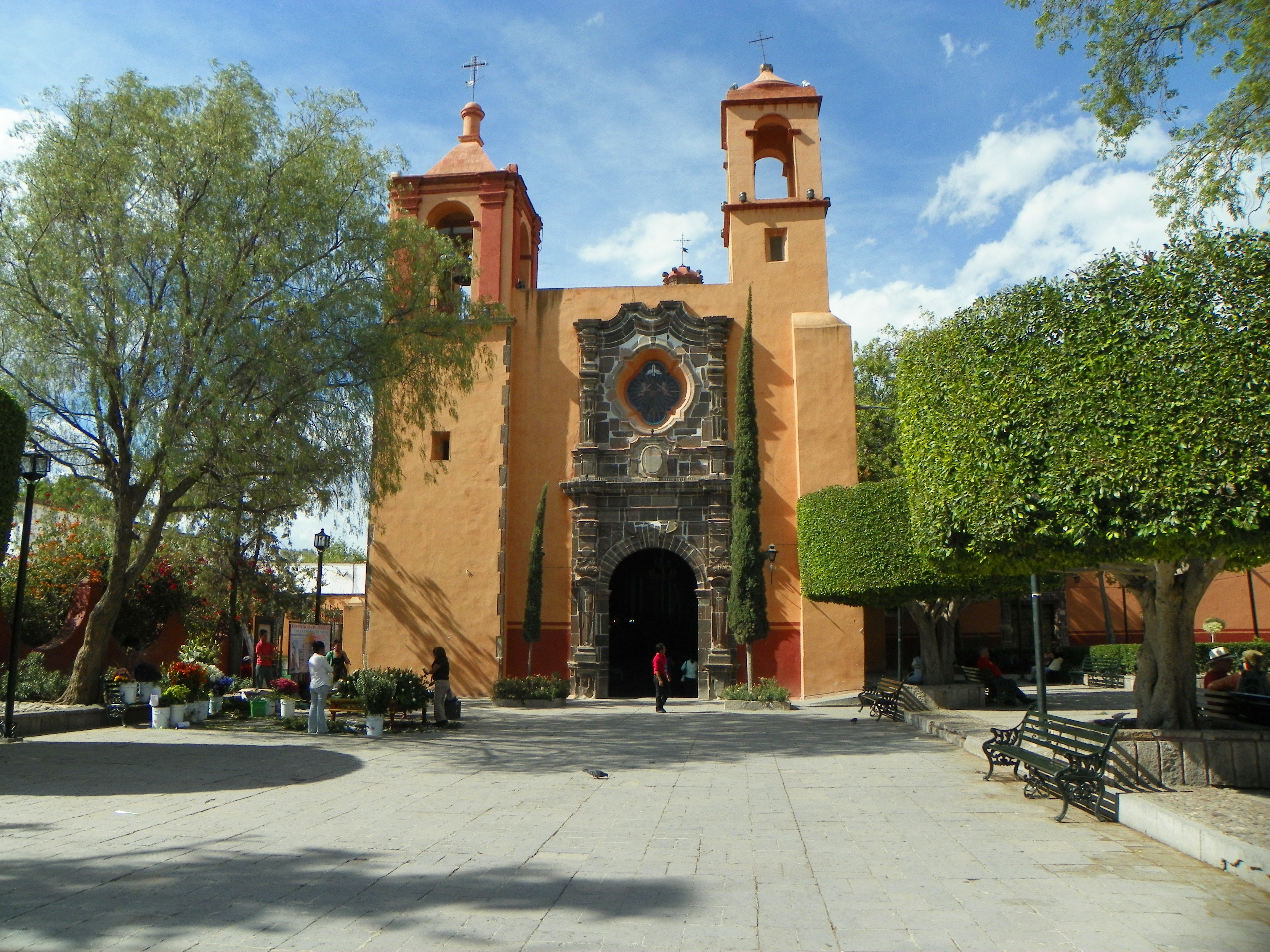
Antiguo Real Hospital de San Juan de Dios.
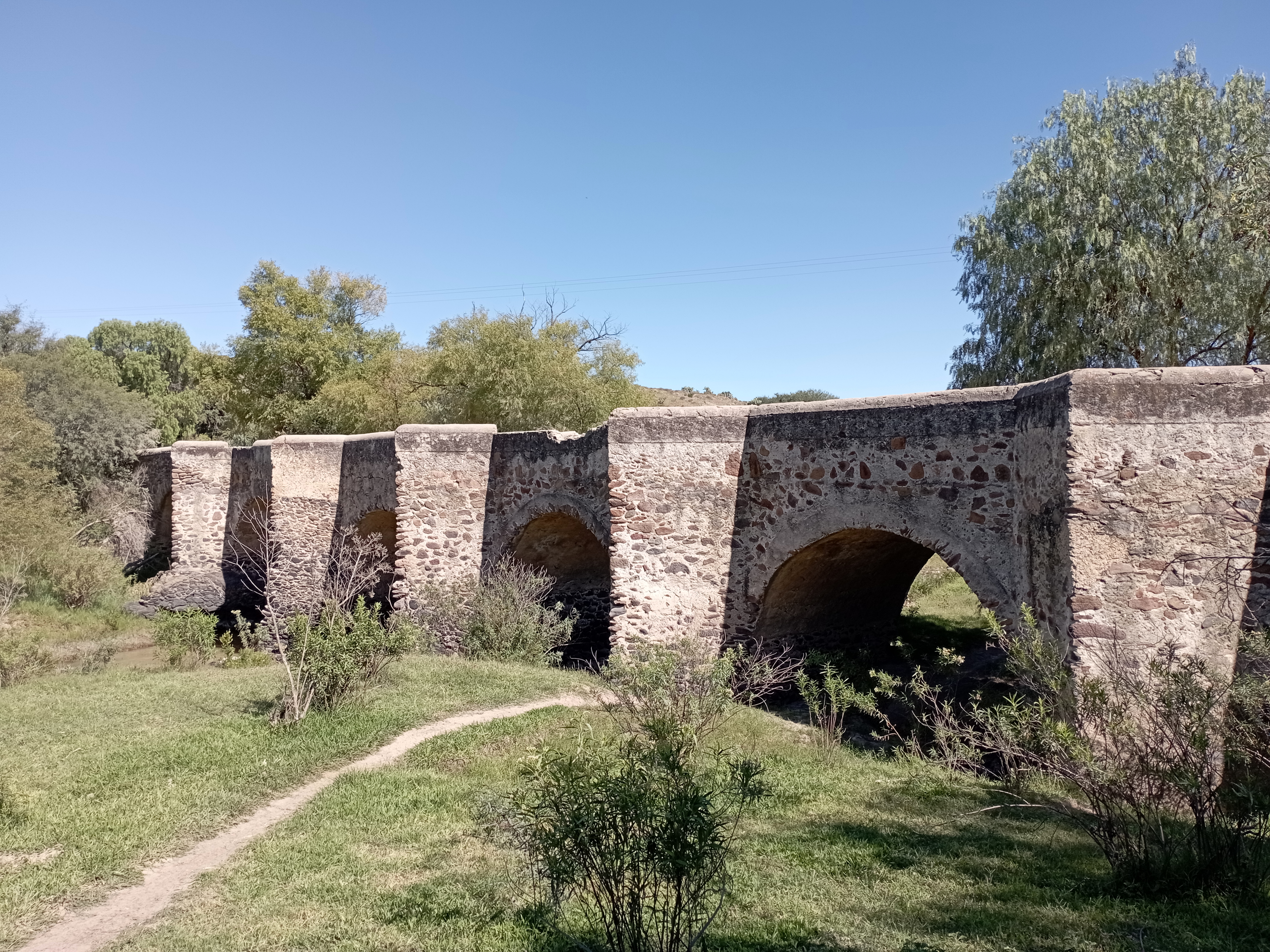
Puente La Quemada
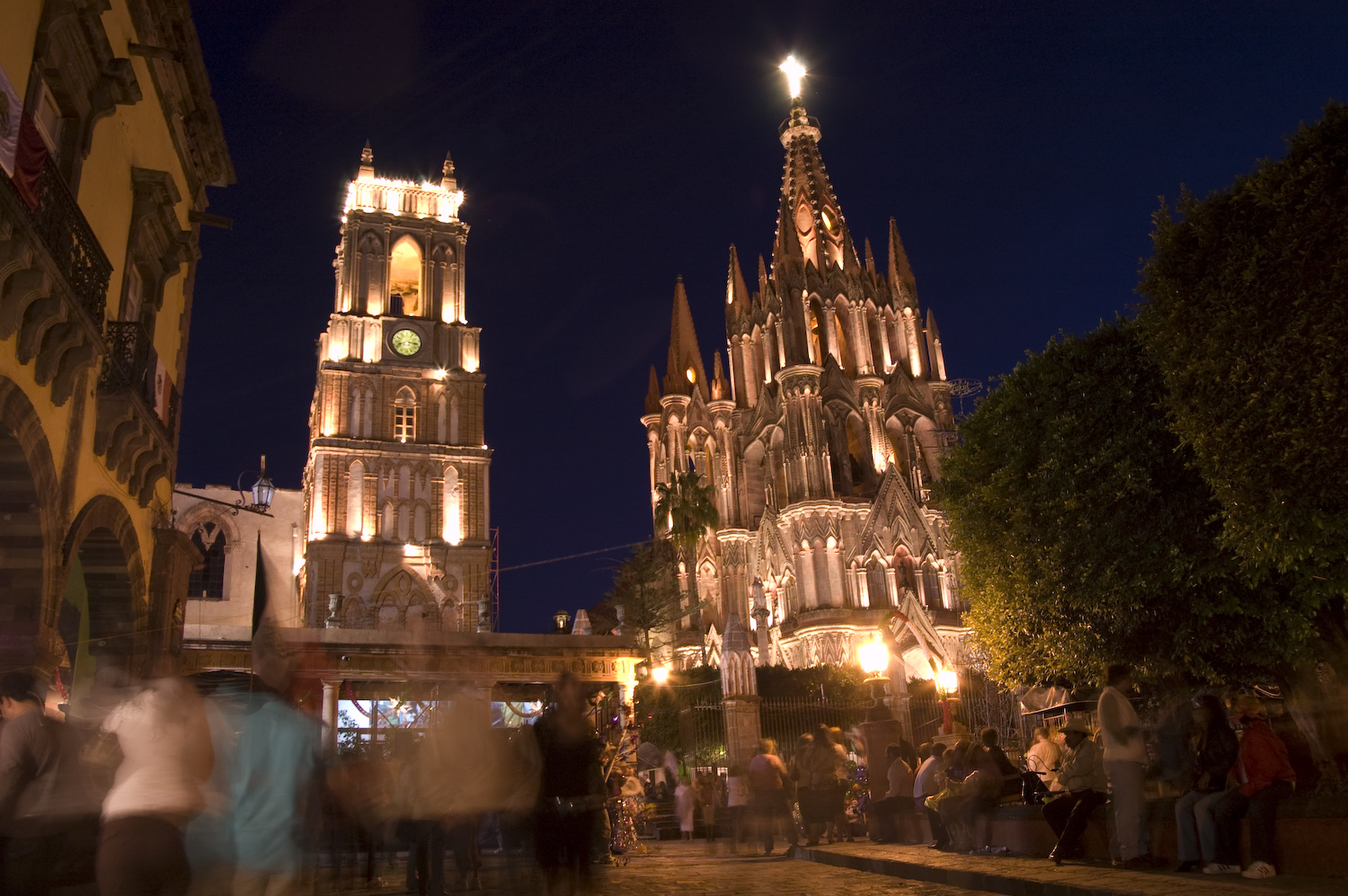
Parroquia de San Miguel Arcángel.
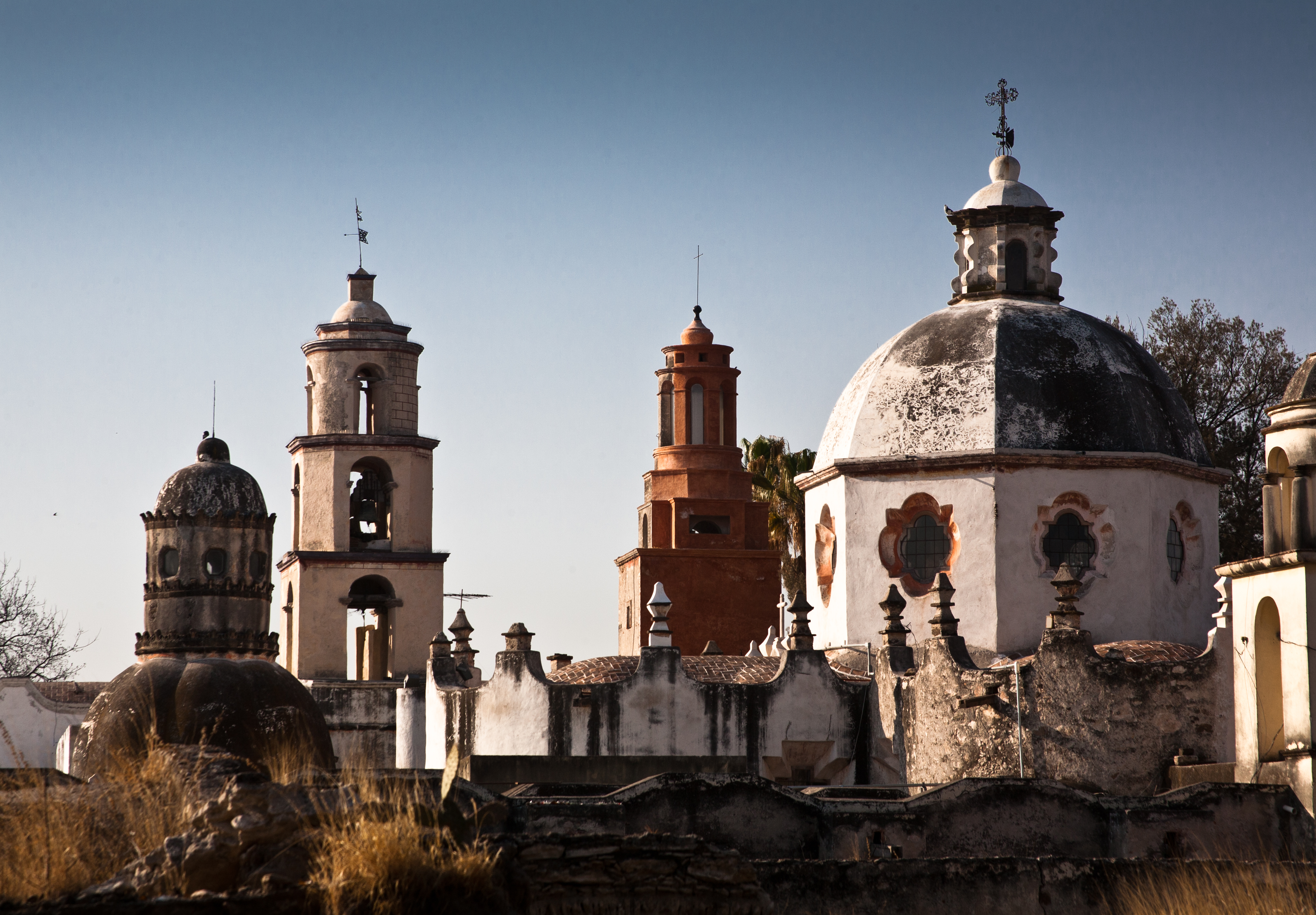
Santuario de Jesús Nazareno de Atotonilco.
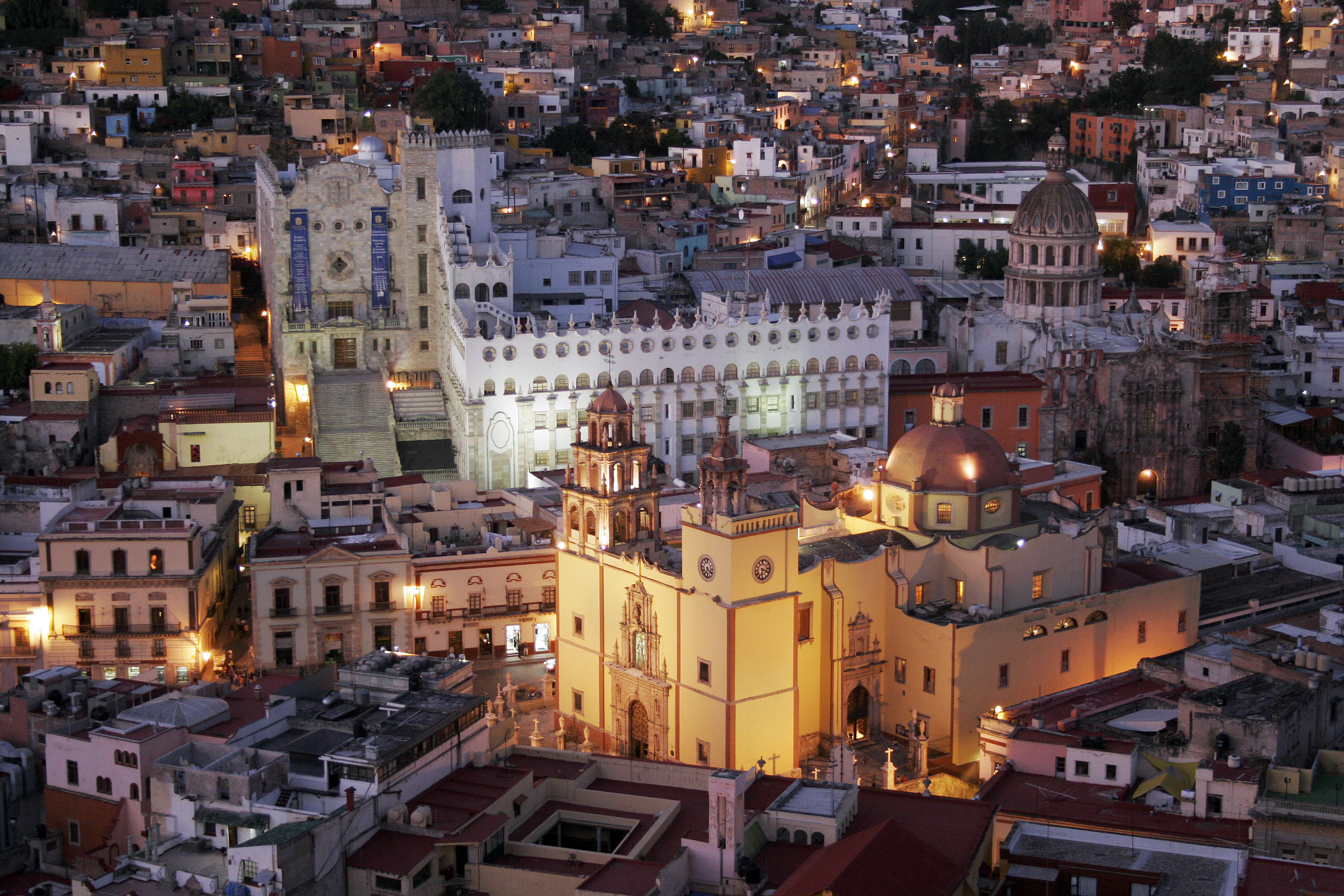
Ciudad de Guanajuato.

Estado de Jalisco
1351-017: Centro histórico de Lagos de Moreno y puente 

1351-018: Conjunto histórico del Pueblo de Ojuelos 

1351-019: Puente de Ojuelos 

1351-020: Antigua hacienda de Ciénega de Mata 

1351-021: Cementerio en Encarnación de Díaz 

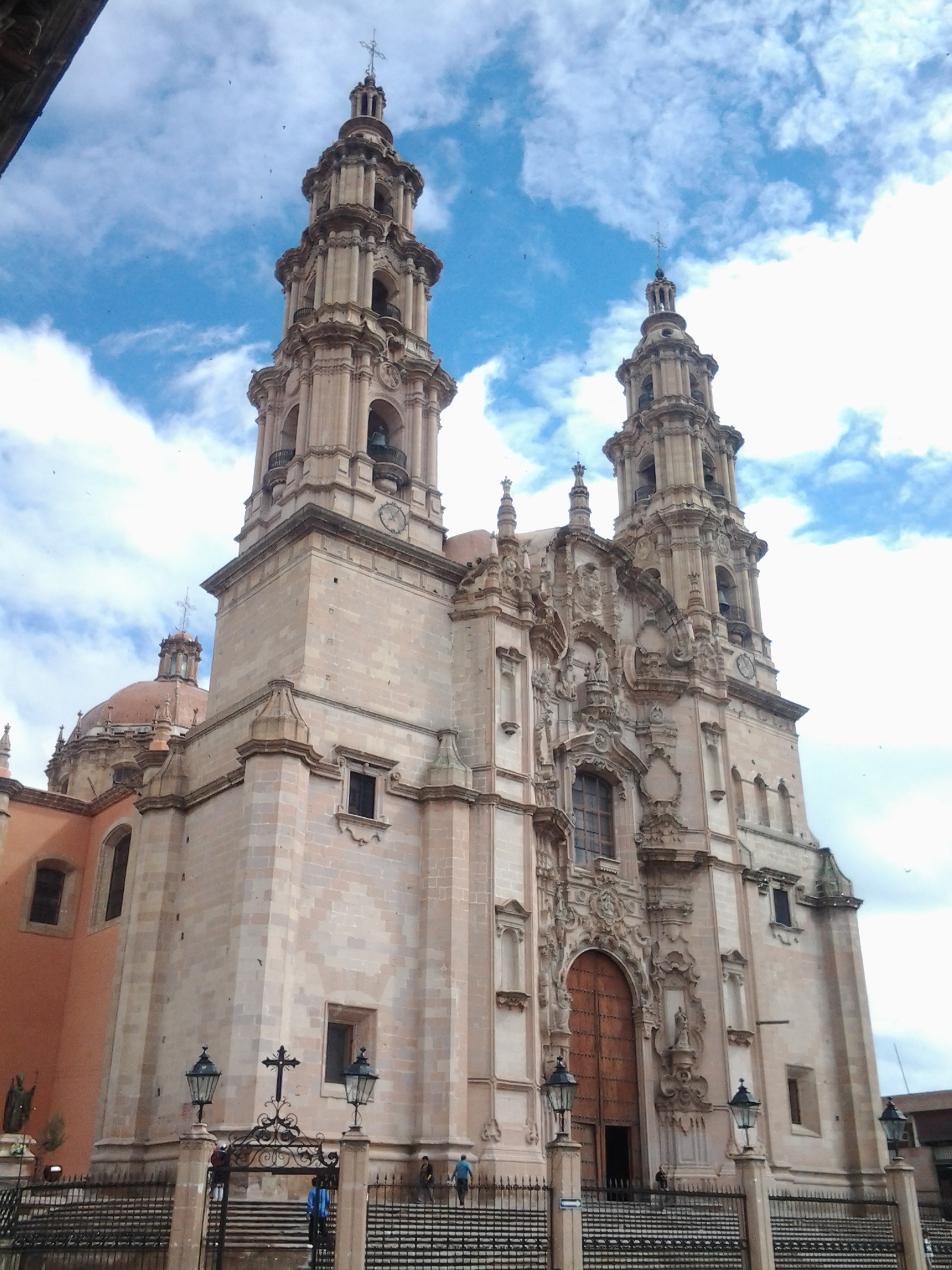
Parroquia de la Asunción de María en Lagos de Moreno.
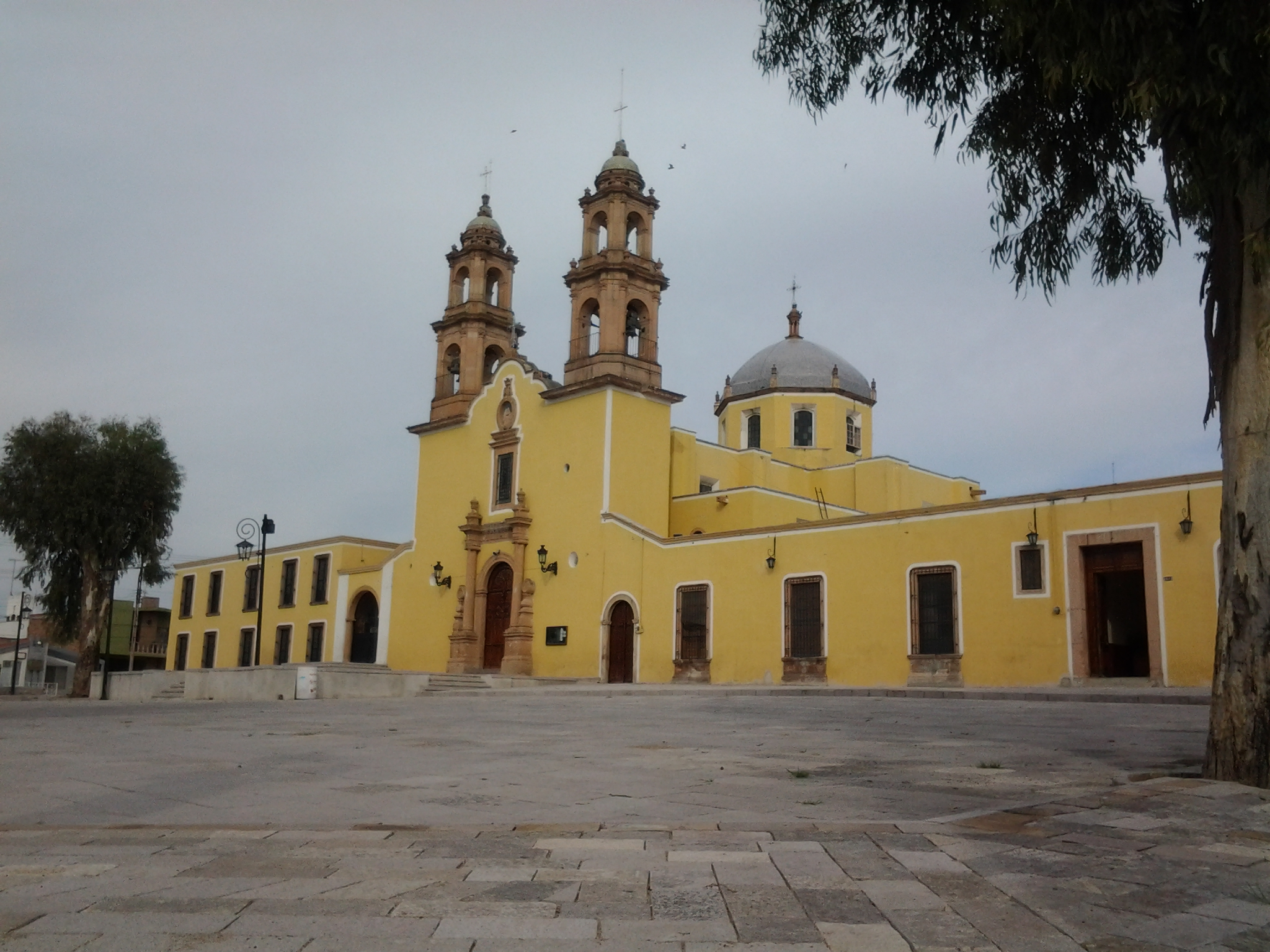
Parroquia de Nuestra Señora del Refugio en Lagos de Moreno.
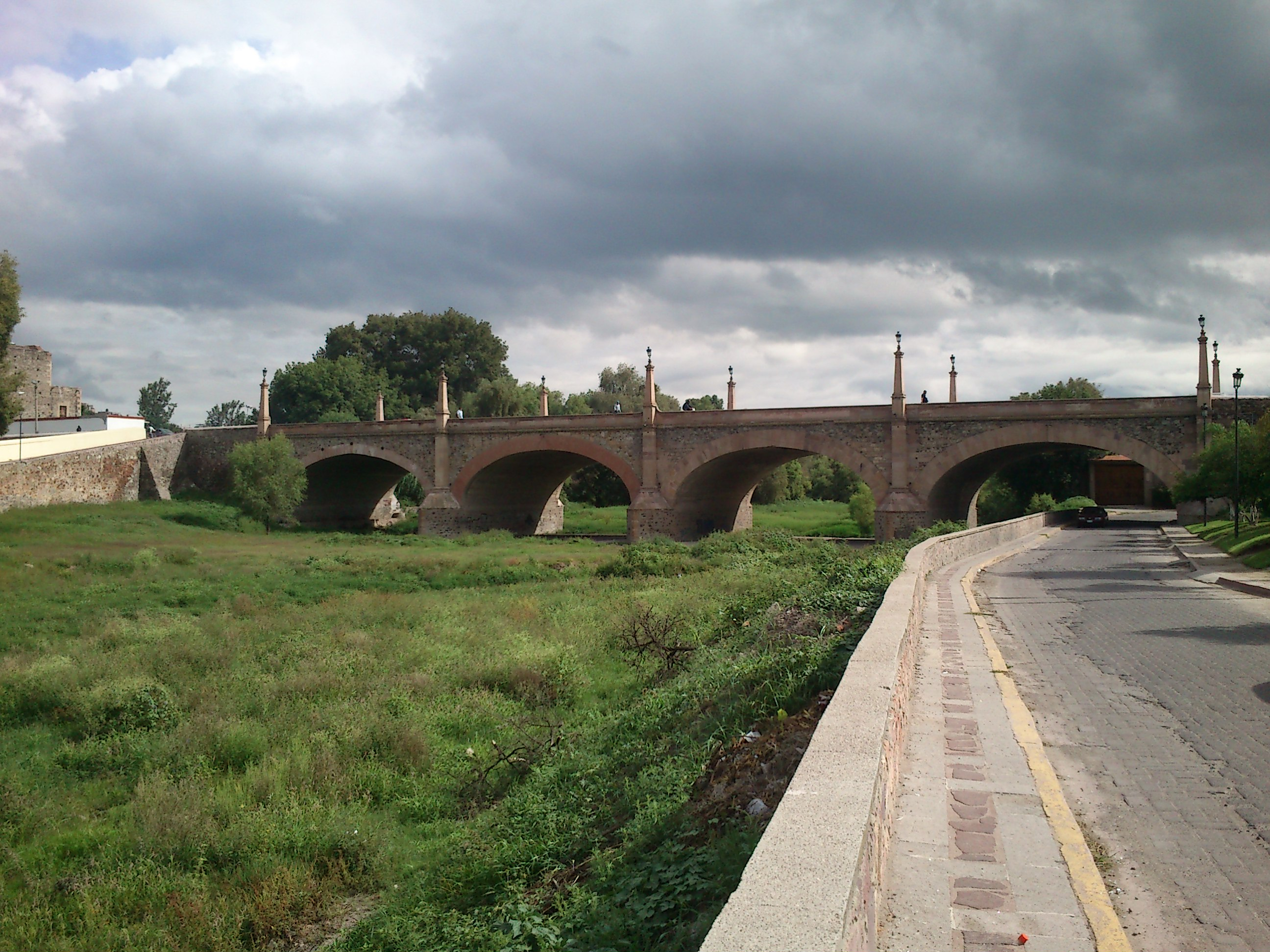
Puente de Lagos de Moreno.
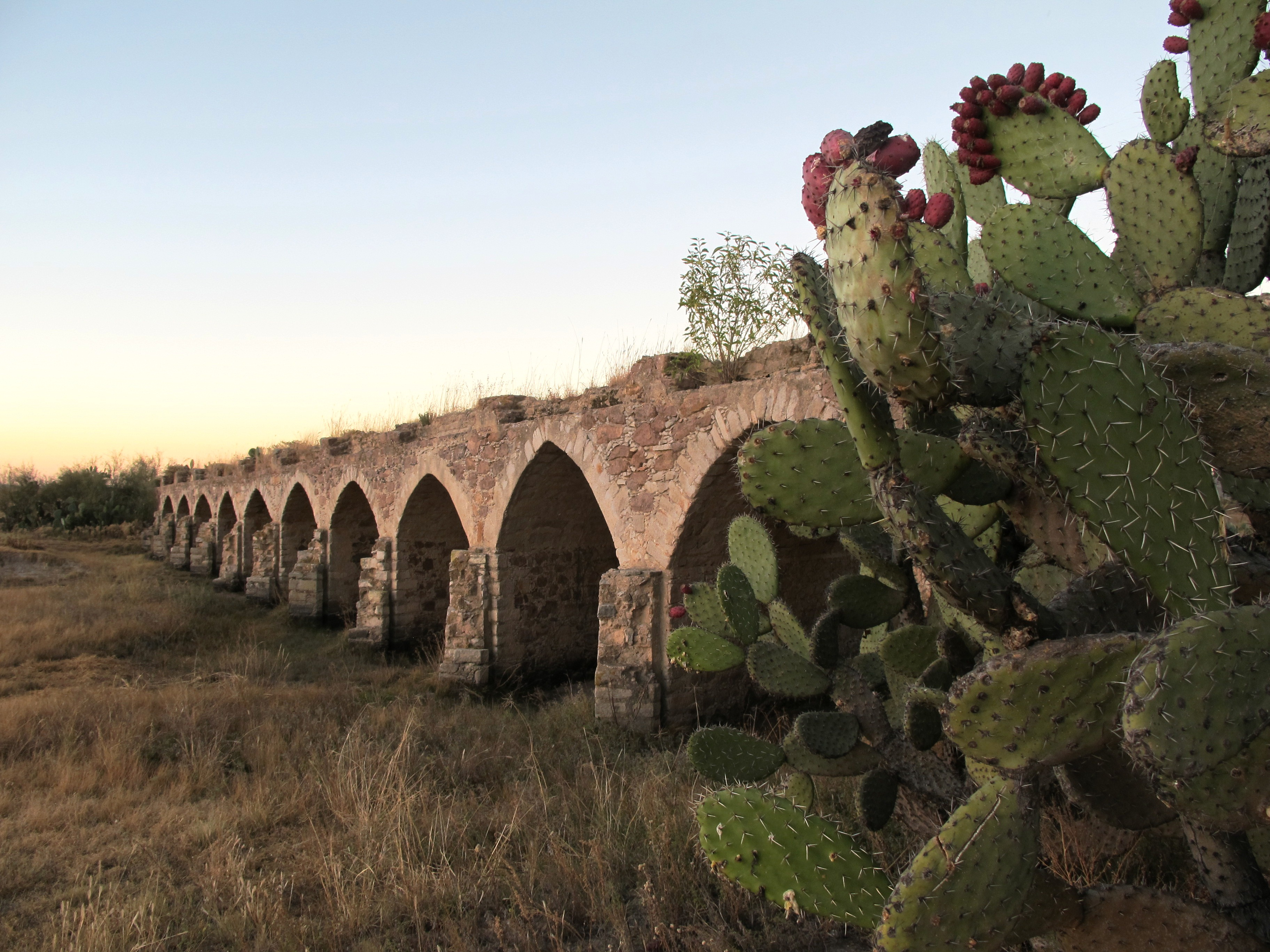
Puente de Ojuelos.
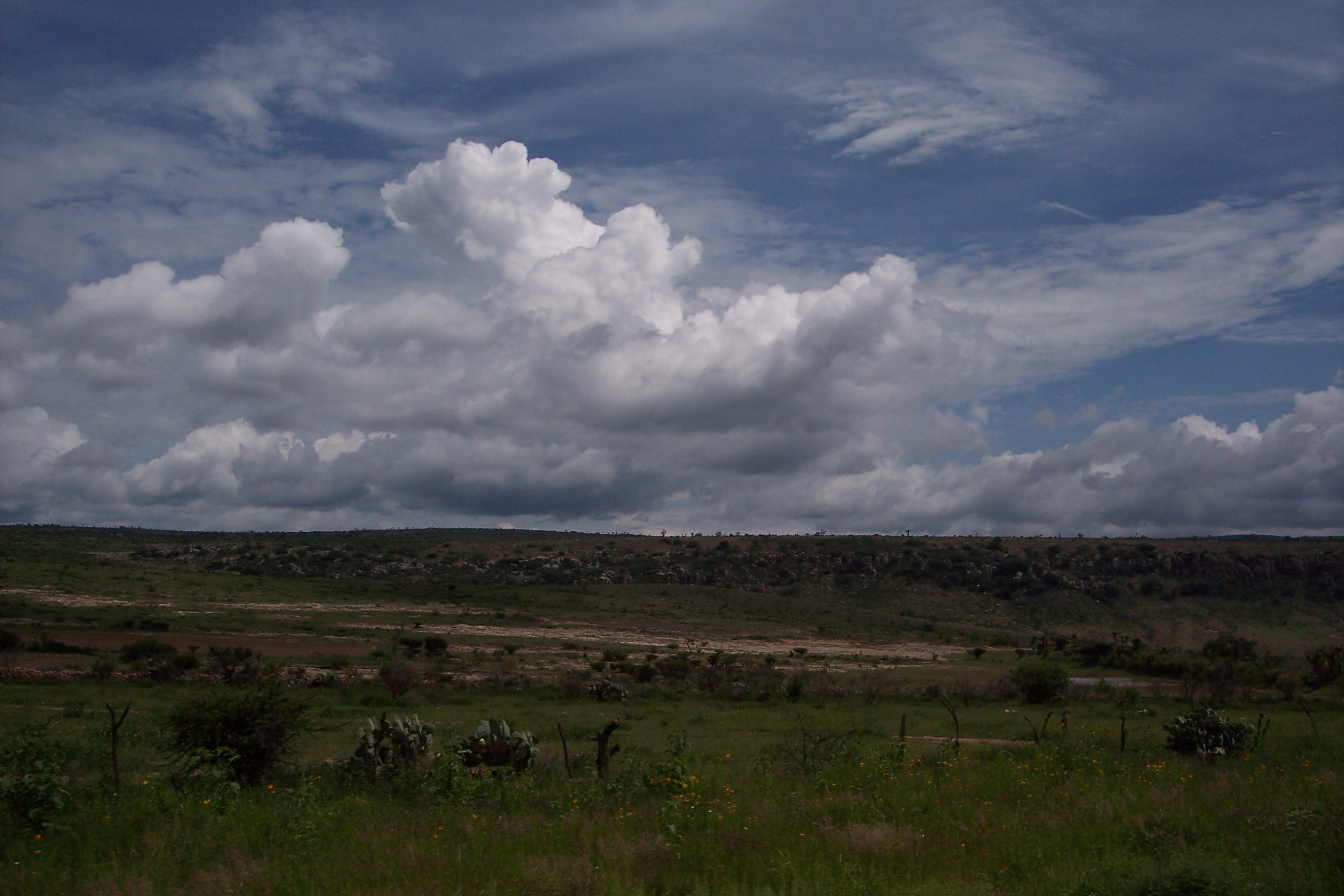
Paisaje de Ojuelos.
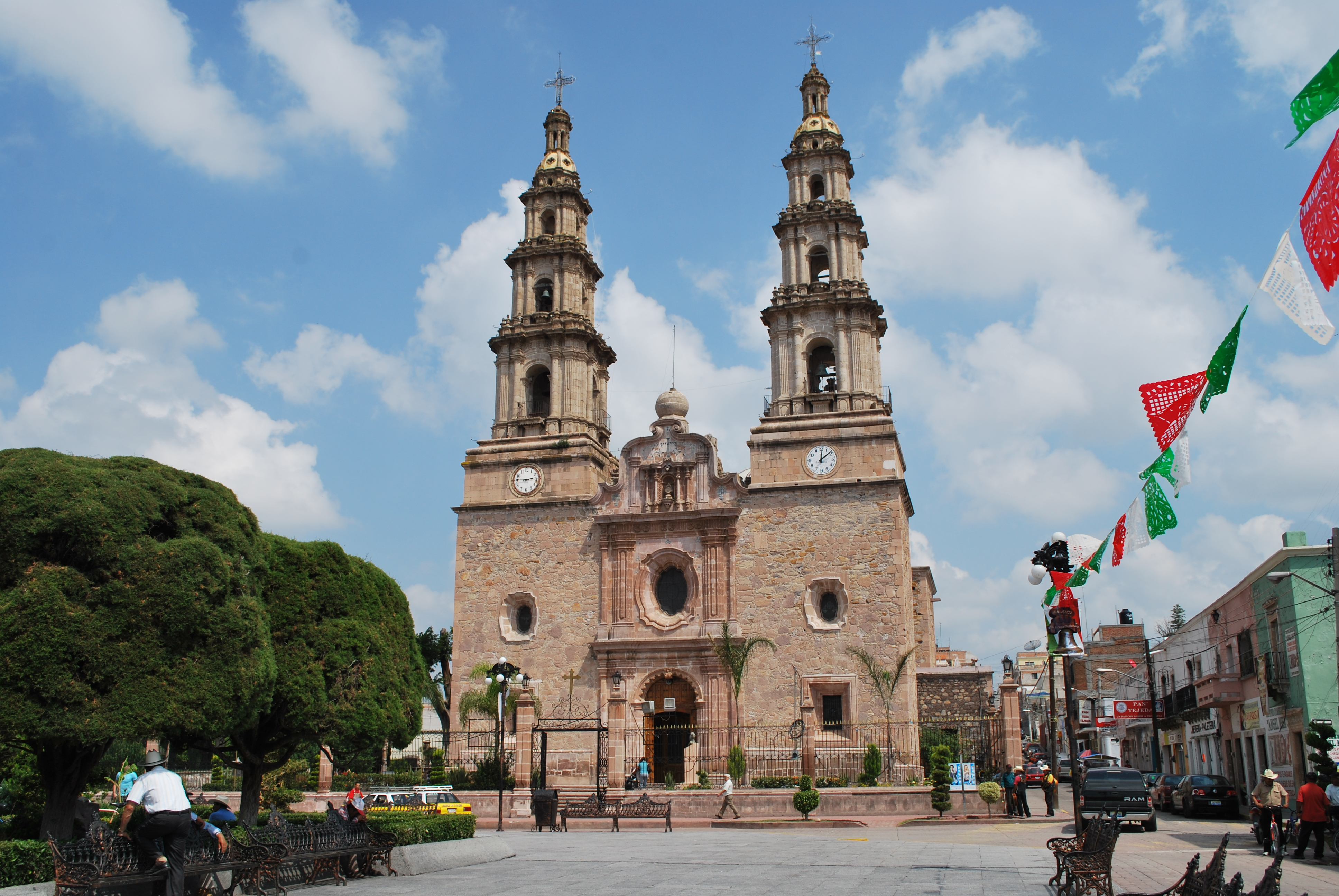
Encarnación de Díaz.
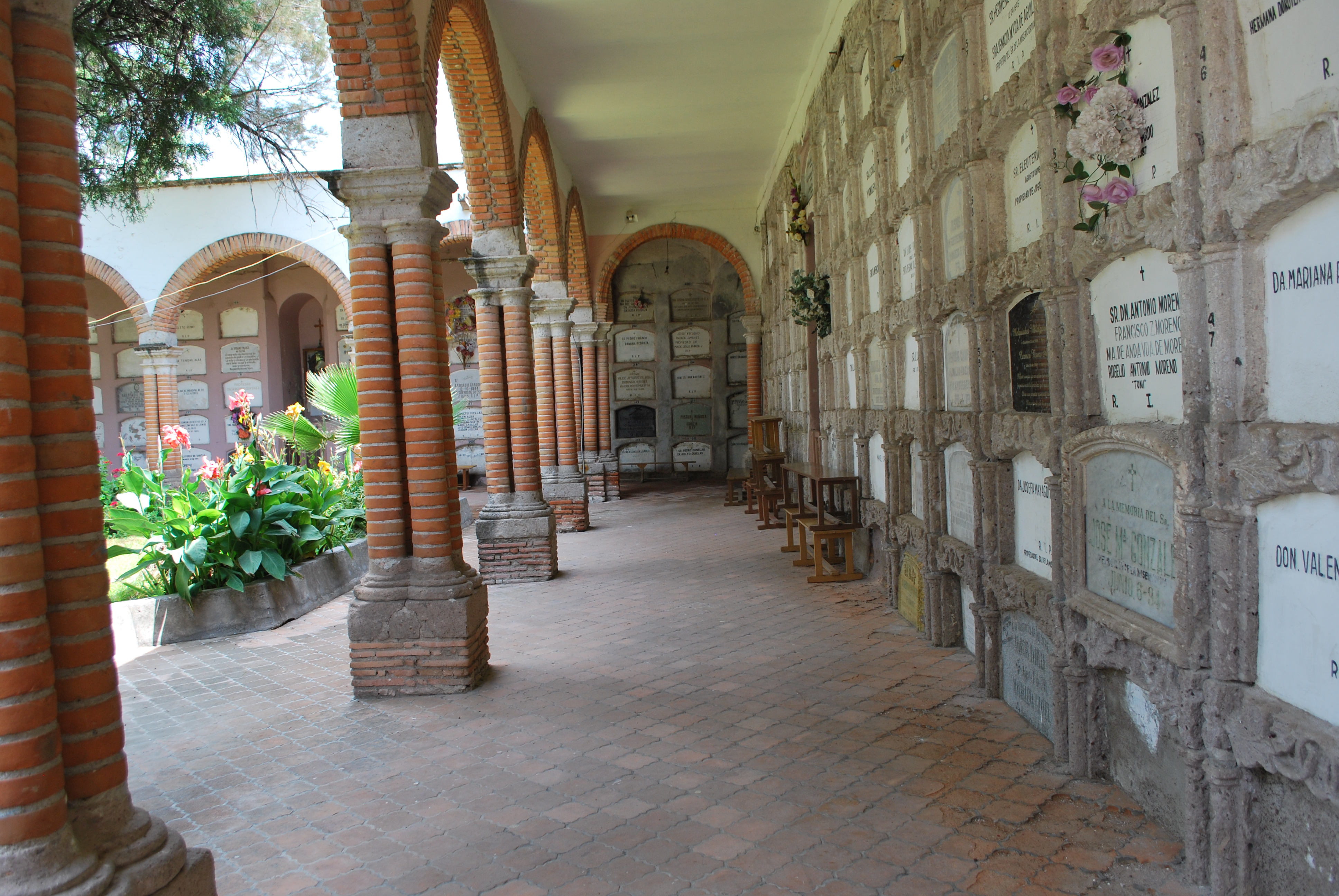
Cementerio en Encarnación de Díaz.
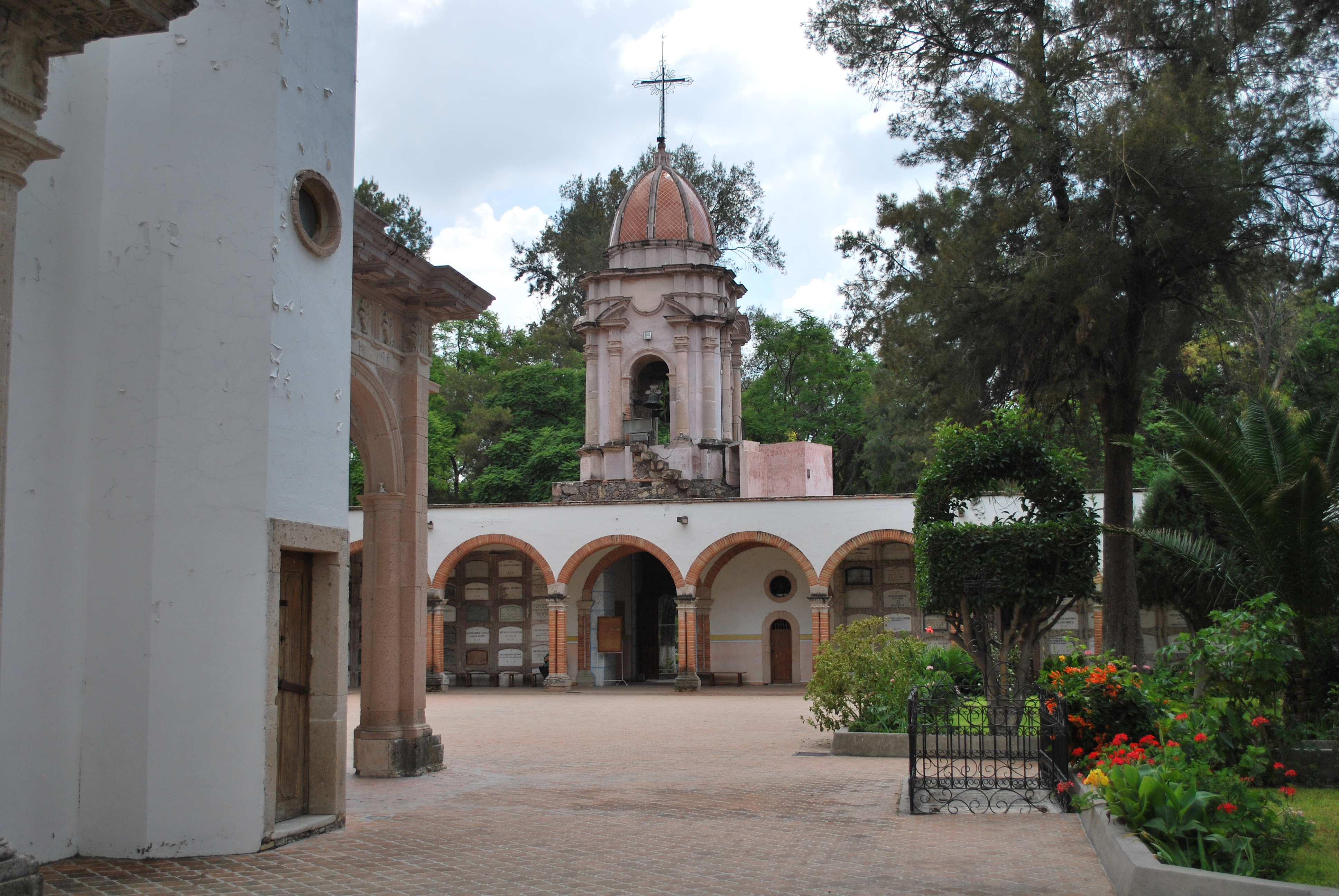
Cementerio en Encarnación de Díaz.
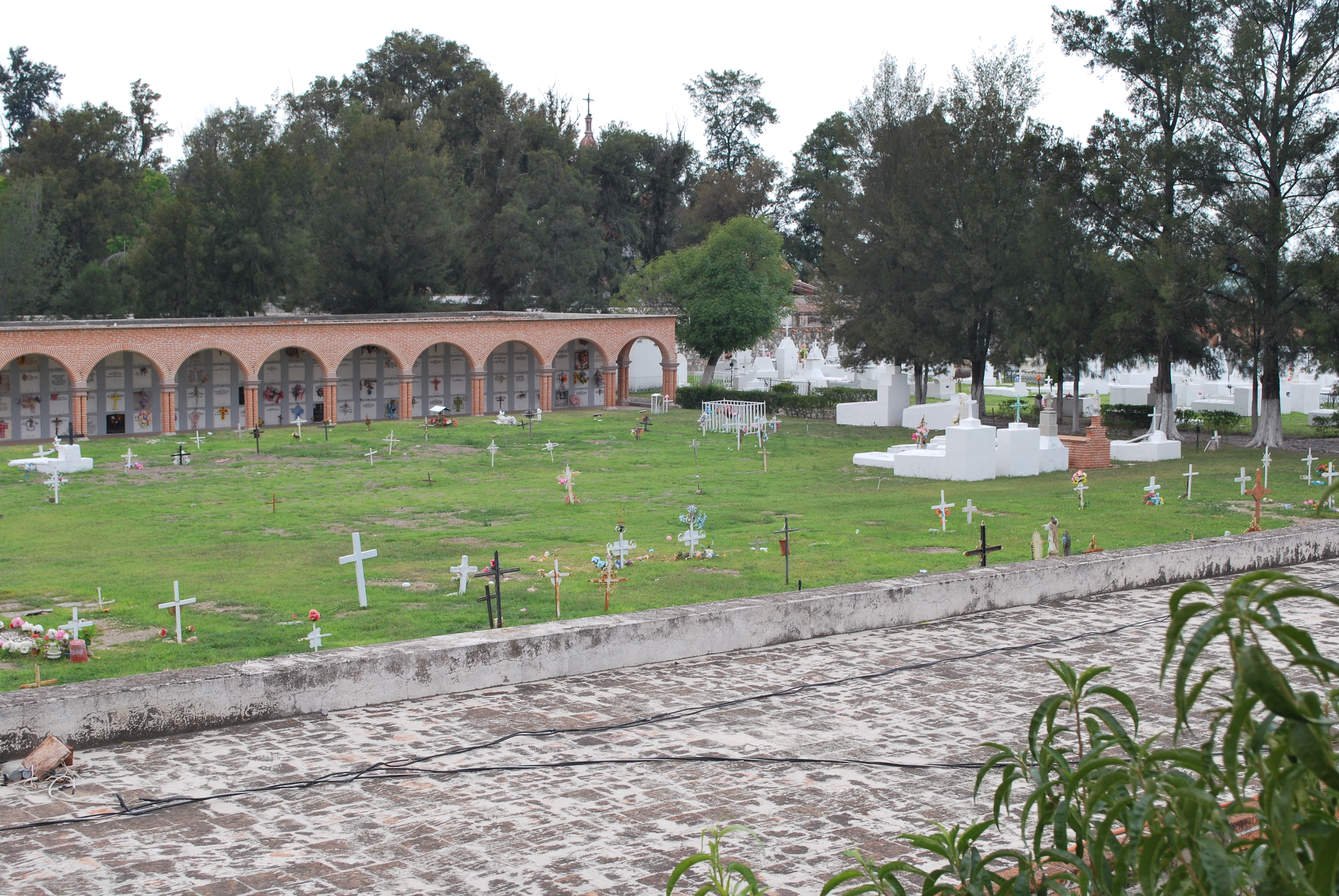
Cementerio en Encarnación de Díaz.

Estado de Aguascalientes
1351-022: Antigua hacienda de Peñuelas 

1351-023: Antigua hacienda de Cieneguilla 

1351-024: Conjunto histórico de la ciudad de Aguascalientes 

1351-025: Antigua hacienda de Pabellón de Hidalgo 

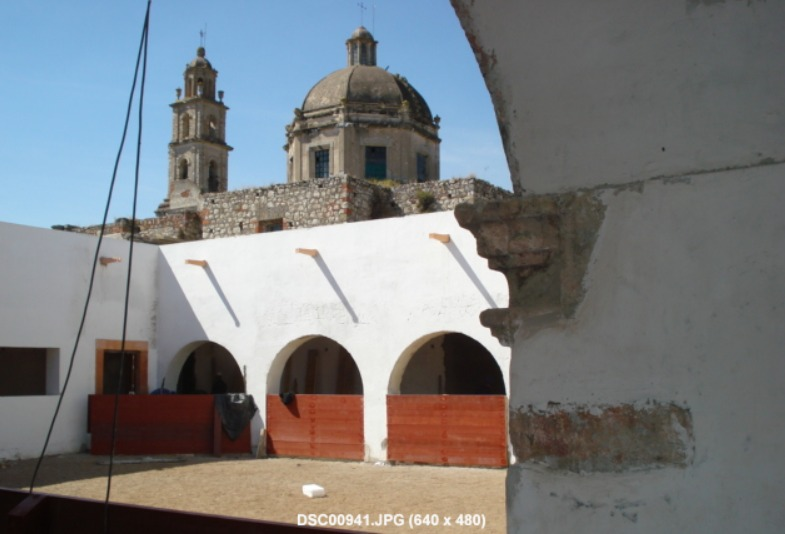
Antigua hacienda de Peñuelas.
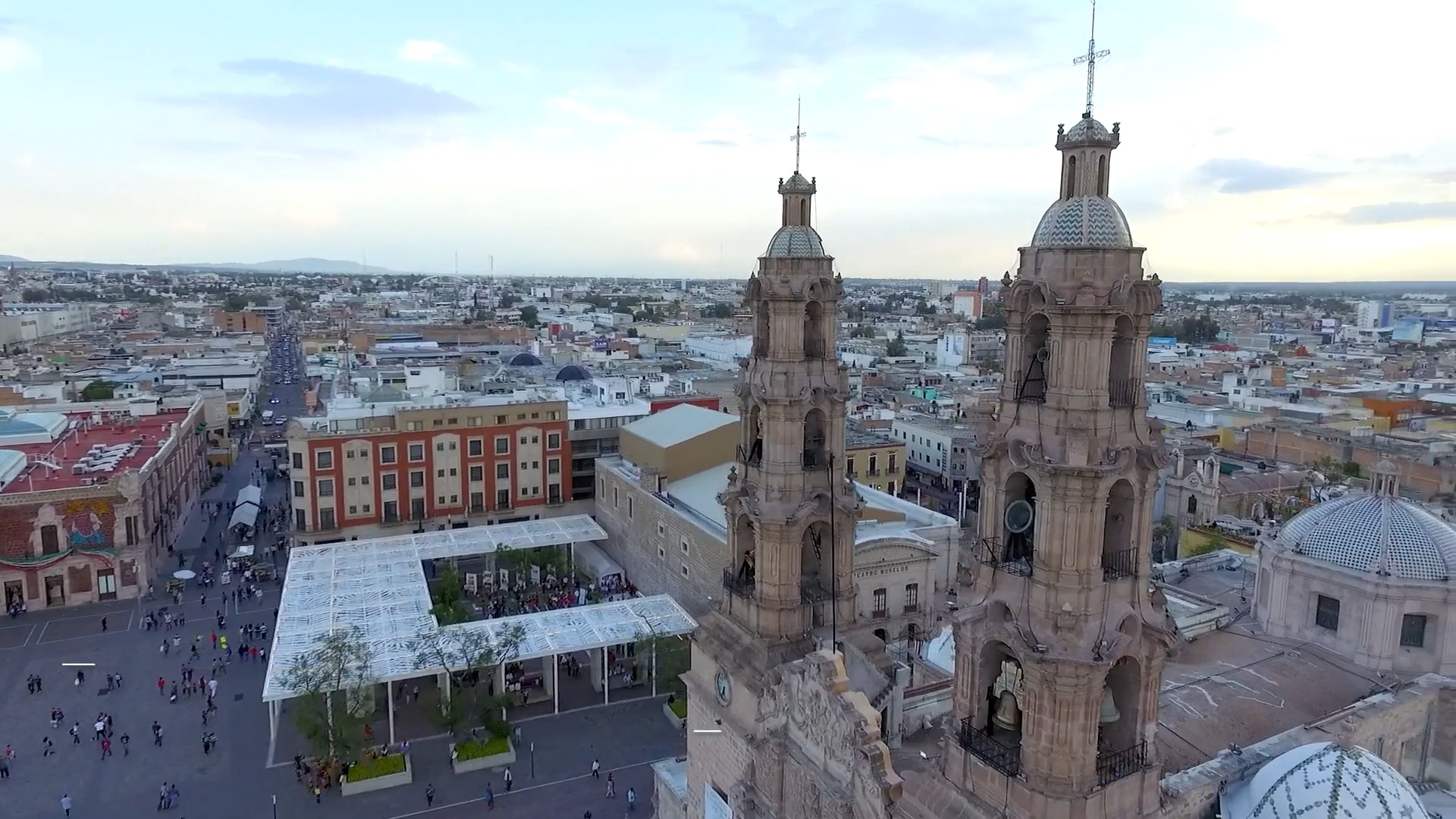
Conjunto histórico de la ciudad de Aguascalientes.
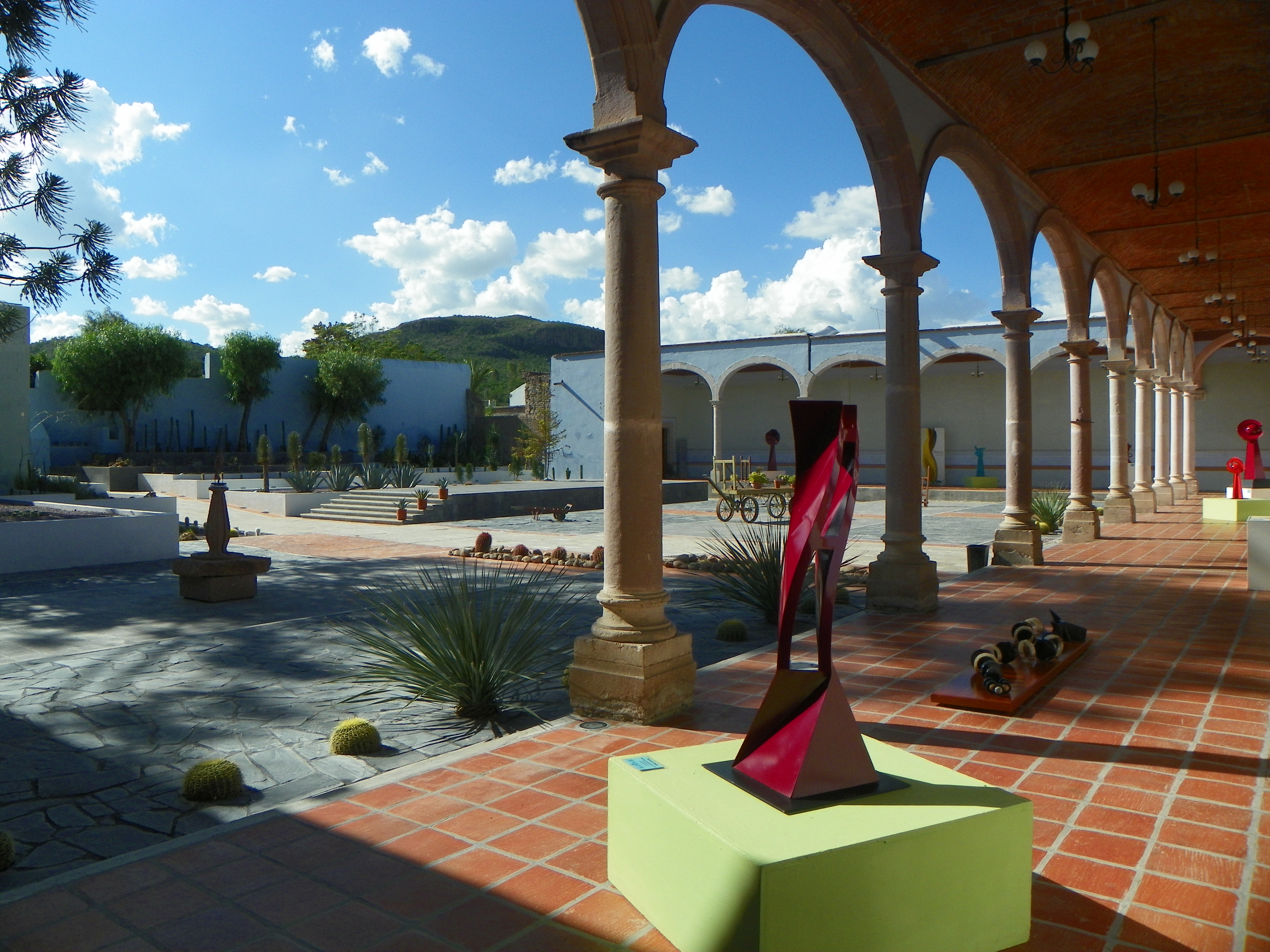
Antigua hacienda de Pabellón de Hidalgo.

Estado de Zacatecas
1351-026: Capilla de San Nicolás Tolentino de la antigua hacienda de San Nicolás de Quijas 

1351-027: Pueblo de Pinos 

1351-028: Templo de Nuestra Señora de los Ángeles del pueblo de Noria de Ángeles 

1351-029: Templo de Nuestra Señora de los Dolores en Villa González Ortega 

1351-030: Antiguo colegio de Nuestra Señora de Guadalupe de Propaganda Fide 

1351-031: Conjunto histórico de la ciudad de Sombrerete 

1351-032: Templo de San Pantaleón Mártir en el pueblo de Noria de San Pantaleón 

1351-033: Sierra de Órganos 

1351-034: Conjunto arquitectónico del pueblo de Chalchihuites 

1351-035: Tramo del Camino Real entre Ojocaliente y Zacatecas 

1351-036: Cueva de Ávalos 

1351-037: Centro histórico de la ciudad de Zacatecas 

1351-038: Santuario de Plateros 

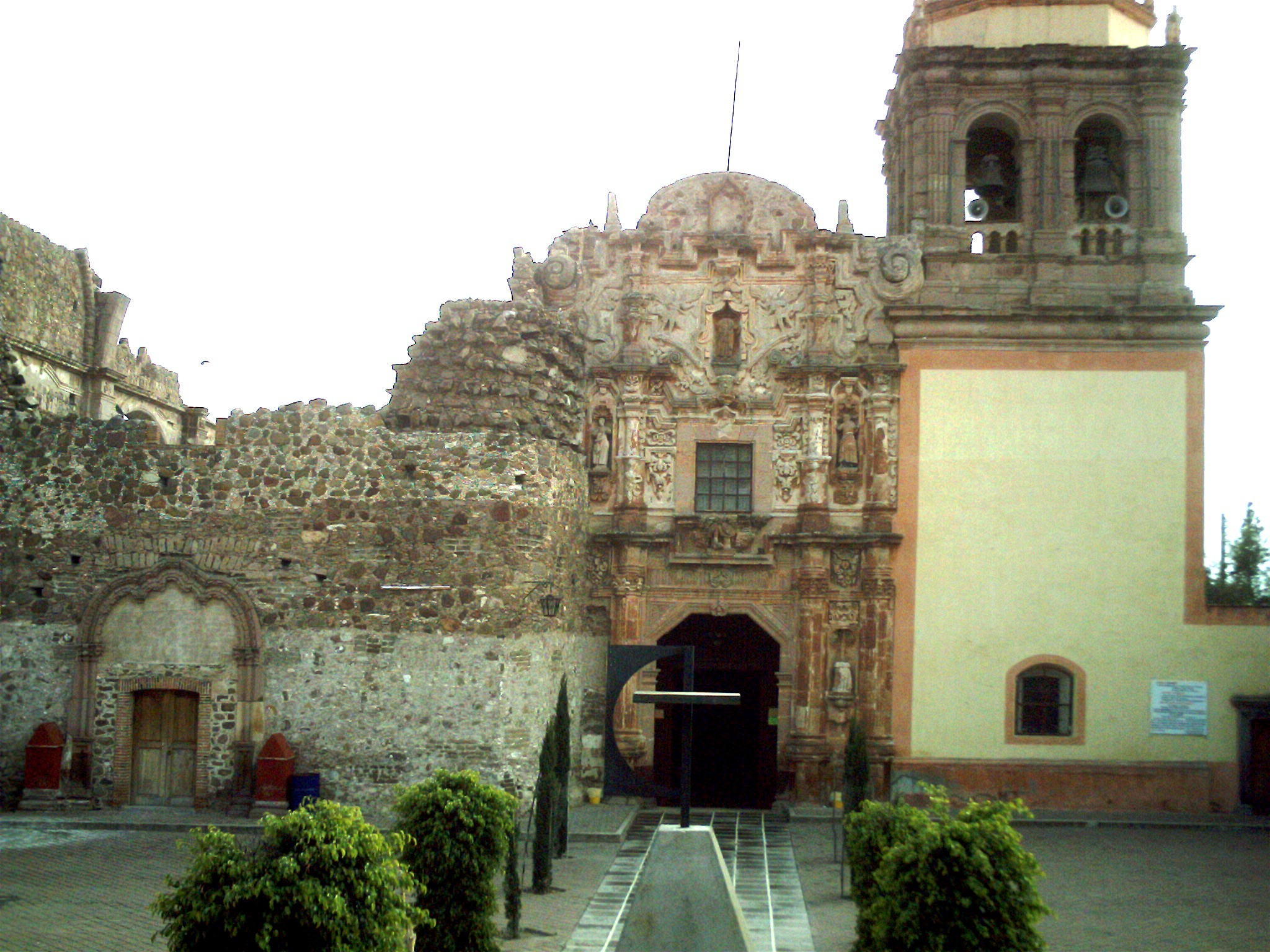
Pueblo de Pinos.
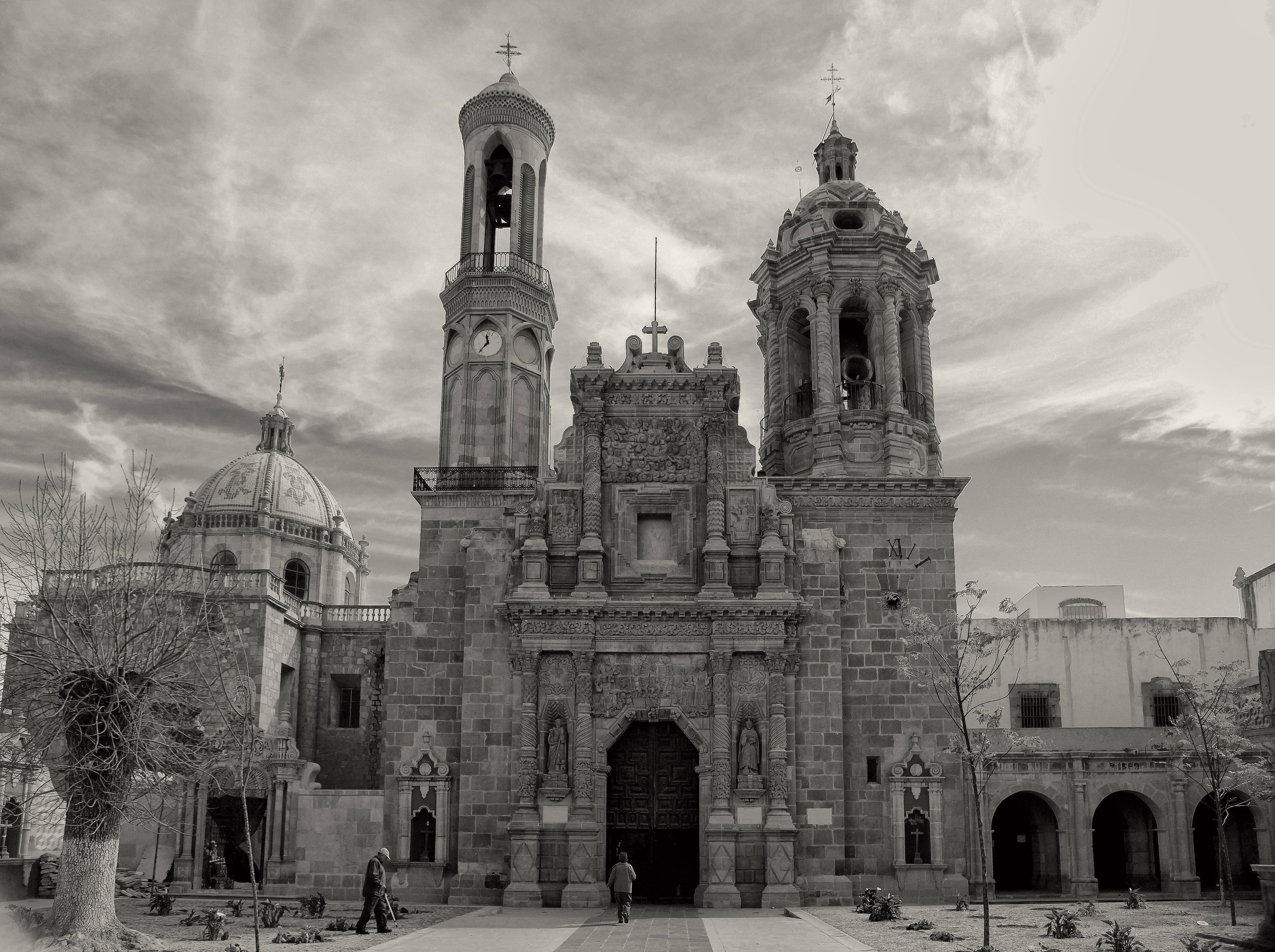
Antiguo colegio de Nuestra Señora de Guadalupe de Propaganda Fide.
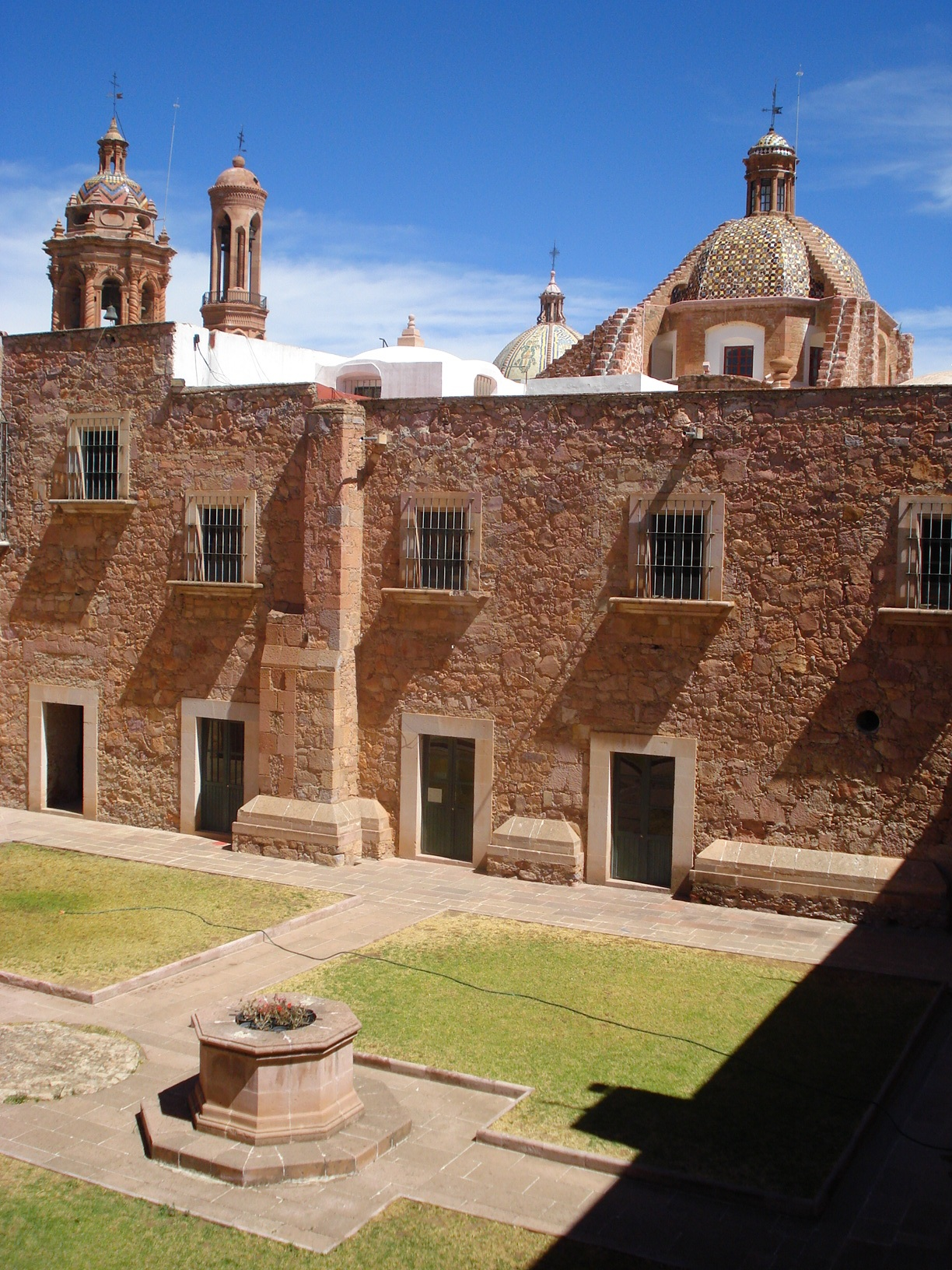
Antiguo colegio de Nuestra Señora de Guadalupe de Propaganda Fide.
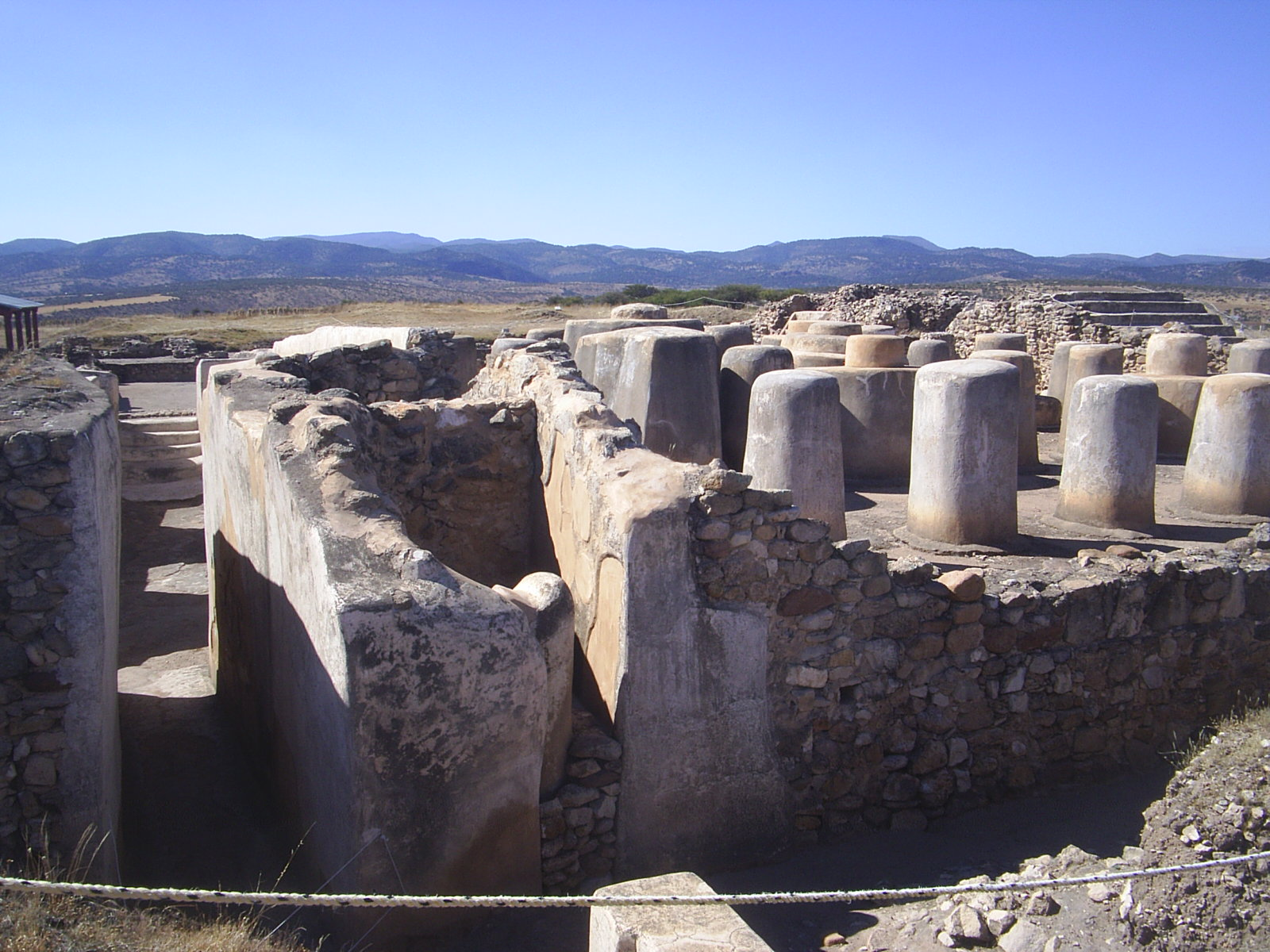
Chalchihuites.
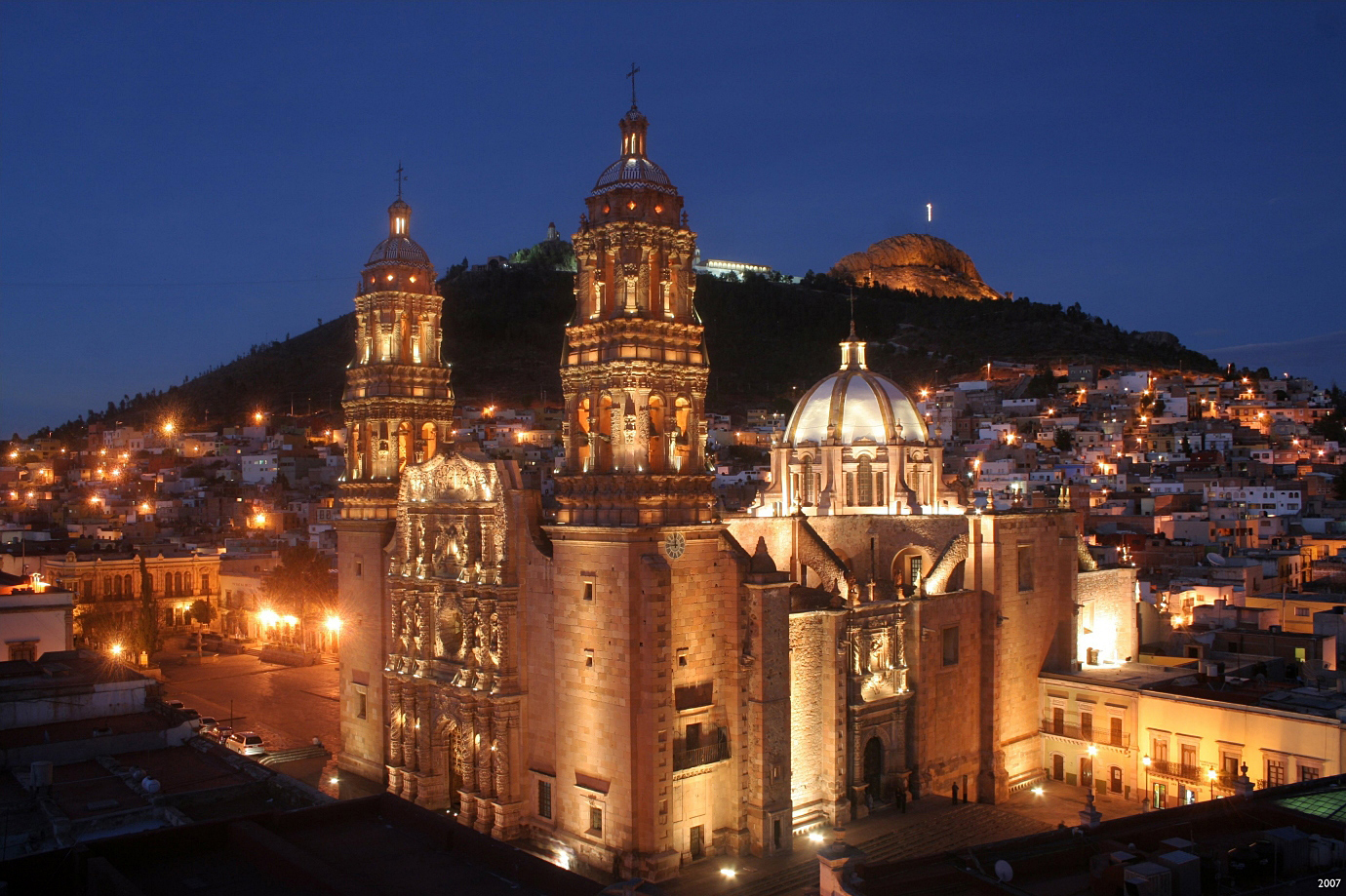
Catedral de Zacatecas.
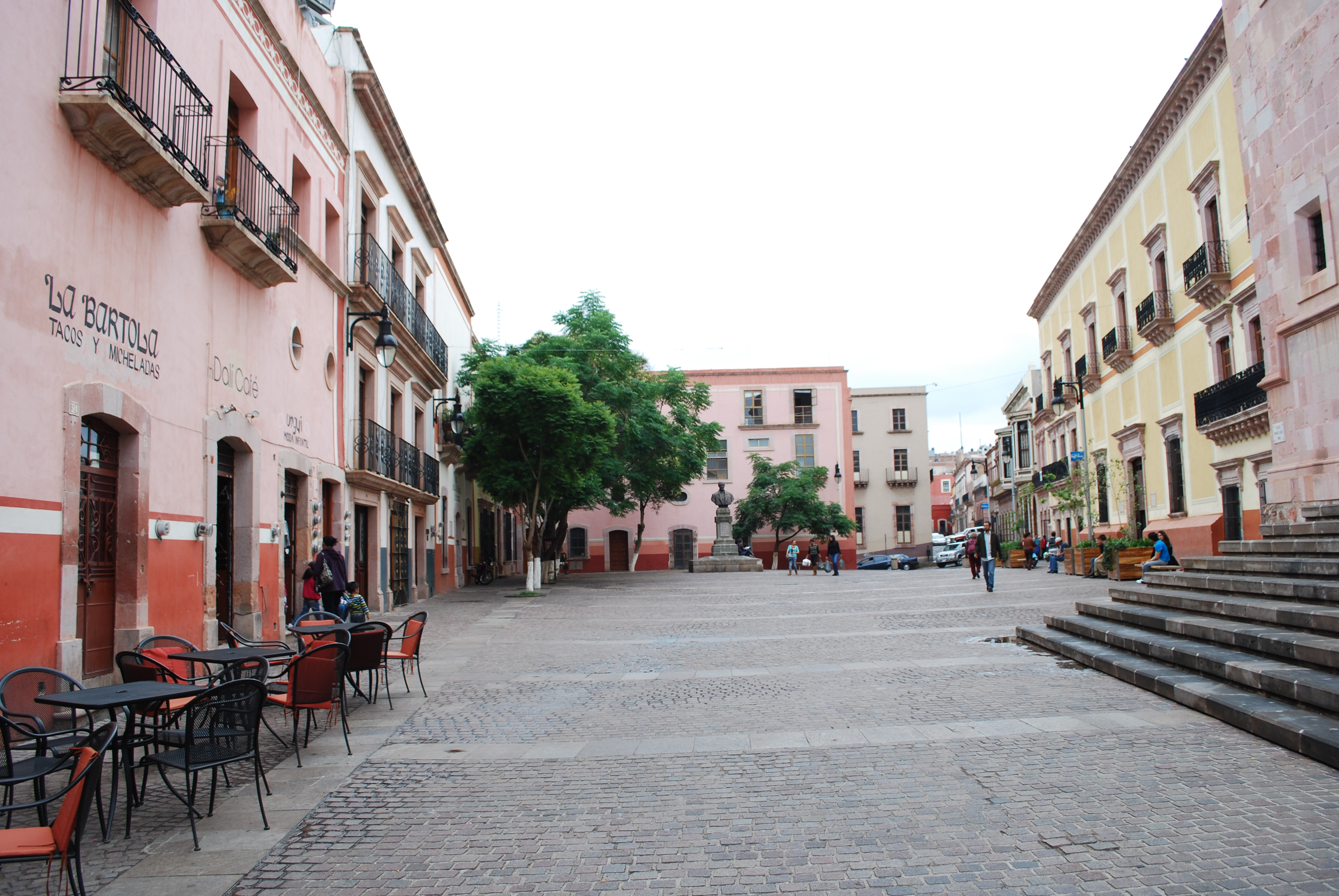
Plaza de San Agustín en Zacatecas.
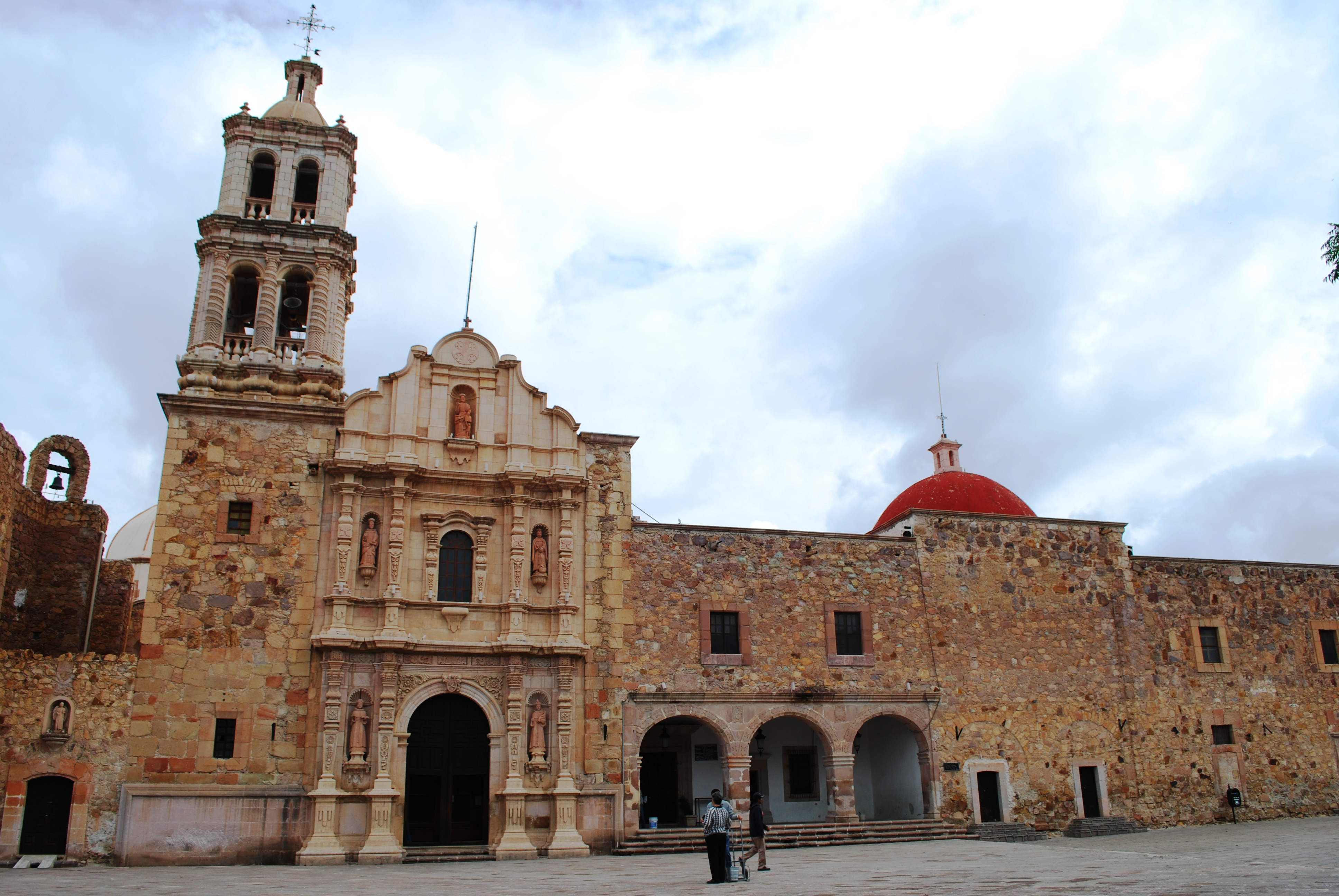
Templo de  San Francisco en Sombrerete.
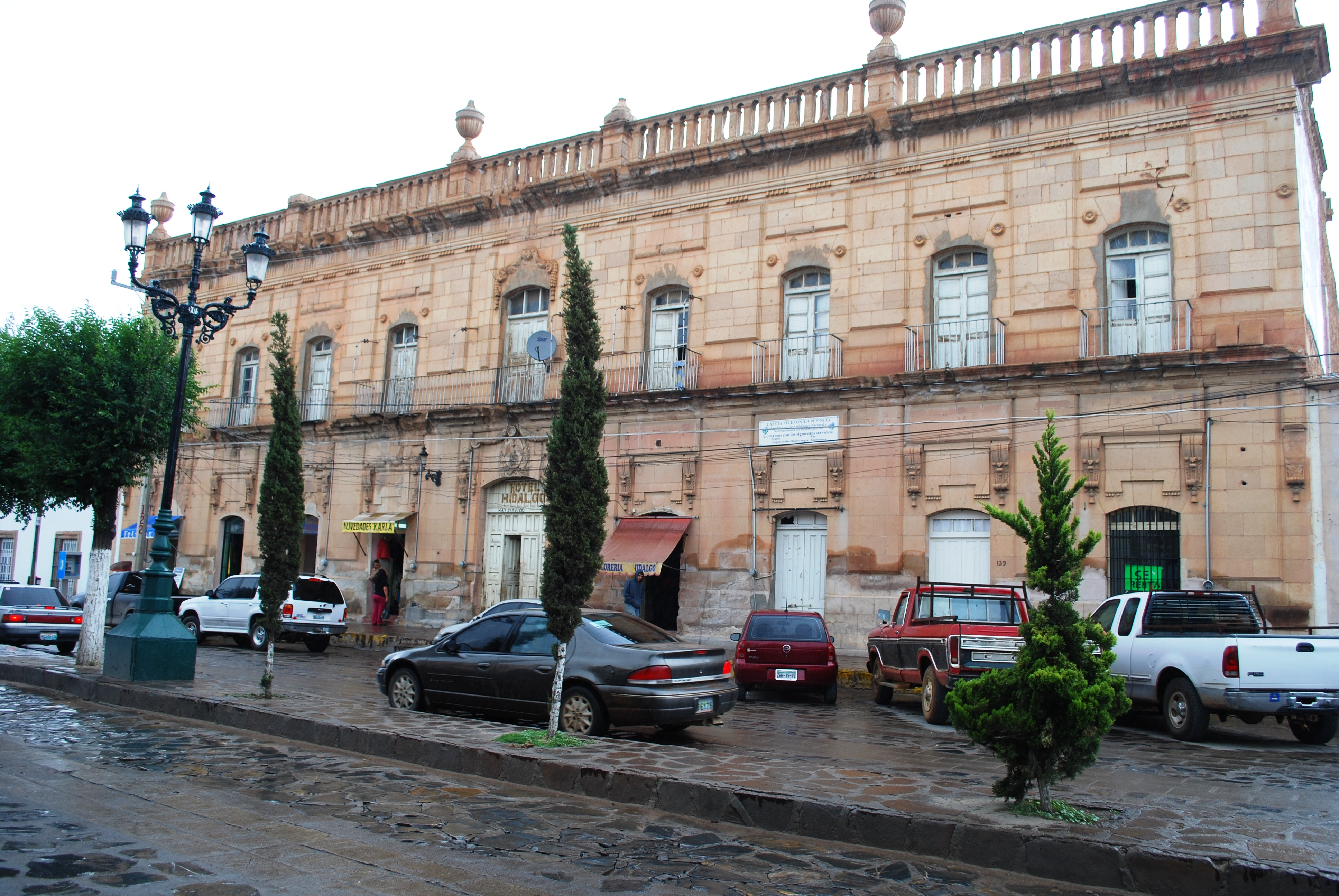
Cajas Reales en Sombrerete.
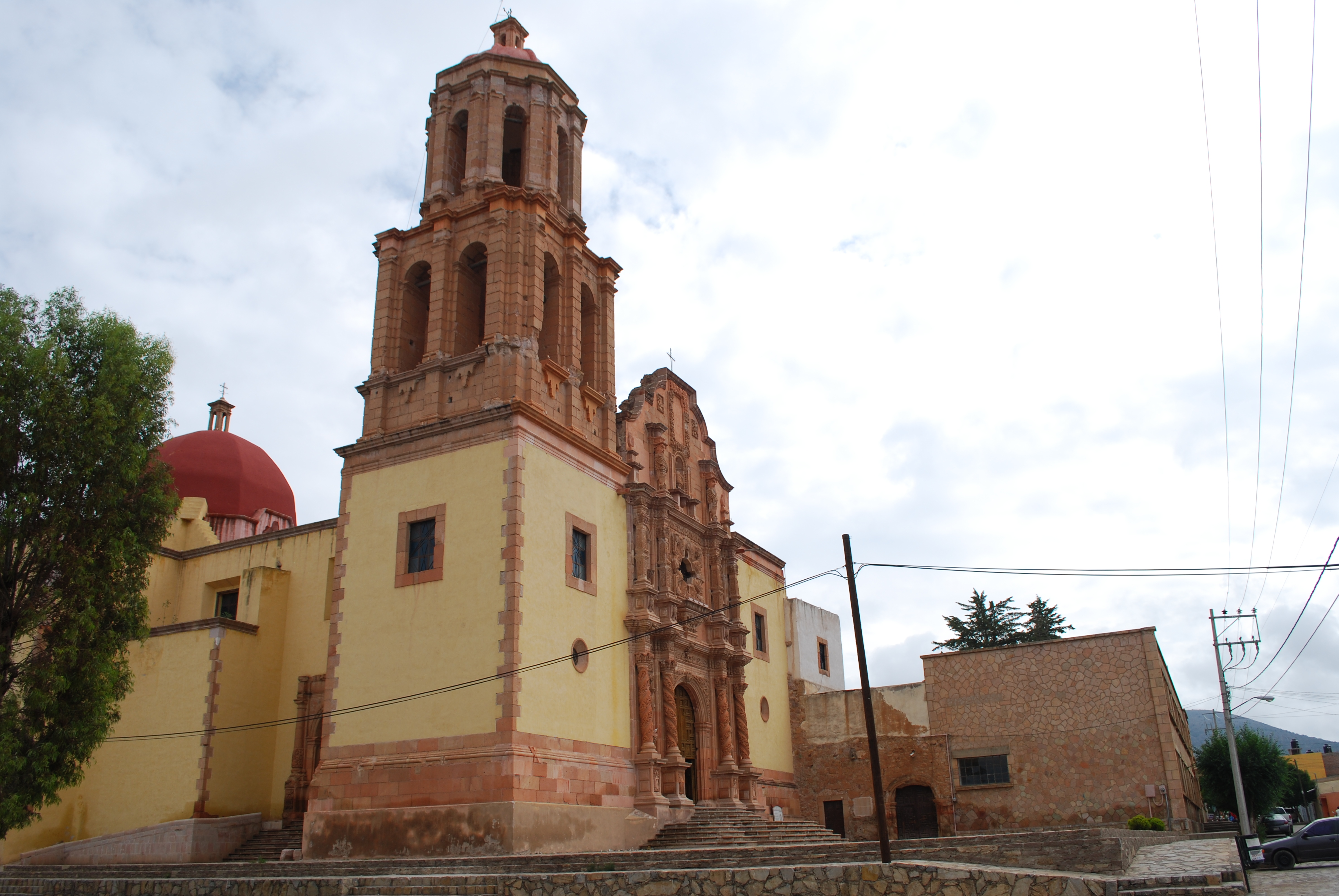
Iglesia de Santo Domingo en Sombrerete.
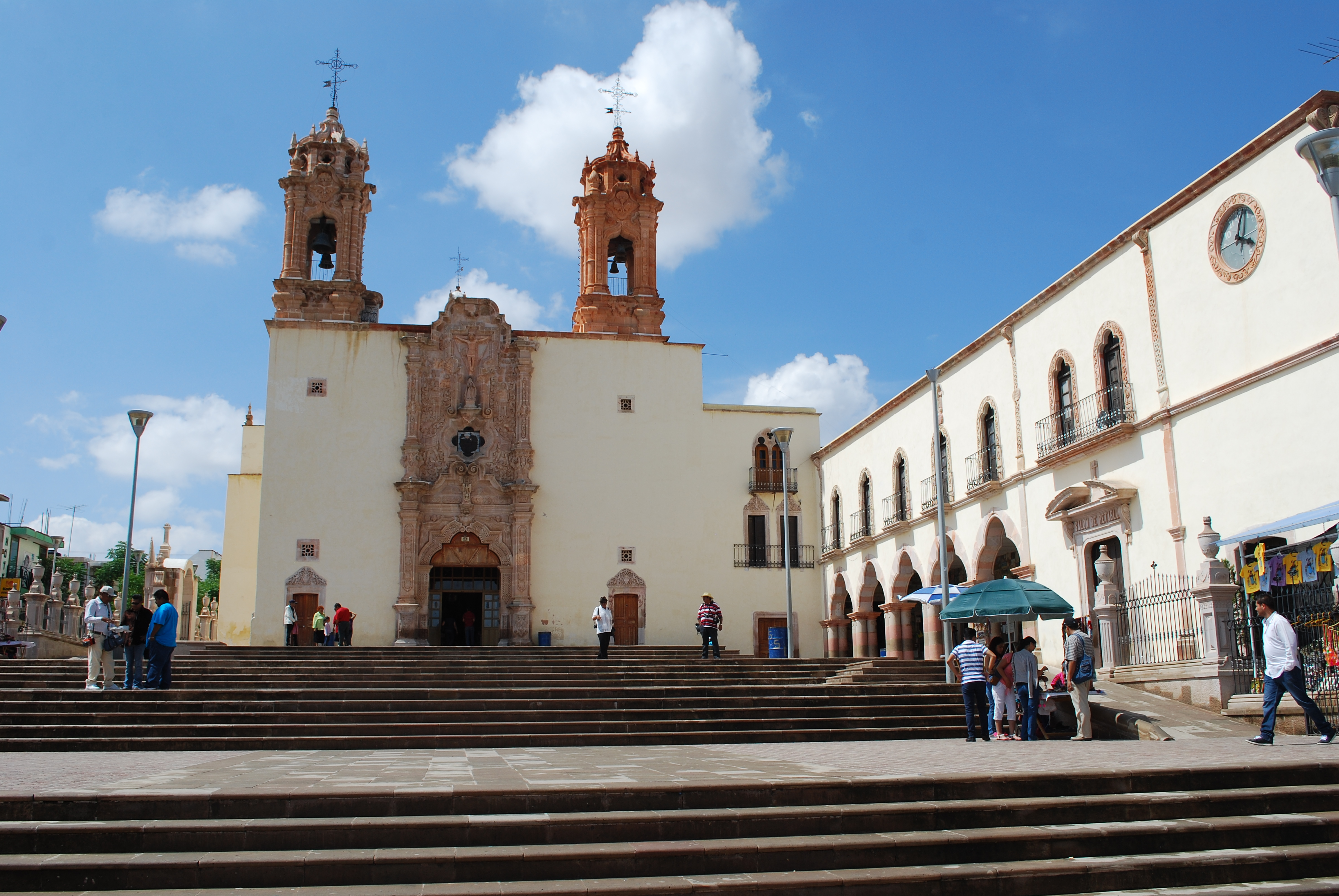
Santuario del Santo Niño de Atocha en Plateros.

Estado de San Luis Potosí
1351-039: Centro histórico de San Luis Potosí 

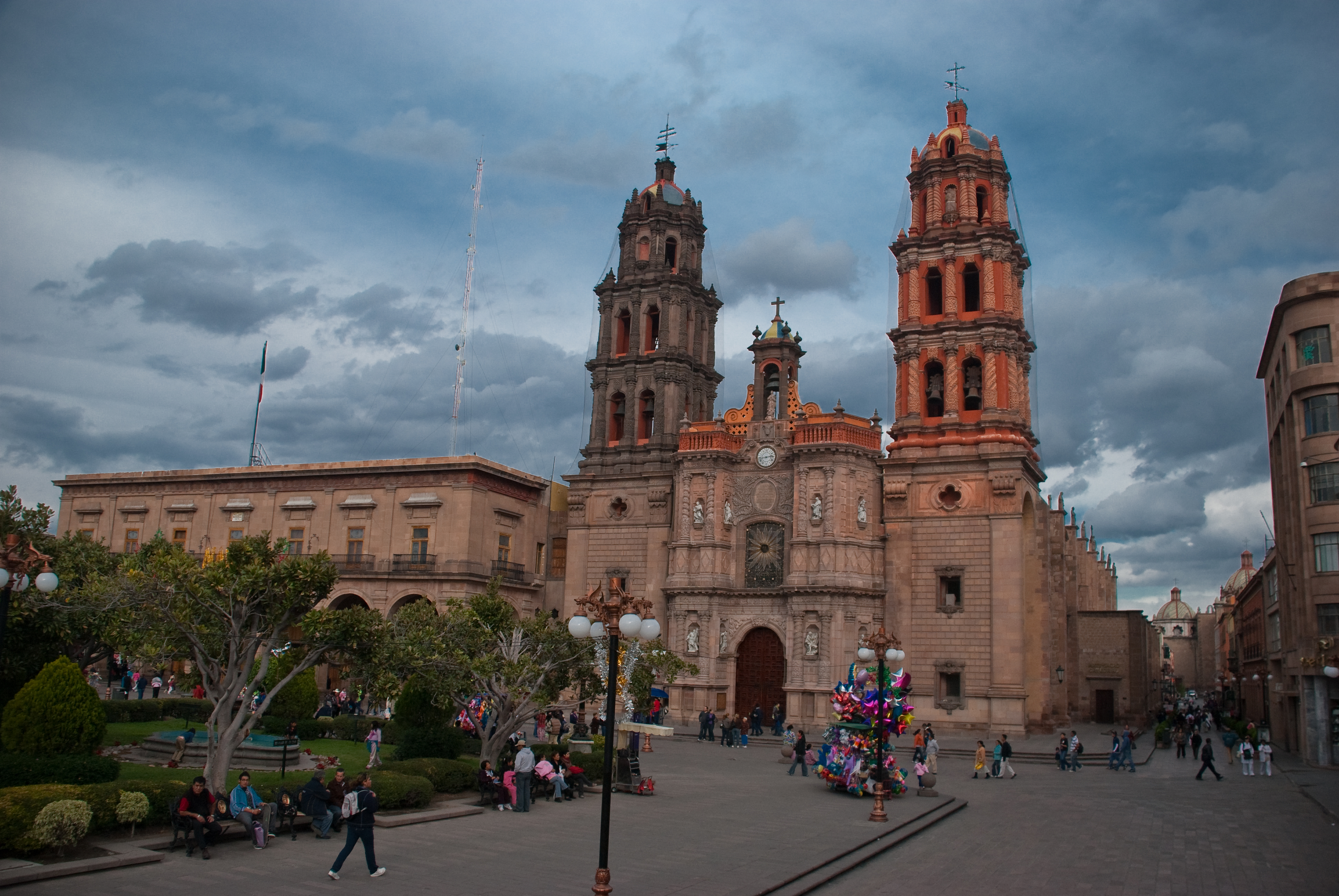
Catedral de San Luis Potosí.
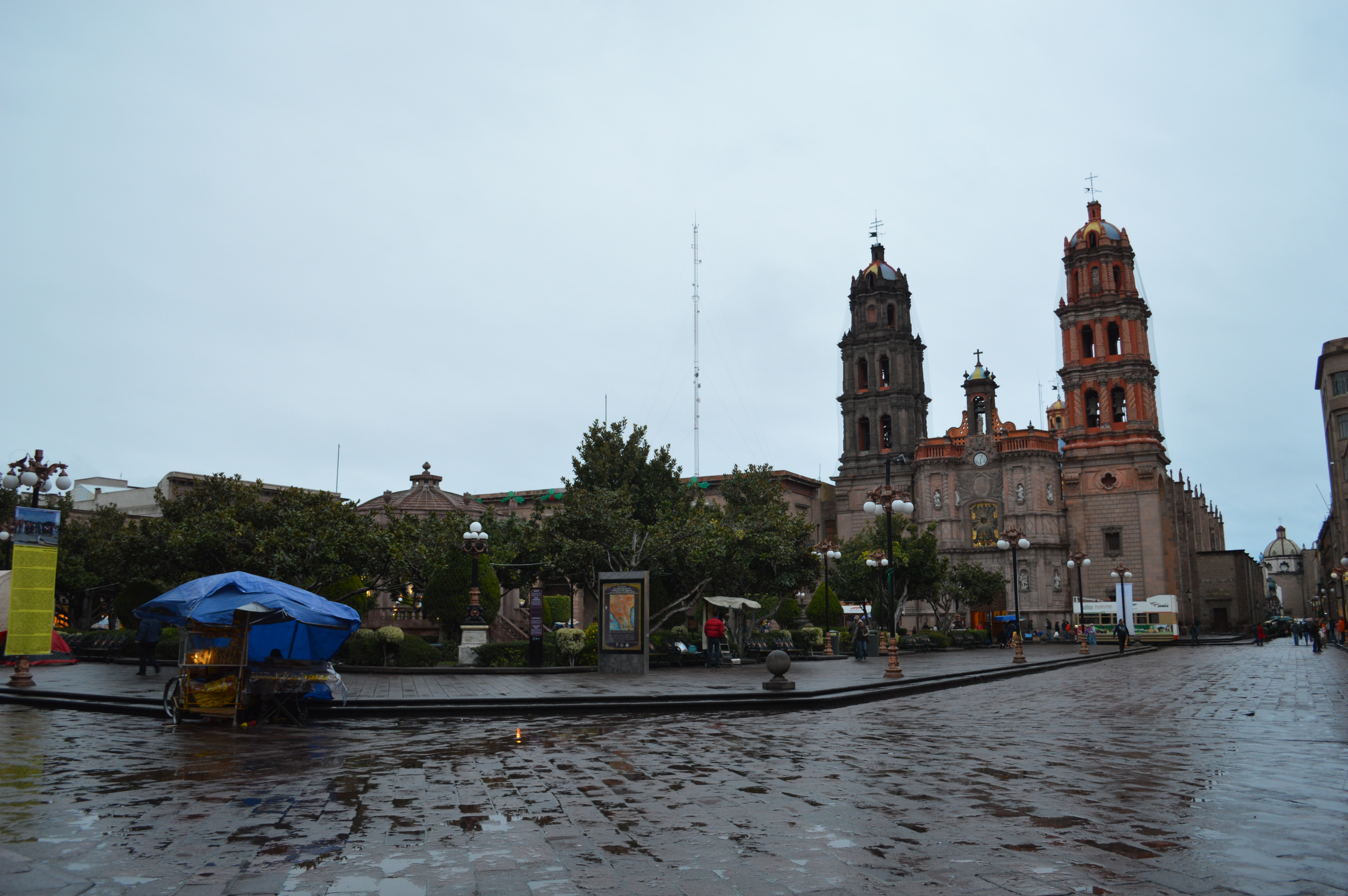
Centro histórico de San Luis Potosí.
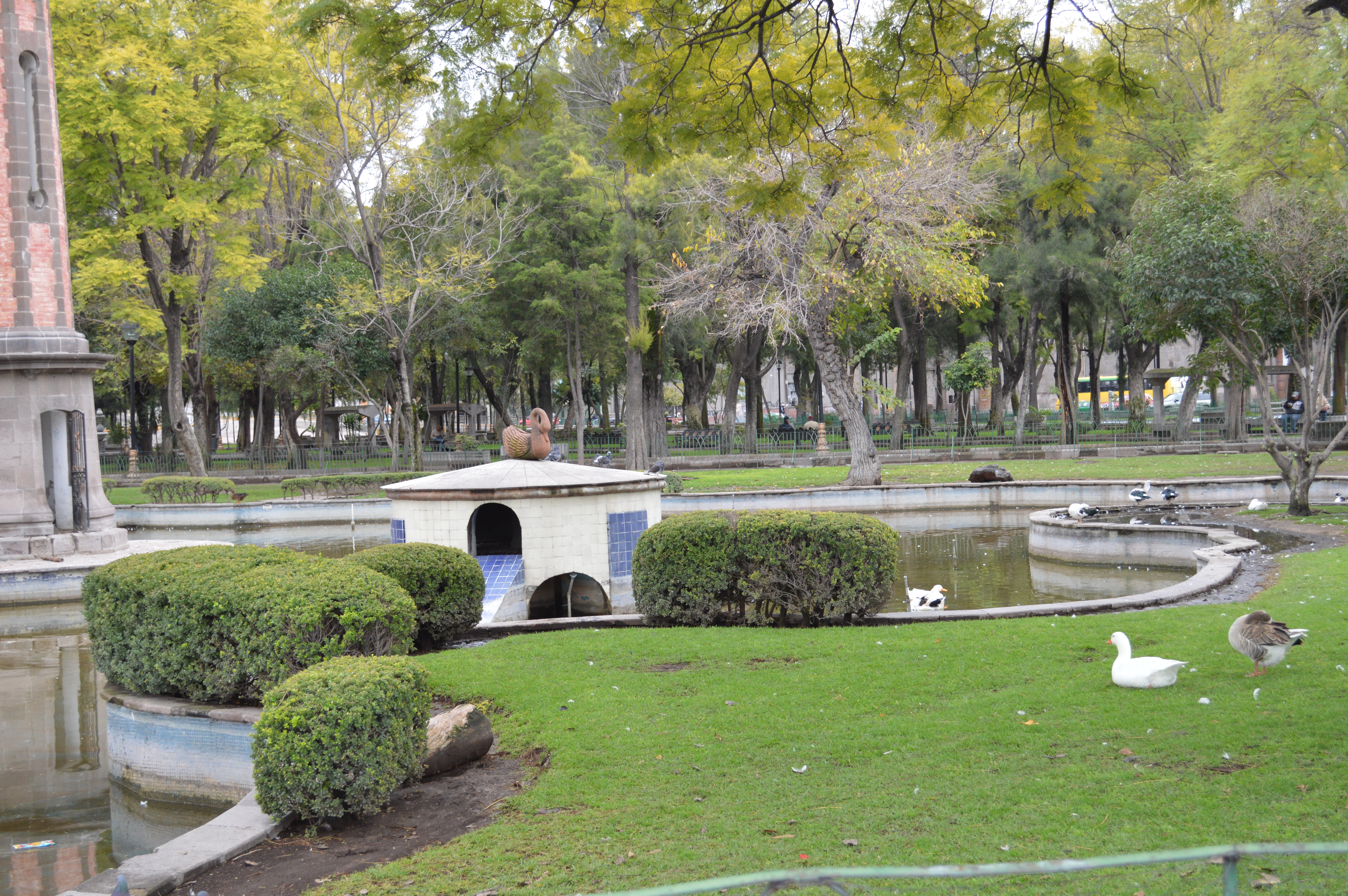
Alameda en San Luis Potosí.
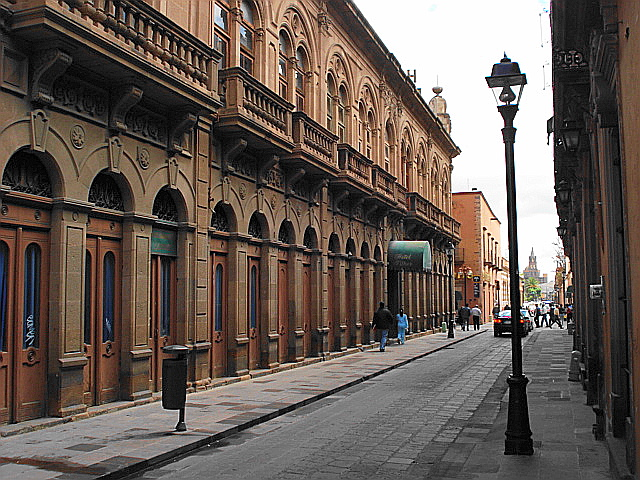
Calle universidad.

Estado de Durango
1351-040: Capilla de San Antonio de la antigua hacienda de Juana Guerra 

1351-041: Templos en el pueblo de Nombre de Dios 

1351-042: Antigua hacienda de San Diego de Navacoyán y Puente del Diablo 

1351-043: Centro histórico de la ciudad de Durango 

1351-044: Templos en el pueblo de Cuencamé y Cristo de Mapimí 

1351-045: Capilla del Refugio en la antigua hacienda de Cuatillos 

1351-046: Templo del pueblo de San José de Avino 

1351-047: Capilla de la antigua hacienda de la Inmaculada Concepción de Palmitos de Arriba 

1351-048: Capilla de la antigua hacienda de la Limpia Concepción de Palmitos de Abajo

1351-049: Conjunto arquitectónico del pueblo de Nazas 

1351-050: Pueblo de San Pedro del Gallo 

1351-051: Conjunto arquitectónico del pueblo de Mapimí 

1351-052: Pueblo de Indé 

1351-053: Capilla de San Mateo de la antigua hacienda de La Zarca 

1351-054: Antigua hacienda de la Limpia Concepción de El Canutillo 

1351-055: Templo de San Miguel en el pueblo de Villa Ocampo 

1351-056: Tramo del Camino Real entre Nazas y San Pedro del Gallo 

1351-057: Mina de Ojuela 

1351-058: Cueva de Las Mulas de Molino 

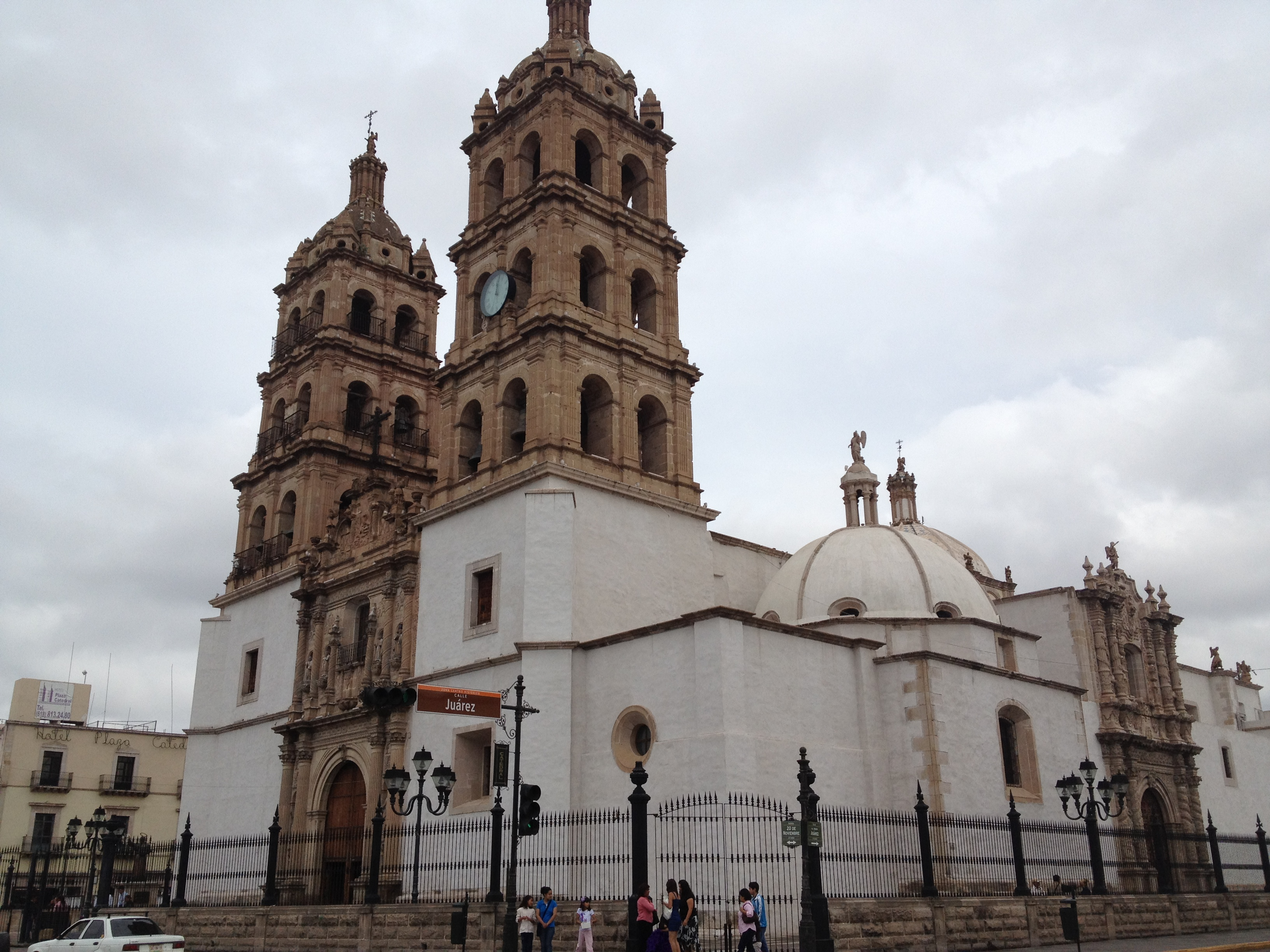
Catedral Basílica de Durango.
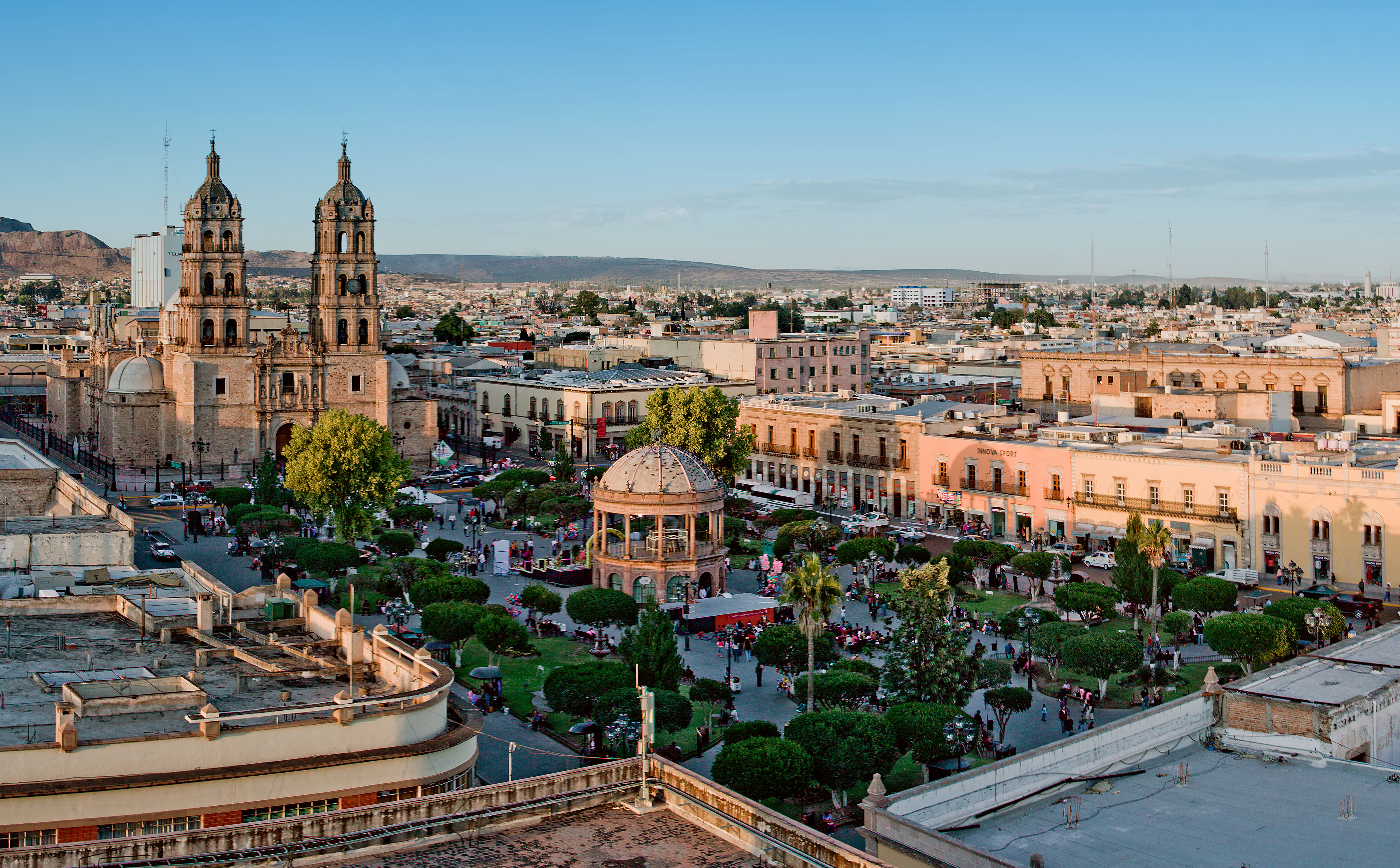
Centro histórico de Durango.
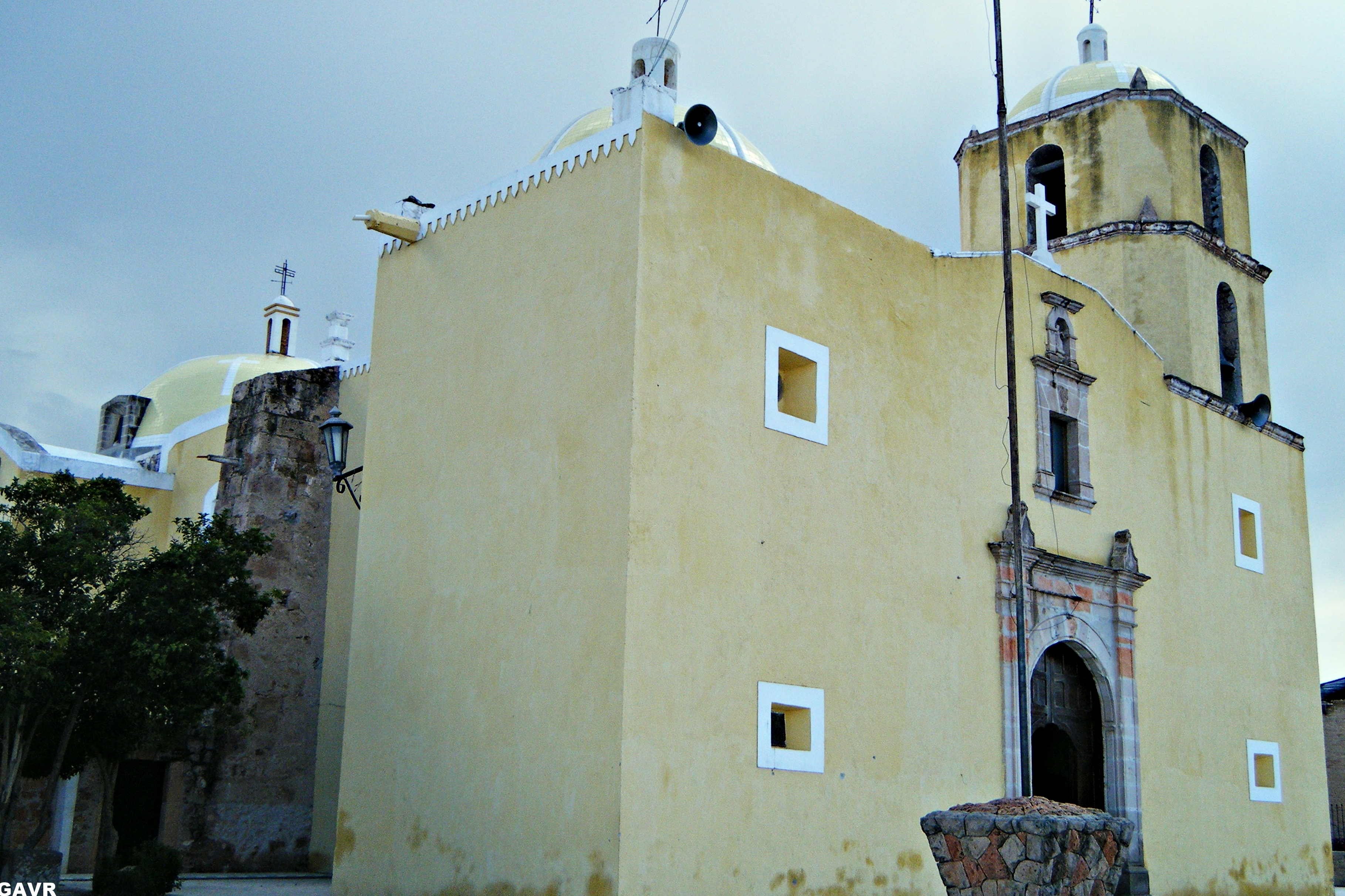
Templo de  Cuencamé .
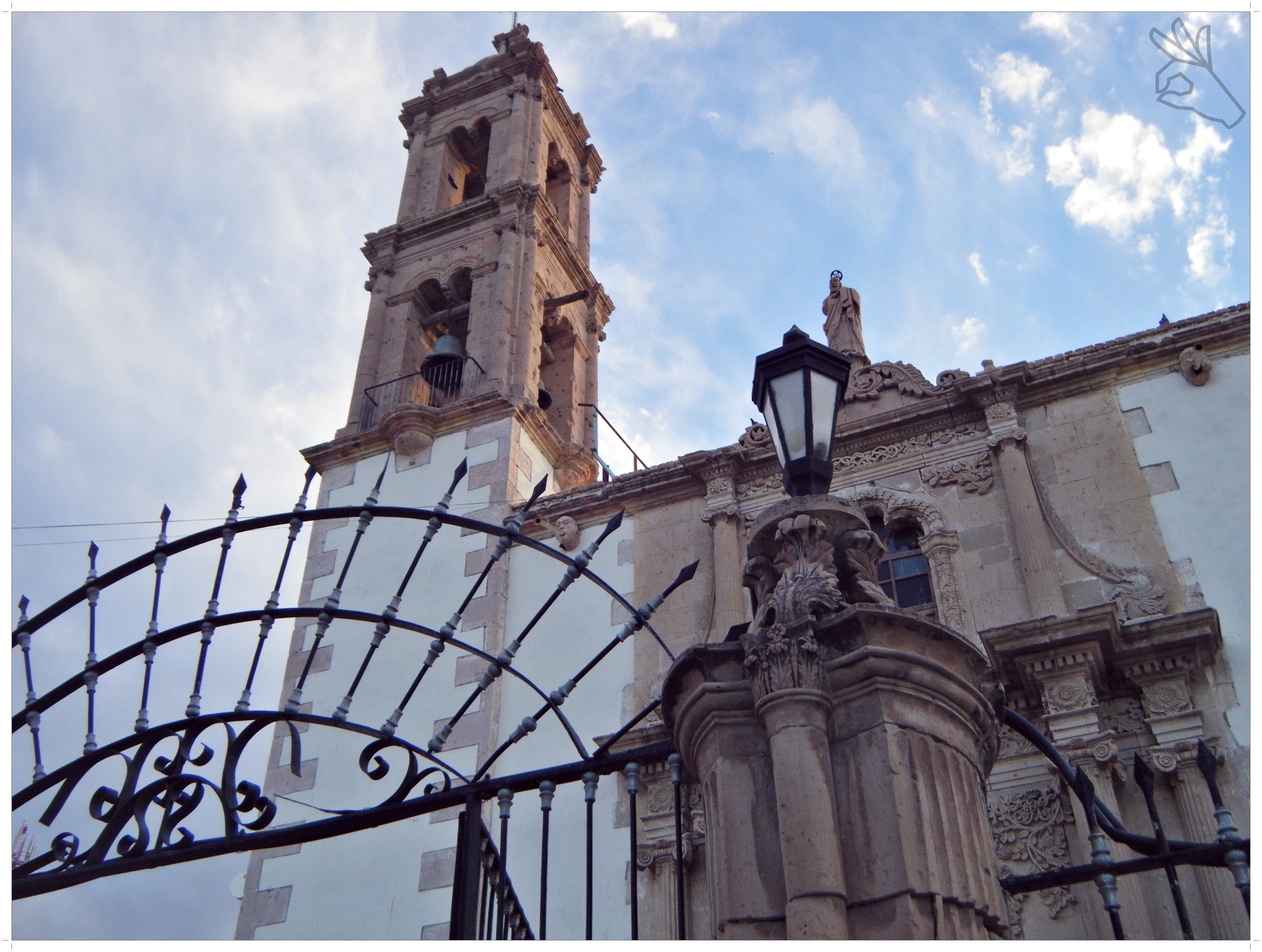
Iglesia de Mapimí.
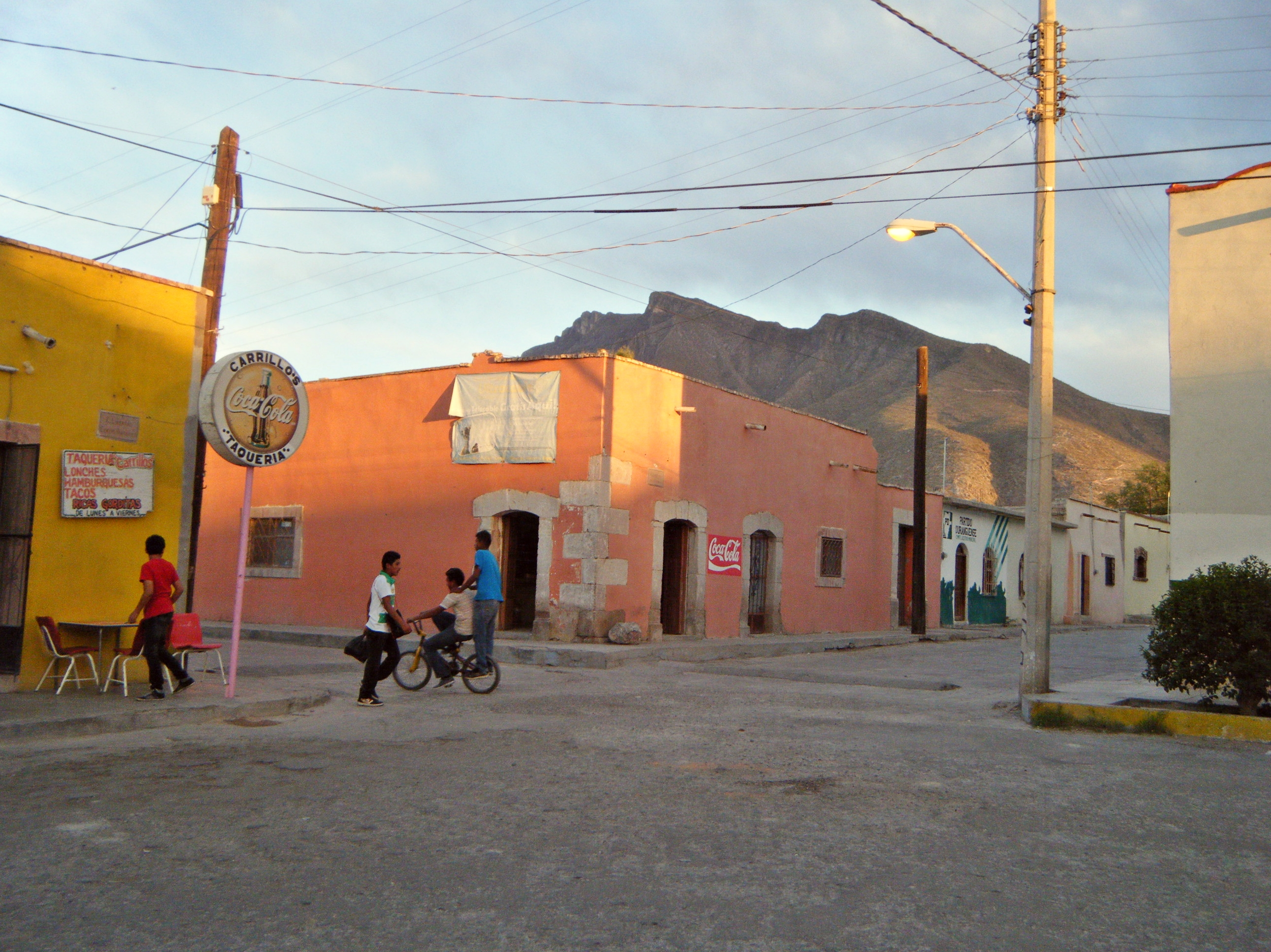
Mapimí.
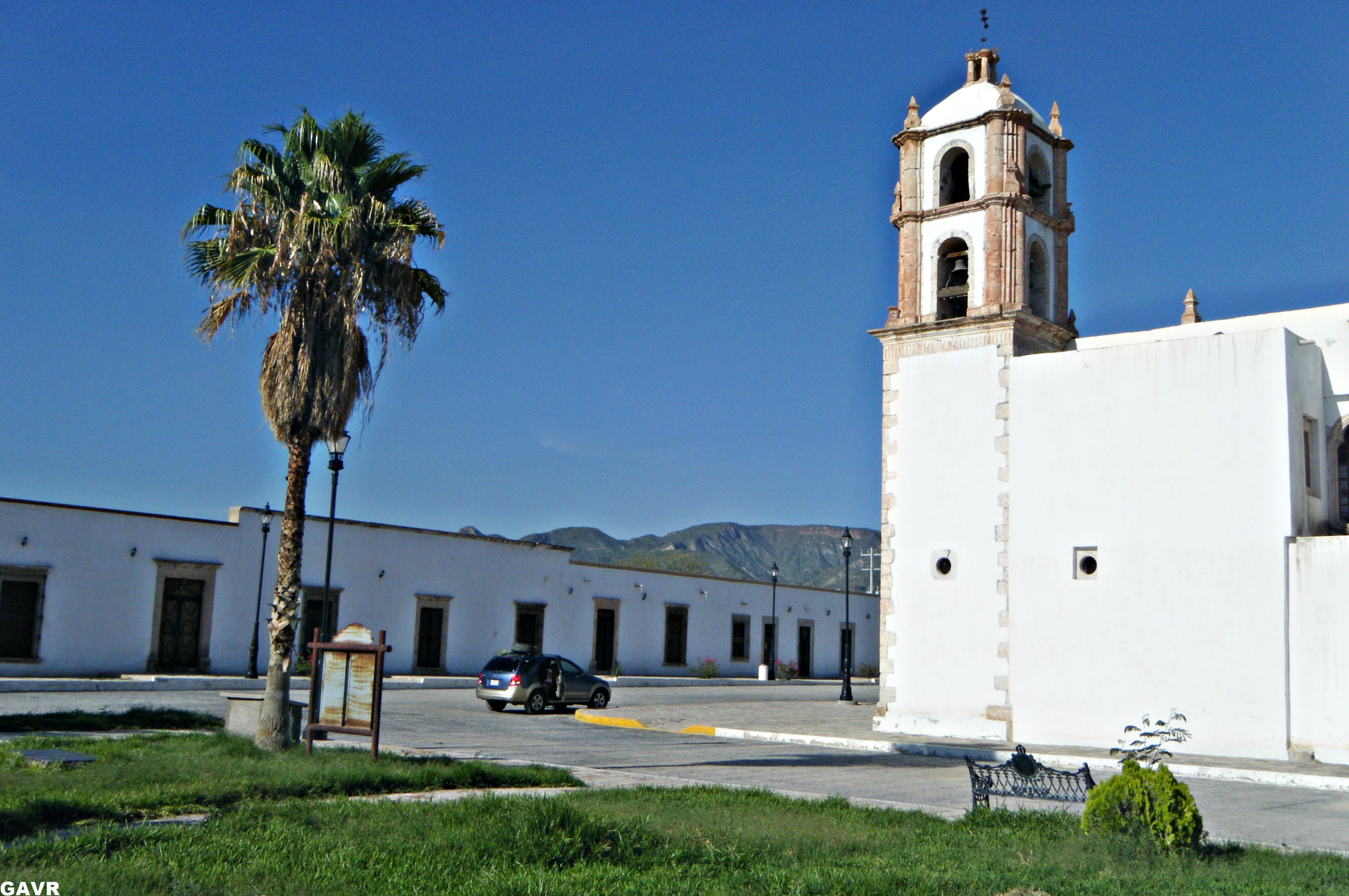
Capilla del Refugio de la antigua Hacienda de Cuatillos.
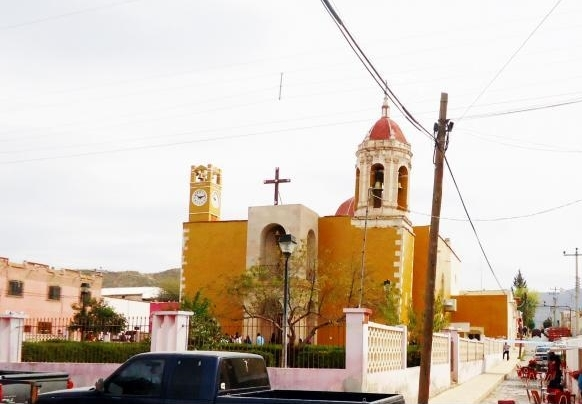
Pueblo de Nazas.
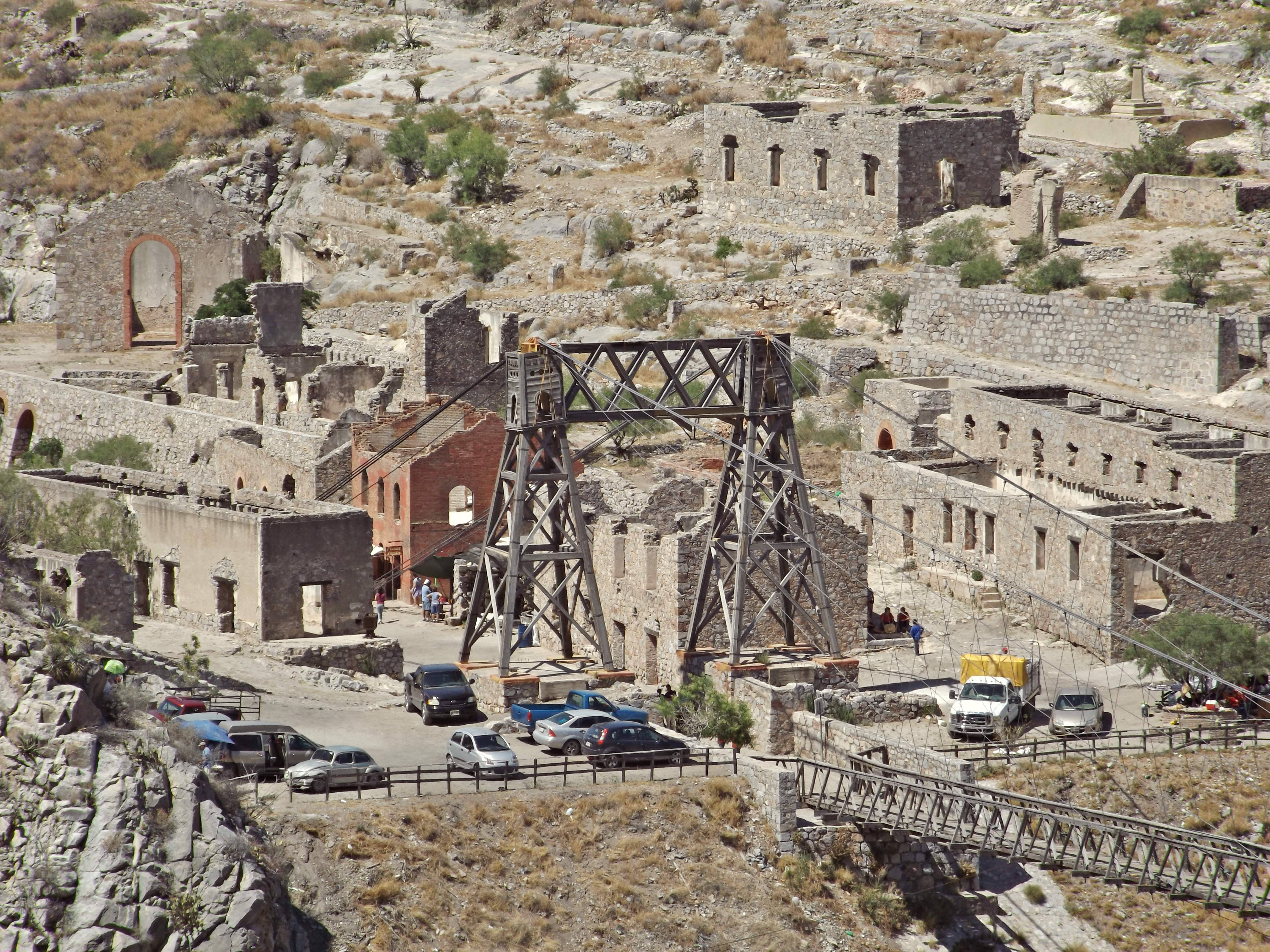
Mina de Ojuela.
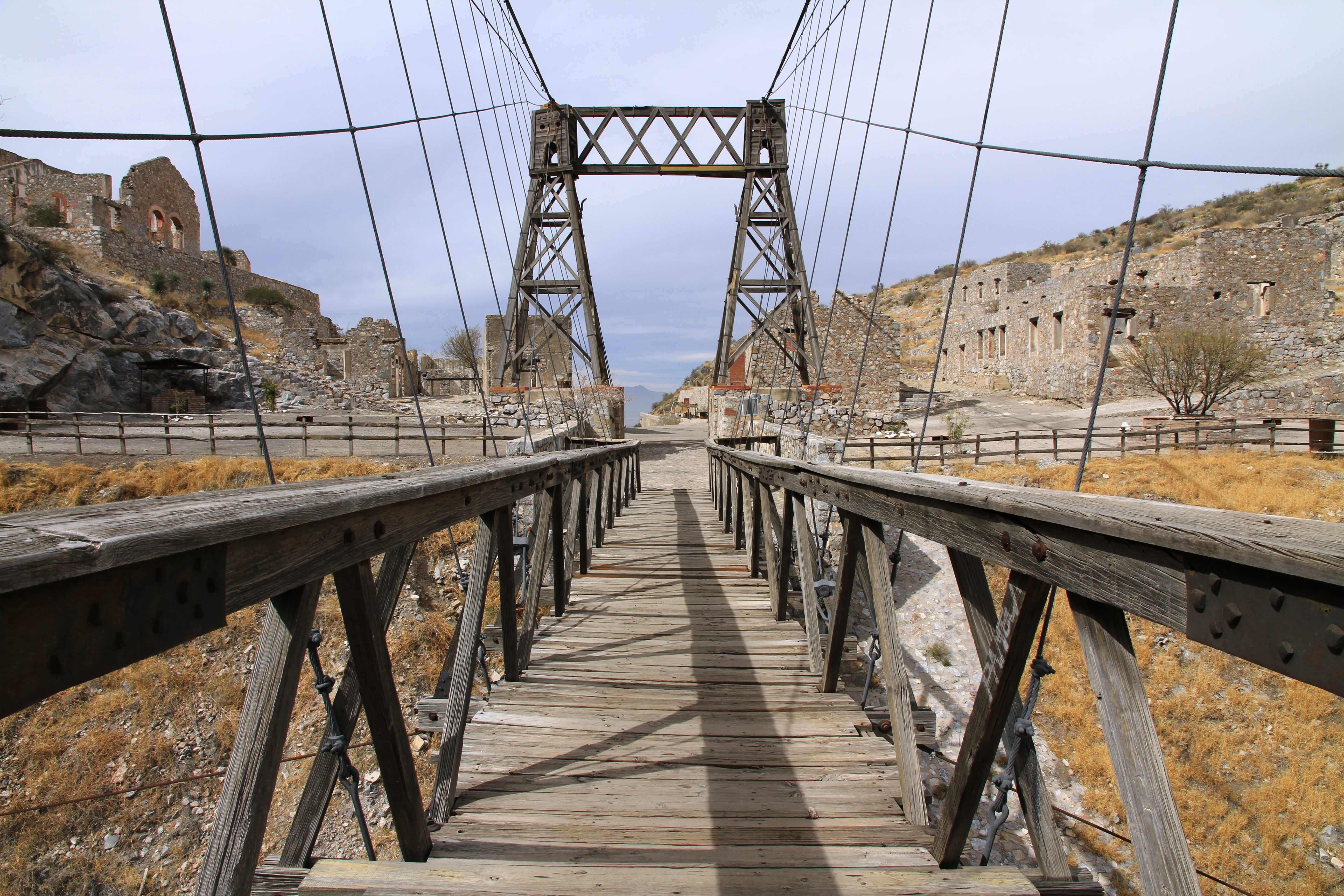
Mina de Ojuela.

Estado de Chihuahua
1351-059: Pueblo de Valle de Allende

### Ubicación
| Ciudad de México Santiago de Querétaro Guanajuato Aguascalientes Zacatecas San Luis Potosí Victoria de Durango Valle de Allende Ubicación de los sesenta sitios declarados pertenecientes al Camino Real de Tierra Adentro declarados Patrimonio de la Humanidad; localizados entre las entidades de Ciudad de México, México, Hidalgo, Querétaro, Guanajuato, Jalisco, Aguascalientes, San Luis Potosí, Zacatecas, Durango y Chihuahua. |